# Lanvénégen
Lanvénégen [lɑ̃veneʒɛ̃] est une commune française située dans le département du Morbihan, en région Bretagne.

## Géographie

### Localisation
Lanvénégen est une commune bretonne située à mi-distance du littoral et du centre de la péninsule, à la limite ouest du Morbihan (limitrophe du Finistère), au nord-nord-ouest de Lorient (31,0 km à vol d'oiseau), à l’est de Quimper (42,3 km à vol d'oiseau), à l’ouest de Pontivy (43,2 km à vol d'oiseau), au nord-ouest de Vannes (69,5 km à vol d'oiseau), au sud-est de Brest (82,7 km à vol d'oiseau), à l'ouest de Rennes (138,7 km à vol d'oiseau), à l'ouest-sud-ouest de Paris (444,3 km à vol d'oiseau). Elle appartient à la Cornouaille morbihannaise. D’une superficie de 29,42 km2, elle s’étend sur 8 km d’est en ouest et 6,5 km du nord au sud. Elle est délimitée à l’est par la rivière Ellé, au nord et au sud par deux de ses affluents l’Inam ou Ster Laër et le Naïc. Le quartier du Castellou forme comme une excroissance à l'ouest.
| - Localisation de la commune de Lanvénégen dans le département. - Carte de la commune de Lanvénégen dans son environnement géographique. |

|           | Inam, Le Faouët          |              |
| Guiscriff | Lanvénégen               | Ellé, Meslan |
|           | Naïc, Querrien Finistère |              |

### Géologie et relief
La commune s’étage d’ouest en est avec un point culminant à 188 mètres, près de Kériel et un point bas, 52 mètres, qui correspond au point de confluence de l’Ellé et du Naïc. La commune, très vallonnée, a su conserver partiellement son bocage et possède plusieurs secteurs boisés.
En partie sur son territoire et en partie sur Guiscriff, un gisement de kaolin fut exploité à partir de 1930 pendant une trentaine d’années sur une surface de 20 hectares. L’exploitation a été abandonnée car pas assez rentable. En lieu et place des carrières, subsistent des étangs poissonneux.
La majeure partie du territoire communal repose sur des terrains schisteux qui occupent la partie occidentale de la vallée «pourlet» qui relie le bassin de Pontivy aux plateaux sédimentaires s’étendant au sud des montagnes noires. À Lanvénégen, il[Quoi ?] s’intercale entre le massif granitique de Langonnet/Guémené-sur-Scorff, au nord, et celui de Douarnenez/Malguénac, au sud.
| - Carte topographique de la commune de Lanvénégen. |

### Hydrographie
Pour un article plus général, voir Réseau hydrographique du Morbihan.
La commune est située dans le bassin Loire-Bretagne. Elle est drainée par l'Ellé, l'Inam ou Stêr Laër, le Naïc, la rivière le Naïc et divers autres petits cours d'eau,.
Le cours de l’Inam sert de frontière naturelle avec la commune du Faouët, tandis que le cours de l’Ellé sert de frontière avec Meslan et le cours du Naïc avec Querrien. La commune est par ailleurs traversée par l’Elise, également appelé ruisseau de Saint-Urlo ou ruisseau des Kaolins, affluent de l’Inam. Ce ruisseau sert d'exutoire aux eaux des étangs des kaolins.
L'Ellé, d'une longueur de 76 km, prend sa source dans la commune de Glomel et se jette  dans la Laïta, estuaire formé par l'Ellé et l'Isole en limite d'Guidel et de Clohars-Carnoet, après avoir traversé 16 communes.
L'Inam, d'une longueur de 34 km, prend sa source dans la commune de Gourin et se jette  dans l'Ellé sur la commune, après avoir traversé cinq communes.
Le Naïc, d'une longueur de 13 km, prend sa source dans la commune de Guiscriff et se jette  dans l'Ellé sur la commune.

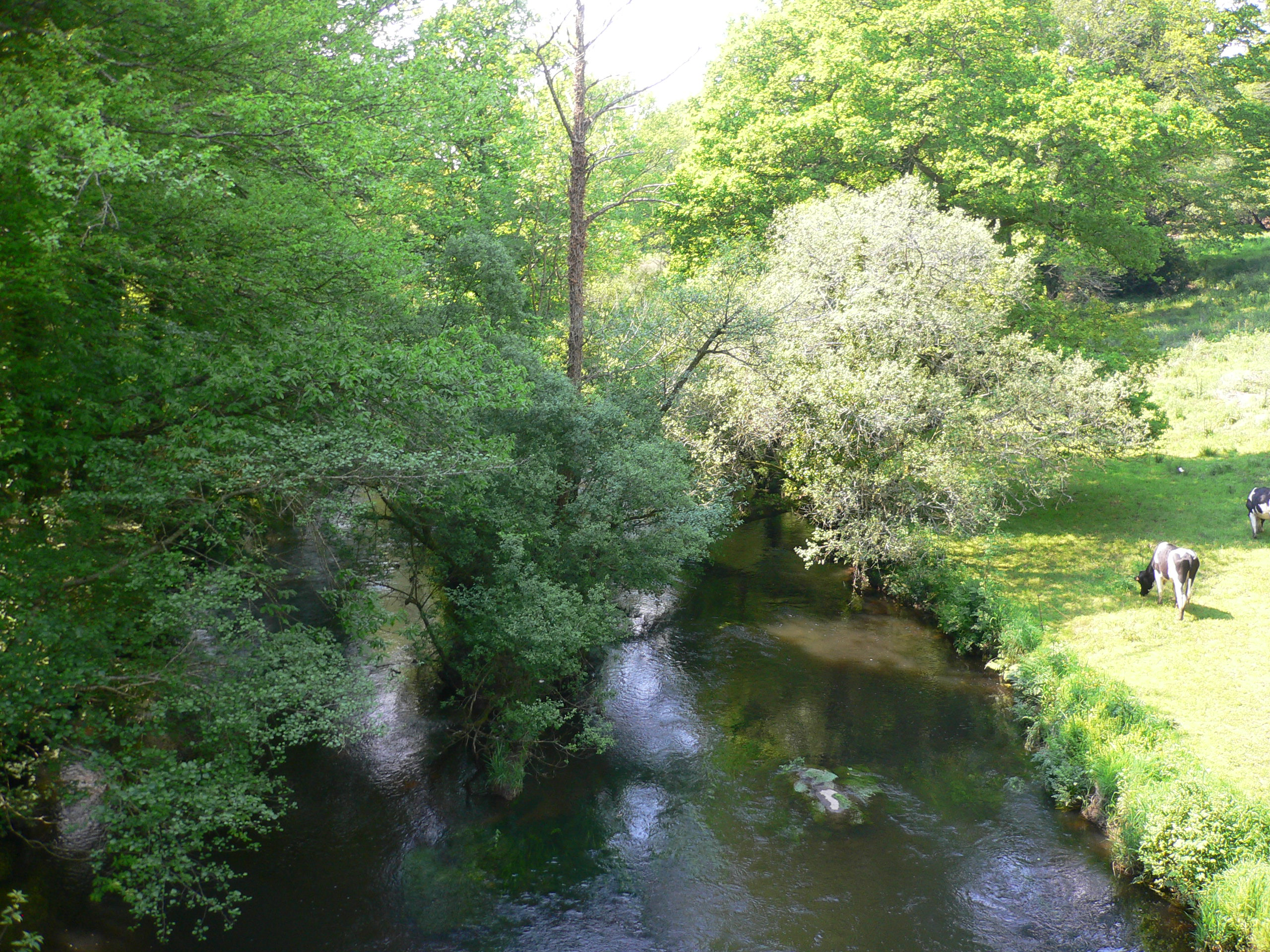
L'Inam au Pont Neuf.
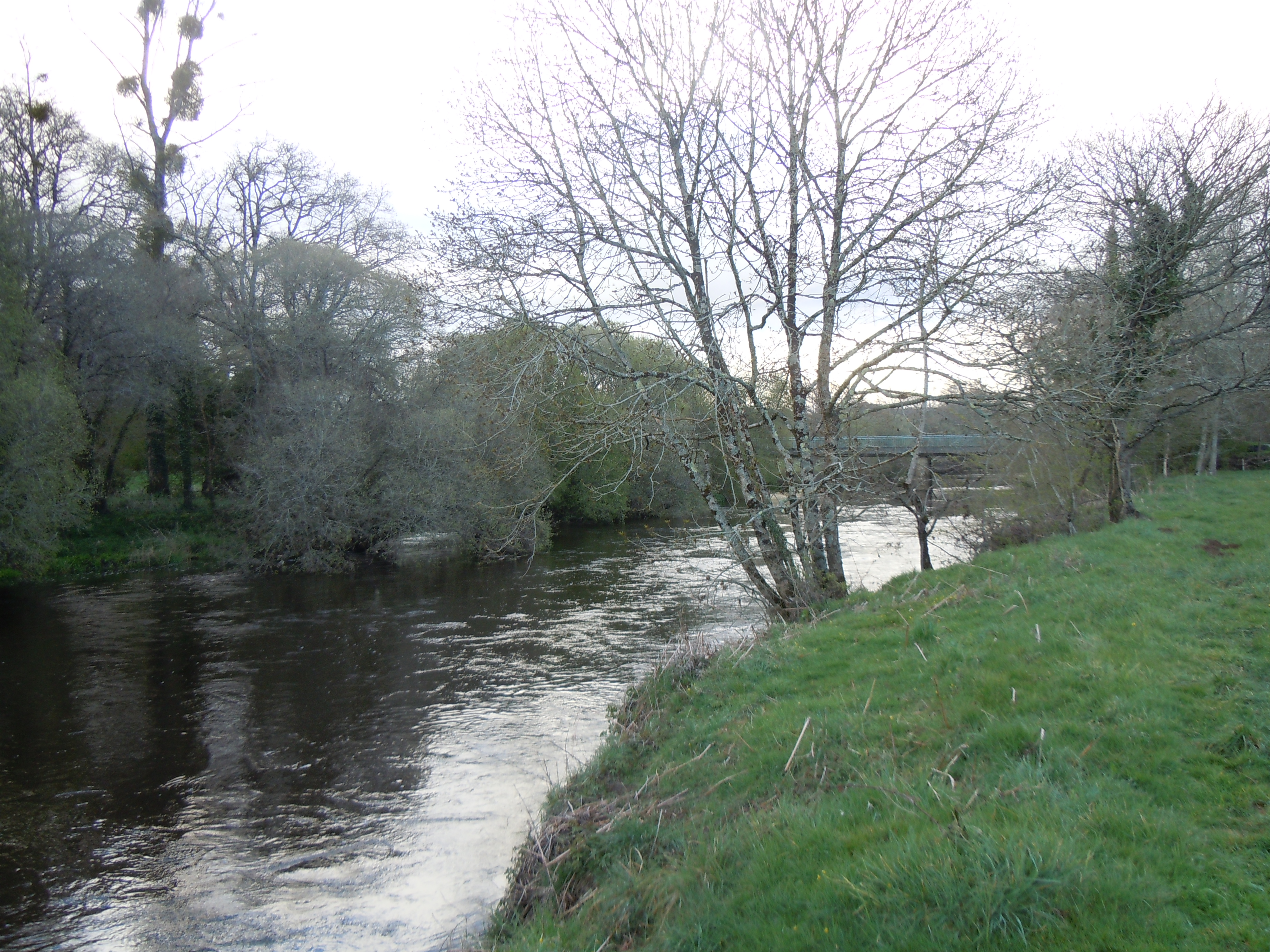
L'Ellé à Loge Coucou.
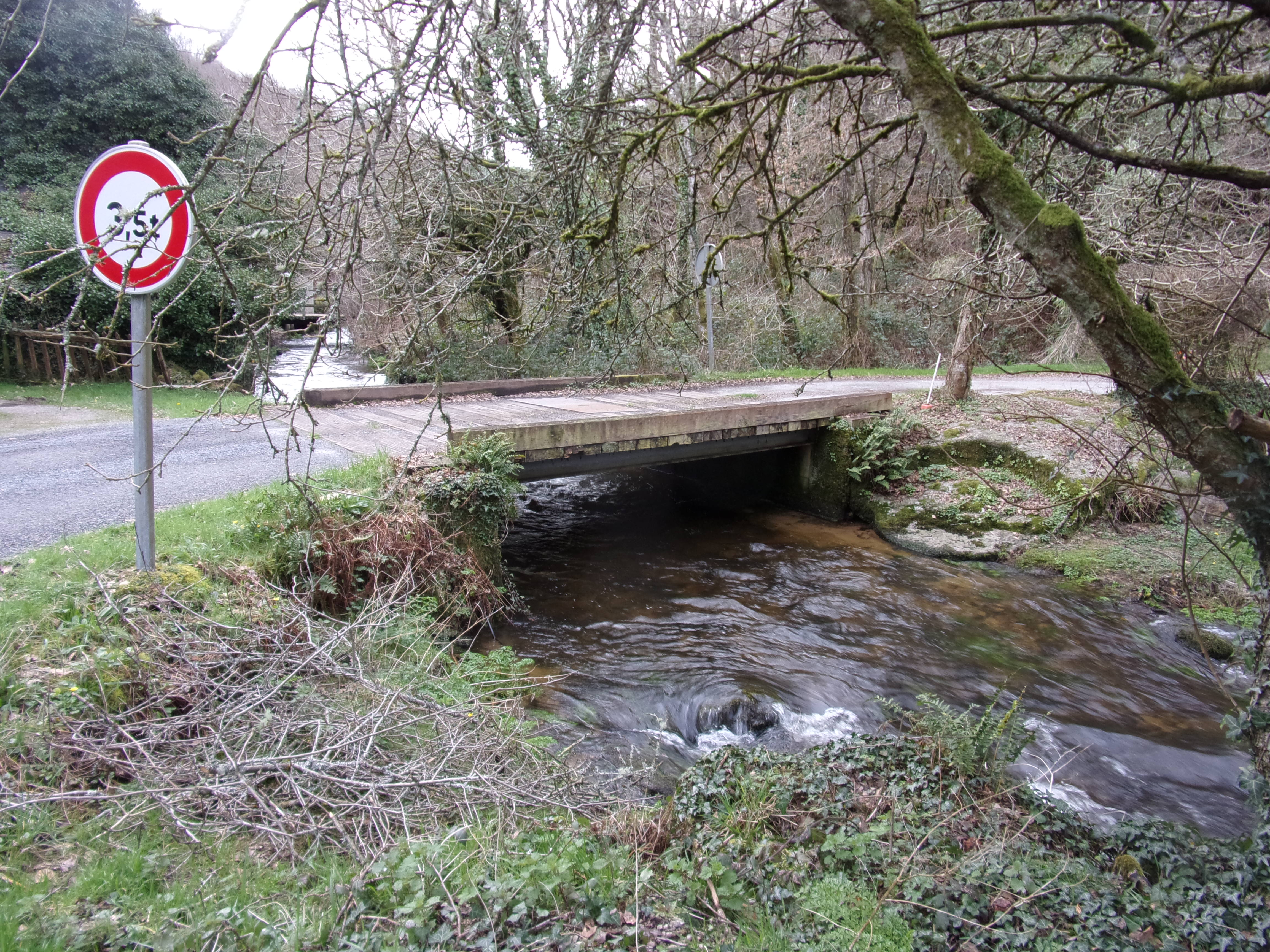
Le Naïc à Kerivarc'h.
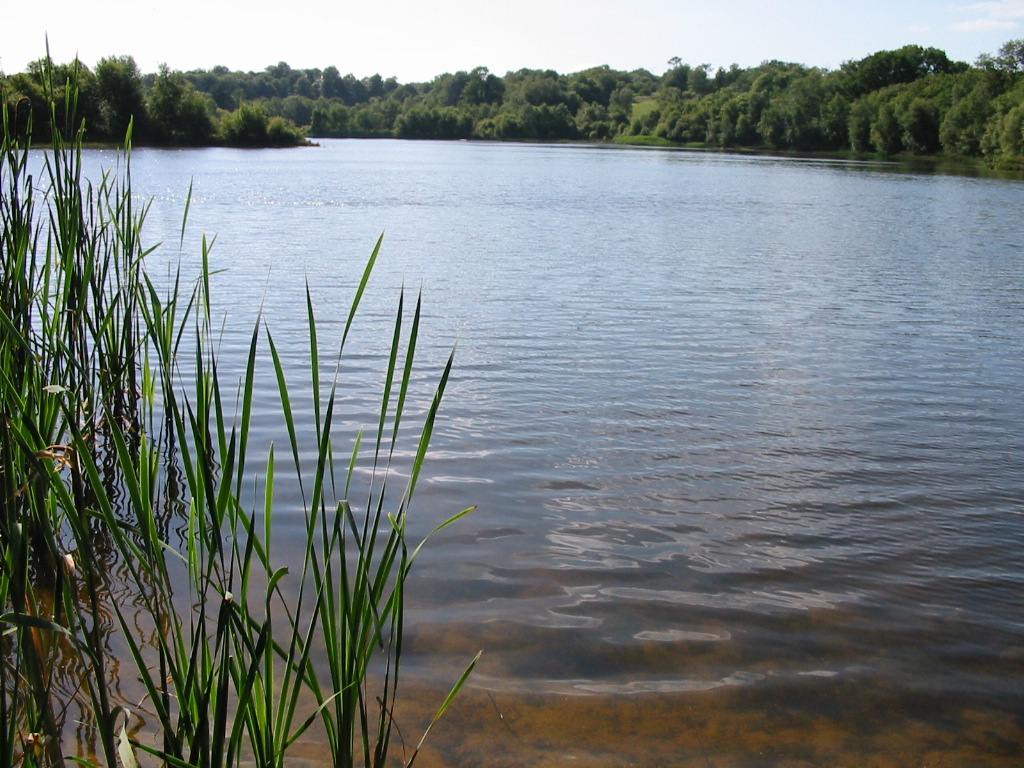
Les étangs sur les anciennes carrières de kaolin.

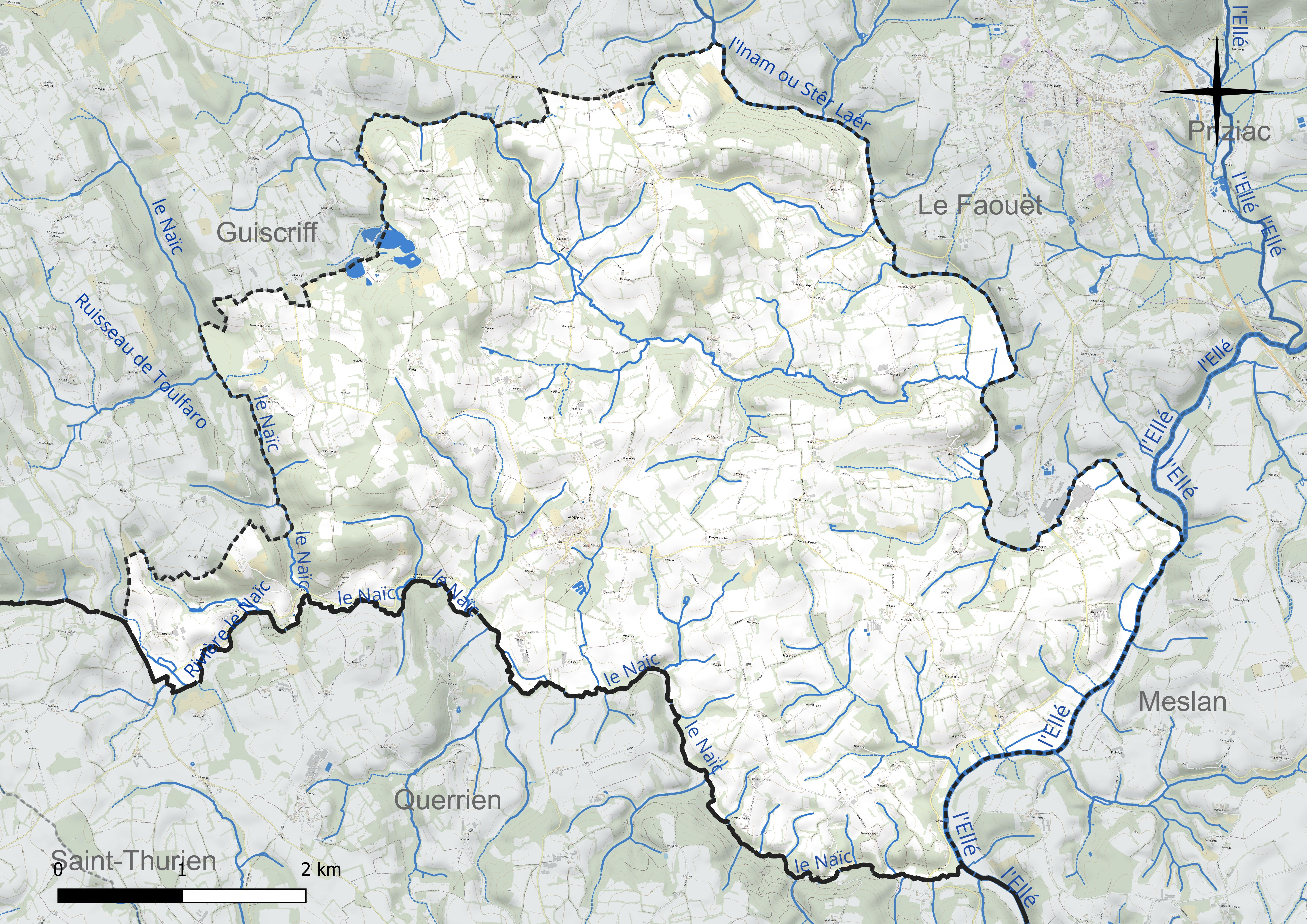
Réseau hydrographique de Lanvénégen.

### Climat
Pour des articles plus généraux, voir Climat de la Bretagne et Climat du Morbihan.
En 2010, le climat de la commune est de type climat océanique franc, selon une étude du CNRS s'appuyant sur une série de données couvrant la période 1971-2000. En 2020, Météo-France publie une typologie des climats de la France métropolitaine dans laquelle la commune est exposée à un climat océanique et est dans la région climatique  Bretagne orientale et méridionale, Pays nantais, Vendée, caractérisée par une faible pluviométrie en été et une bonne insolation. Parallèlement l'observatoire de l'environnement en Bretagne publie en 2020 un zonage climatique de la région Bretagne, s'appuyant sur des données de Météo-France de 2009. La commune est, selon ce zonage, dans la zone « Monts d'Arrée », avec des hivers froids, peu de chaleurs et de fortes pluies.
Pour la période 1971-2000, la température annuelle moyenne est de 11,3 °C, avec une amplitude thermique annuelle de 11,5 °C. Le cumul annuel moyen de précipitations est de 1 216 mm, avec 15,6 jours de précipitations en janvier et 8,2 jours en juillet. Pour la période 1991-2020, la température moyenne annuelle observée sur la station météorologique installée sur la commune est de 12,1 °C et le cumul annuel moyen de précipitations est de 1 215,0 mm,. Pour l'avenir, les paramètres climatiques de la commune estimés pour 2050 selon différents scénarios d’émission de gaz à effet de serre sont consultables sur un site dédié publié par Météo-France en novembre 2022.
| Mois                                  | jan.           | fév.        | mars        | avril         | mai           | juin         | jui.        | août          | sep.          | oct.            | nov.          | déc.          | année     |
| ------------------------------------- | -------------- | ----------- | ----------- | ------------- | ------------- | ------------ | ----------- | ------------- | ------------- | --------------- | ------------- | ------------- | --------- |
| Température minimale moyenne (°C)     | 3,3            | 3,2         | 3,9         | 5,2           | 8,1           | 10,9         | 12,7        | 12,4          | 10,2          | 8,8             | 5,7           | 3,8           | 7,3       |
| Température moyenne (°C)              | 6,6            | 7           | 8,6         | 10,6          | 13,6          | 16,4         | 18,2        | 18,1          | 16            | 13,1            | 9,4           | 7,1           | 12,1      |
| Température maximale moyenne (°C)     | 9,8            | 10,8        | 13,2        | 16            | 19,1          | 22           | 23,7        | 23,8          | 21,7          | 17,5            | 13,2          | 10,4          | 16,8      |
| Record de froid (°C) date du record   | −12 02.01.1997 | −9 11.02.12 | −9 01.03.05 | −3,5 05.04.12 | −2,5 01.05.16 | 1,5 01.06.11 | 4 29.07.15  | 3,5 31.08.03  | 0,5 29.09.07  | −5,5 30.10.1997 | −8,5 29.11.10 | −8,5 26.12.10 | −12 1997  |
| Record de chaleur (°C) date du record | 16 24.01.16    | 21 27.02.19 | 25 19.03.05 | 28 20.04.18   | 32 26.05.17   | 35 27.06.19  | 37 18.07.06 | 38,5 09.08.03 | 31,5 07.09.16 | 29 02.10.11     | 21,5 01.11.15 | 17,5 19.12.15 | 38,5 2003 |
| Précipitations (mm)                   | 148,2          | 114,5       | 83,8        | 86,5          | 75,7          | 61,3         | 61,7        | 69,9          | 76,2          | 137,9           | 140,1         | 159,2         | 1 215     |

### Voies de communication et transports

#### Voies routières
Le territoire communal est concerné par quatre routes départementales : le bourg est traversé par un axe ouest/nord, la RD 177 reliant Bannalec (Finistère) au Faouët. La RD 782 reliant le Faouët à Scaër passe dans la partie nord de la commune, la RD 790 passe au sud-est de la commune, elle relie le Faouët à Quimperlé et la RD 309 permet de lier Lanvénégen à la RD 790 en passant par Querrien. Le maillage routier est complété par de nombreuses routes communales et chemins agricoles.

#### Transports
Une ligne de bus dessert la commune sur le trajet Quimperlé - Le Faouët. Elle dispose d’un arrêt au bourg, utilisé par les scolaires tout au long de la semaine. Tous les mercredis de marché au Faouët, un service dénommé Ty Bus, est mis en place pour permettre aux habitants de s'y rendre.
Voir aussi Transports à Roi Morvan Communauté

## Urbanisme

### Typologie
Au 1er janvier 2024, Lanvénégen est catégorisée commune rurale à habitat dispersé, selon la nouvelle grille communale de densité à sept niveaux définie par l'Insee en 2022.
Elle est située hors unité urbaine et hors attraction des villes,.

### Occupation des sols
| - Carte des infrastructures et de l'occupation des sols de la commune en 2018 (CLC) - Vue aérienne du bourg de Lanvénégen et de la campagne environnante. |

Le tableau ci-dessous présente l'occupation détaillée des sols détaillée de la commune en 2018, telle qu'elle ressort de la base de données européenne d’occupation biophysique des sols Corine Land Cover (CLC).
| Type d’occupation                                                                   | Pourcentage | Superficie (en hectares) |
| ----------------------------------------------------------------------------------- | ----------- | ------------------------ |
| Tissu urbain discontinu                                                             | 1,2 %       | 37                       |
| Terres arables hors périmètres d'irrigation                                         | 22,1 %      | 670                      |
| Prairies et autres surfaces toujours en herbe                                       | 13,7 %      | 416                      |
| Systèmes culturaux et parcellaires complexes                                        | 38,4 %      | 1164                     |
| Surfaces essentiellement agricoles interrompues par des espaces naturels importants | 3,1 %       | 93                       |
| Forêts de feuillus                                                                  | 15,8 %      | 480                      |
| Forêts de conifères                                                                 | 2,3 %       | 71                       |
| Forêts mélangées                                                                    | 2,3 %       | 70                       |
| Forêt et végétation arbustive en mutation                                           | 1,1 %       | 34                       |
| Source : Corine Land Cover                                                          |             |                          |

### Morphologie urbaine
La population se disperse dans environ 80 lieux-dits et écarts appelés plus communément villages. Leur nombre varie selon les sources.
| - Carte actuelle de la commune de Lanvénégen avec les principaux lieux-dits et écarts. - Ancien plan de la commune de Lanvénégen (1827) avec les lieux-dits et écarts. |

### Logement
La commune comprend en 2016 858 logements dont 833 sont des maisons et 16 des appartements. 38 % des logements ont été construits avant 1945 et 55 % entre 1946 et 1990. Le nombre de résidences principales est de 558 contre 177 résidences secondaires. On dénombre 12 logements locatifs communaux et 56 logements HLM, représentant 5 % du parc total.
|                                                         | Lanvénégen | Morbihan | France entière |
| ------------------------------------------------------- | ---------- | -------- | -------------- |
| Résidences principales (en %)                           | 65,0       | 74,5     | 82,3           |
| Résidences secondaires et logements occasionnels (en %) | 20,6       | 18,0     | 9,6            |
| Logements vacants (en %)                                | 14,4       | 7,5      | 8,1            |

### Projets d'aménagements
Les principaux objectifs d’aménagement établis dans le cadre de la carte communale réalisée en 2006 sont de réfléchir à un développement cohérent du bourg, à prévoir des terrains constructibles dans une démarche globale, de protéger et préserver l’activité agricole et enfin de préserver le patrimoine végétal et bâti de la commune.

### Habitat
Le bâti de type traditionnel, construit avec des matériaux locaux, reste assez important, particulièrement dans les hameaux.

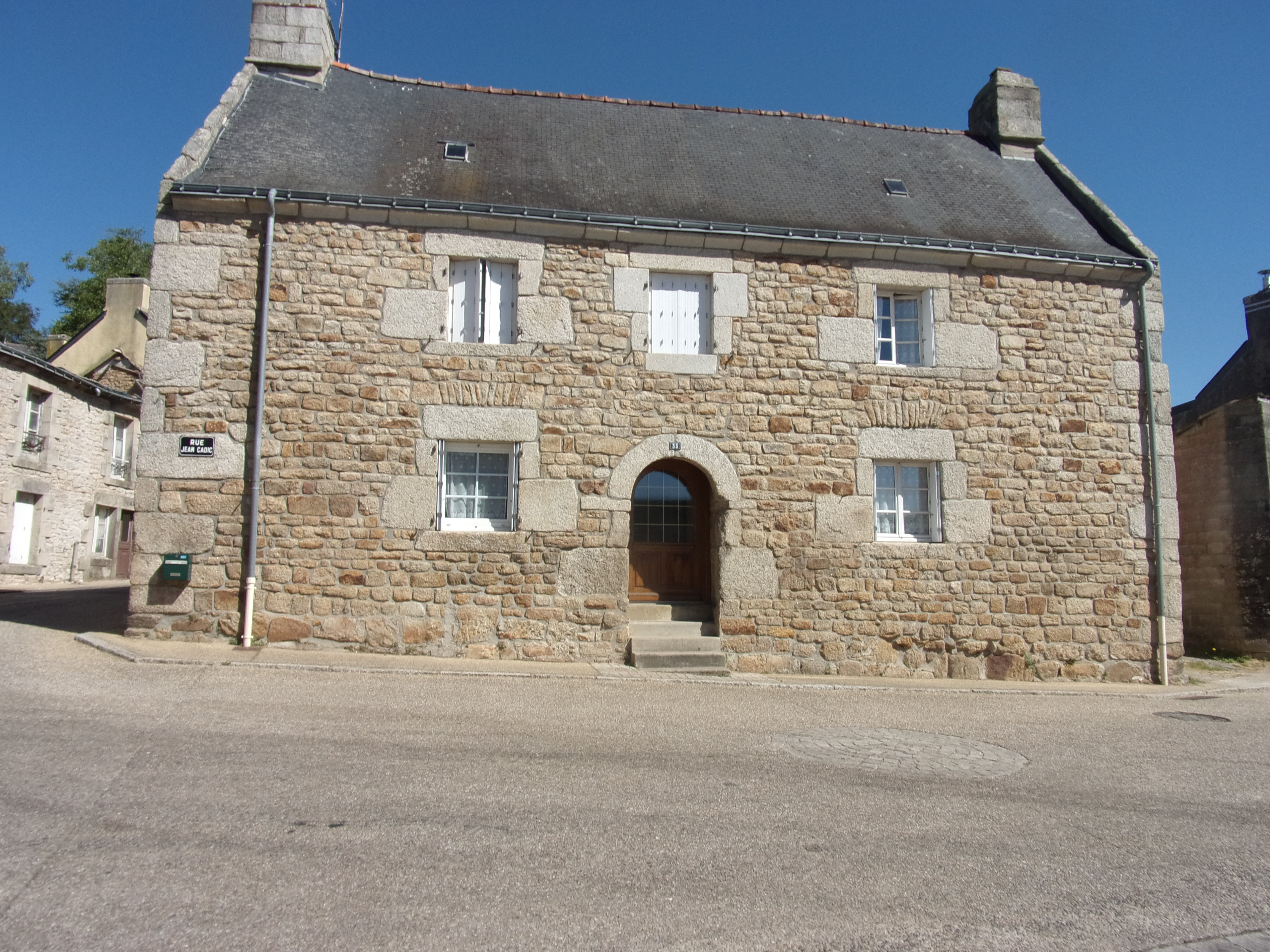
Vieille maison en pierre du Bourg.
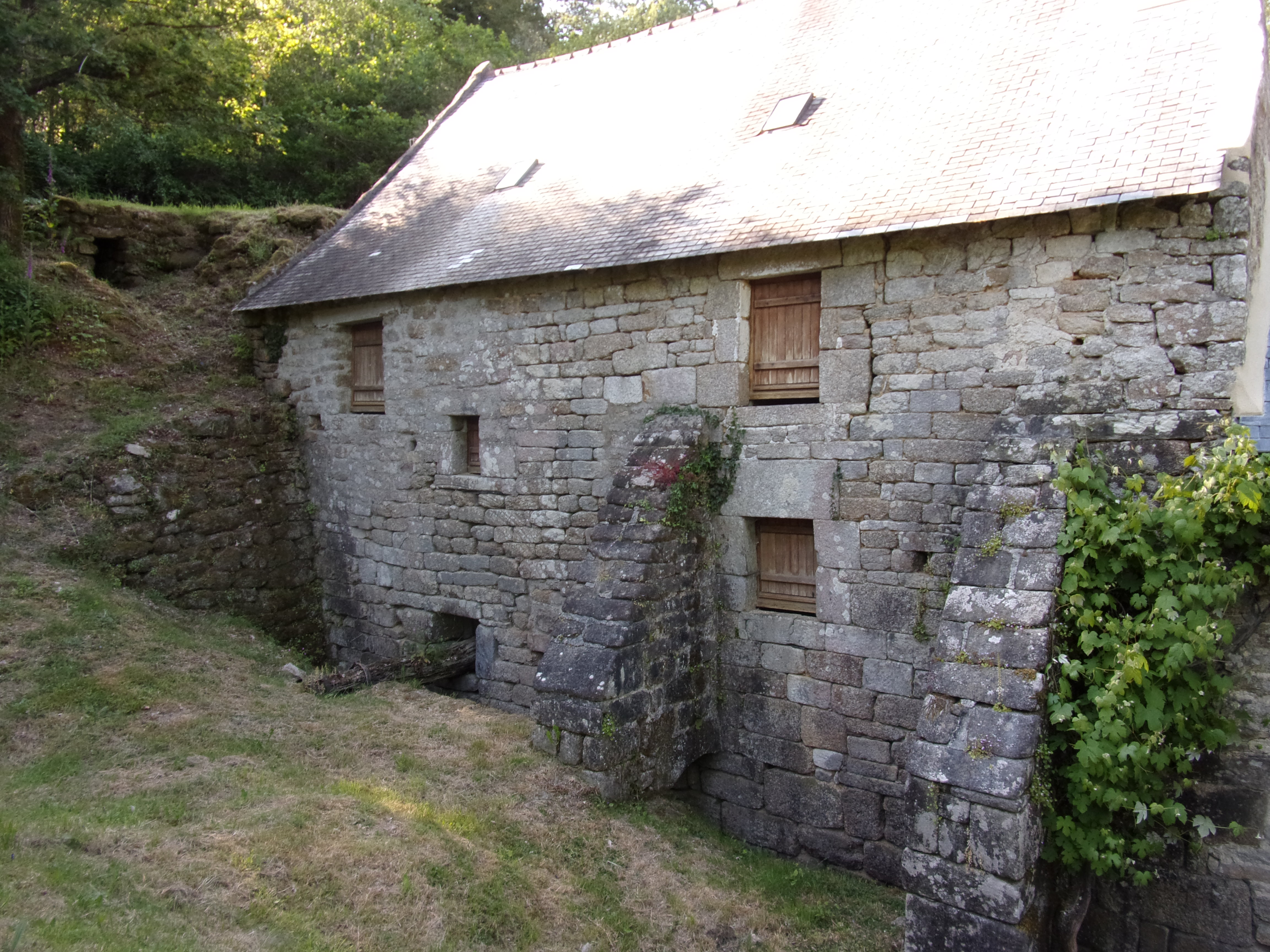
Le vieux moulin de la Trinité.
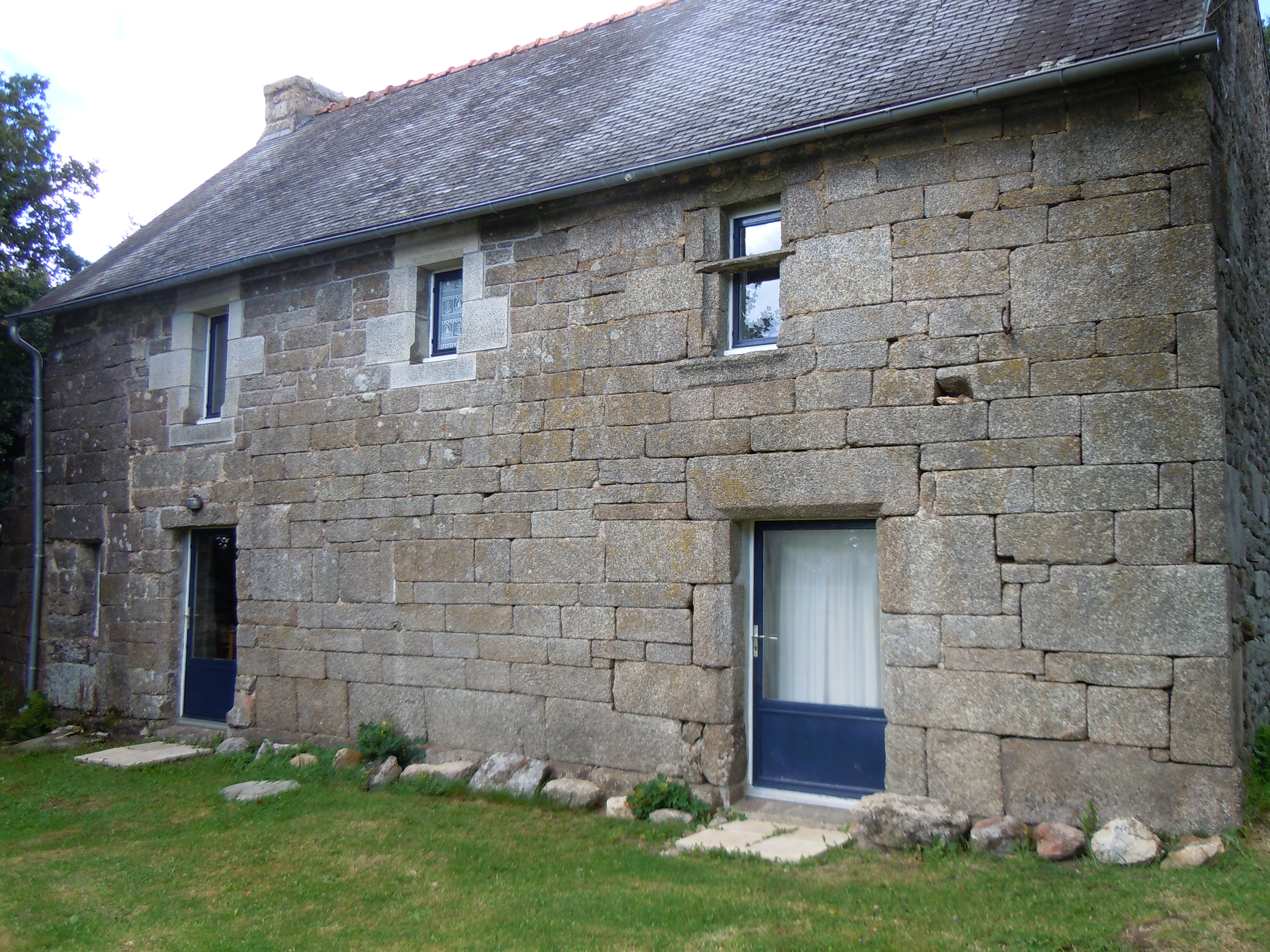
Maison en pierre de taille de Lanzonnet ayant conservée une fenêtre à traverse.

## Toponymie

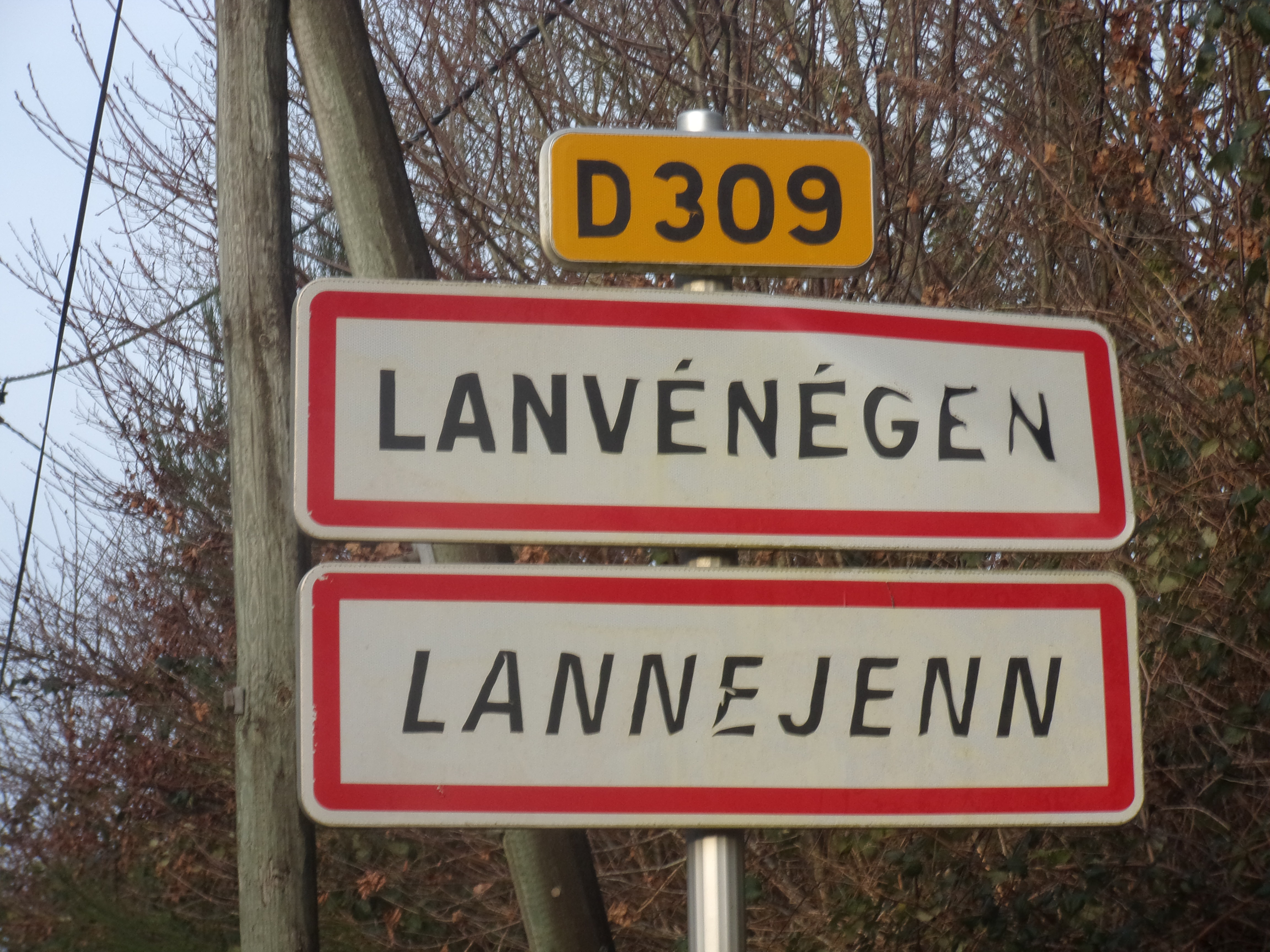
Panneau bilingue à l'entrée du Bourg.

Le nom est attesté sous les formes Languenegean en 1536 ; Lenmenezen en 1630.
Dans la Liste des exceptés de l'amnistie de 1676 en Bretagne du 5 février 1676, la graphie est Lennuian. Lannejenn en breton.
Lanvénégen vient du breton lan, « lieu consacré » et de saint Conogan sous la graphie Gwenegan.

Conogan ou Gwenegan était, après saint Corentin au VIe siècle, le gouverneur de l’église de Quimper.

## Histoire

### Néolithique
Une allée couverte, cernée d'un cairn avec une pierre tombale, dont la construction remonte de 2000 à 2500 ans avant Jésus-Christ, se situe à proximité du village de Keroual d'en Haut. L'allée couverte se trouve en partie dans un talus. Sa longueur est de dix mètres environ pour une largeur de 1,60 mètre. Ce mégalithe servait probablement de lieu d'inhumation à un groupe d'agriculteurs et d'éleveurs de la région.

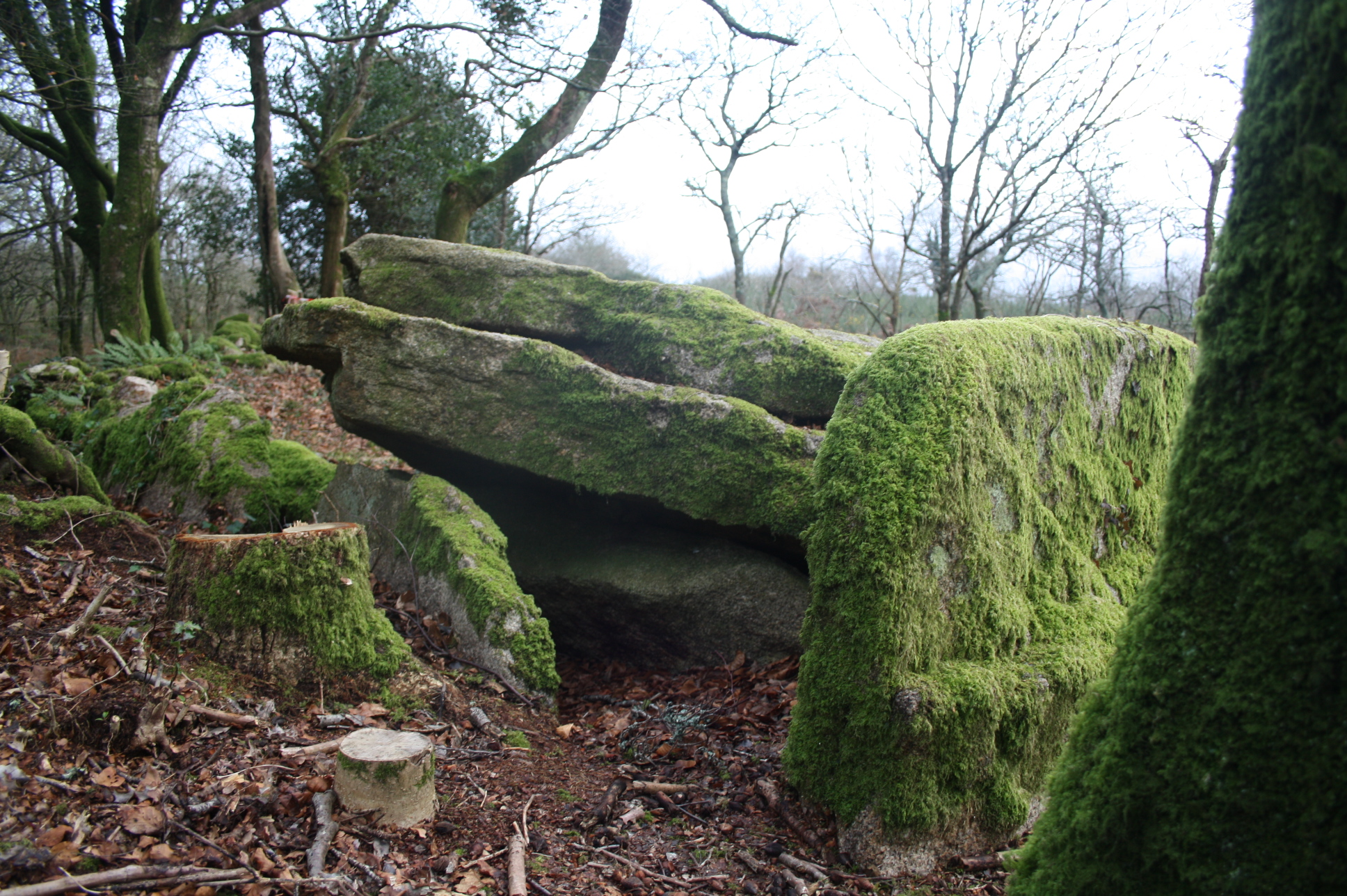
Vue nord de l'allée couverte.
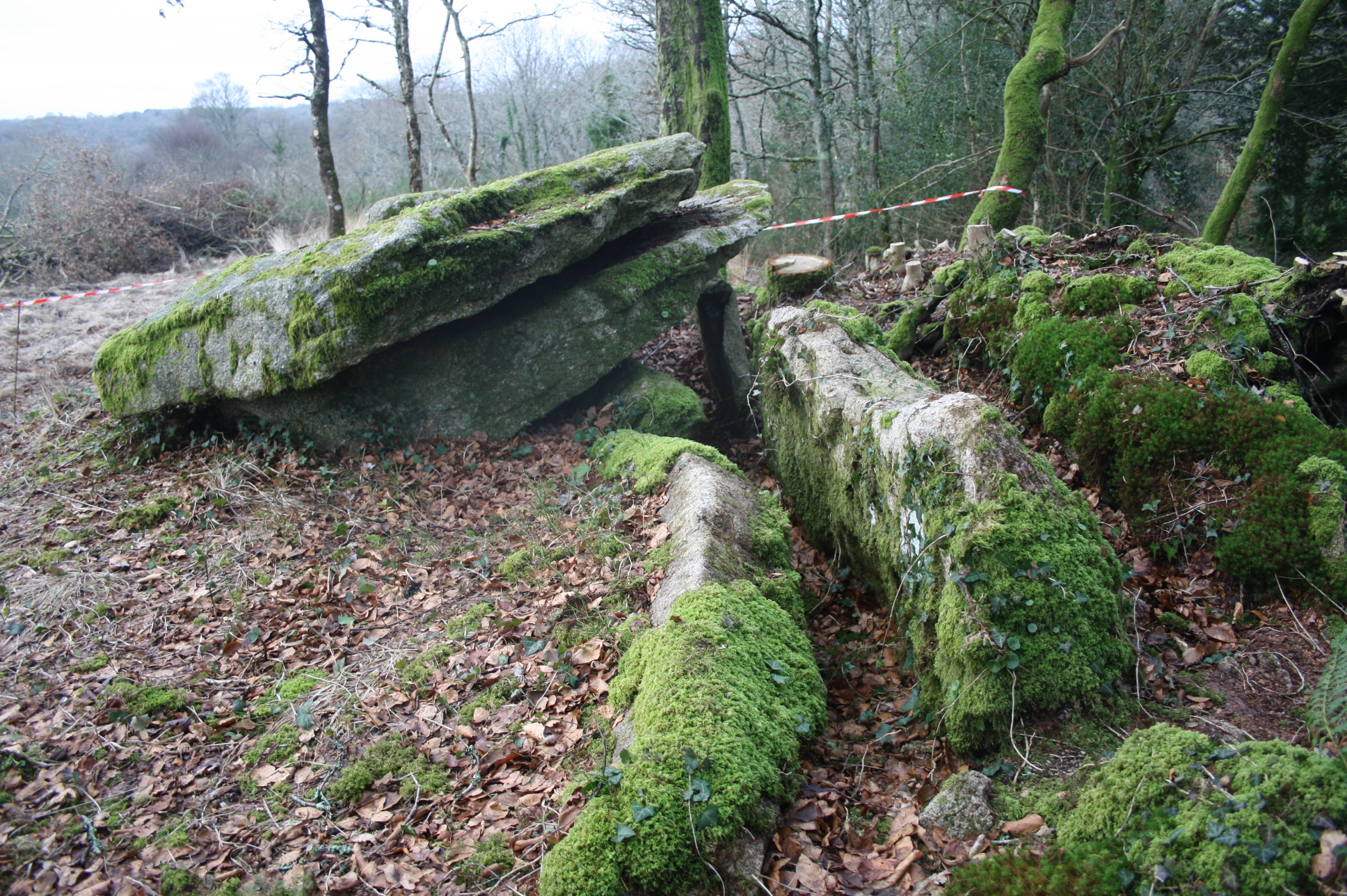
Vue sud de l'allée couverte.

Le chanoine Joseph-Marie Le Mené signale aussi l'existence d'un menhir de trois mètres de hauteur près du village de Keriel, d'un dolmen entre les villages de Penneven et Lanzonnet et d'un autre au-dessus du château de Lescréant.

### Âge du bronze

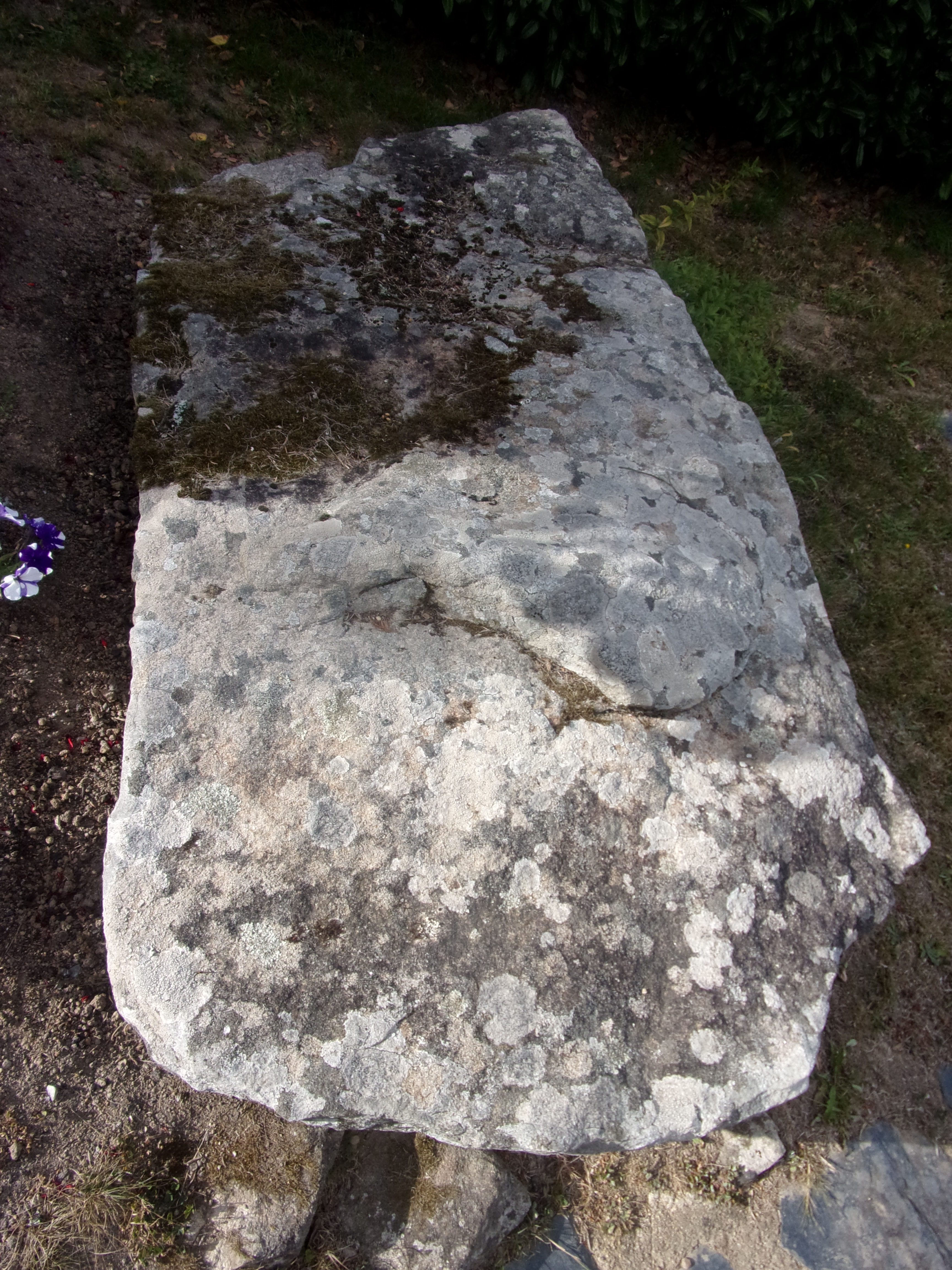
Dalle de couverture de la tombe de l'Âge du bronze du Quilliou (placître de la chapelle St-Georges).

Une tombe de l’âge du bronze a été trouvée dans un champ près du village du Quilliou lors d'un labour en 1977. Voici la description qui en est faite par l'archéologue qui en a fait l'étude:
Orientée sensiblement Nord-Sud, la tombe est constituée de six dalles posées sur chant : quatre pour les parois Est et Ouest et une à chaque extrémité. Aucune rainures d'encastrement de dalles n' a été remarquée, celles-ci étant simplement accolées et très correctement bloquées à l'arrière par des pierres posées sur chant ou à plat. On note la mise en place d'un bloc de taille plus importante à chaque coin, ce qui assure un meilleur accolement des dalles. Le fond de la tombe était simplement constitué par le sous-sol granulitique décomposé. La dalle de couverture de 2,15 mètres sur 0,90 mètres présente une épaisseur constante de 0,20 mètres. Plane sur la face inférieure, elle porte une verrue sur la paroi supérieure au point ou le soc de la charrue l'avait heurtée.

### Antiquité
Dans le village du Rhède, on a aussi découvert un Penret dans le cartulaire de Redon. La localisation permet de s’interroger sur ce gué qui serait le lieu de passage d’un tronçon de la voie romaine de Quimper à Rennes.

### Moyen-Âge
Une motte féodale nommée Menez an Lez, toponyme qui associe menez, la « montagne », dans le sens ancien de « landes » et an lez, « la cour, le manoir » est située près du village du Rhède.

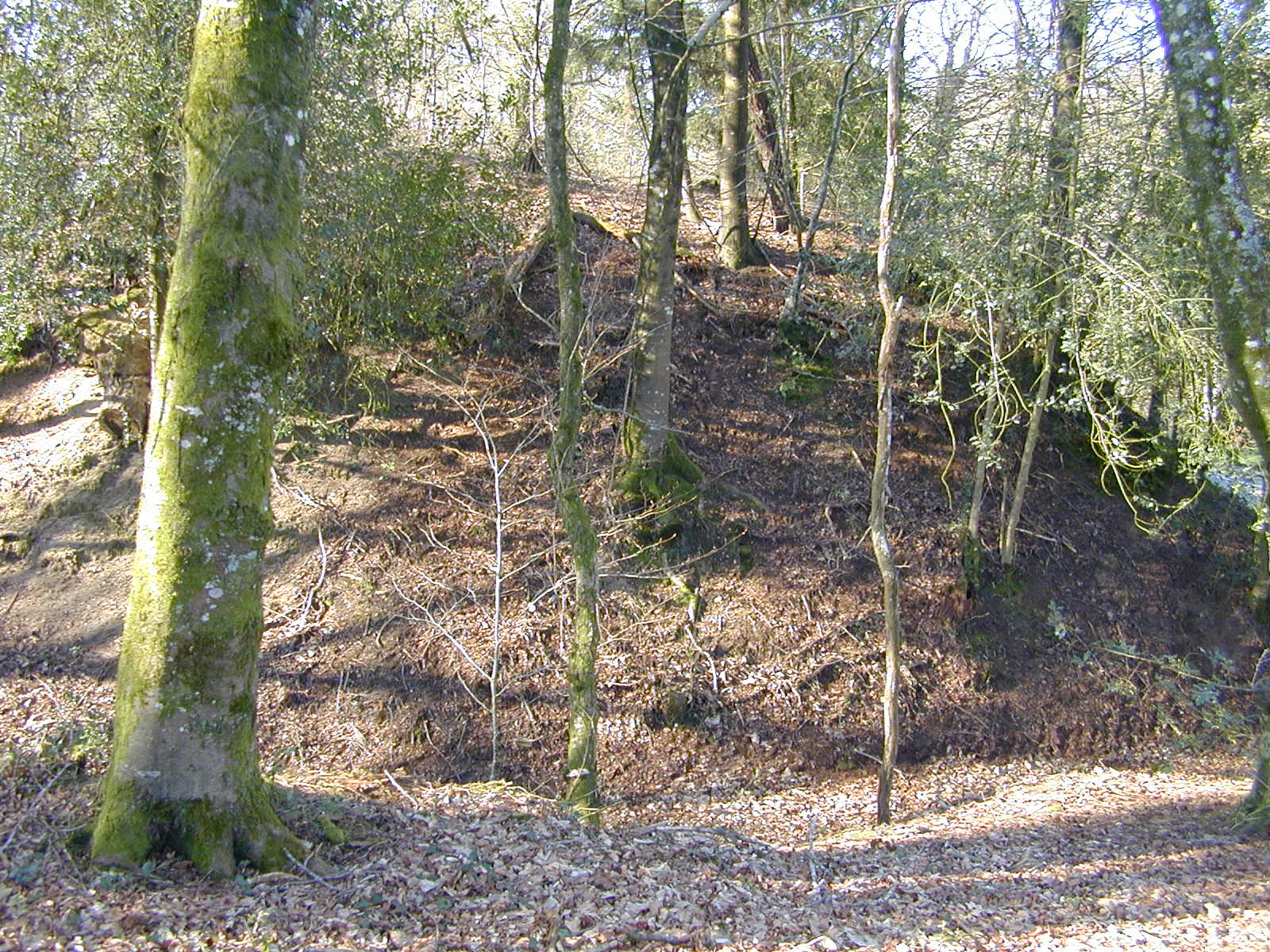
Motte féodale à Menez an Lez.

### Maisons nobles
Sous l'Ancien Régime, Lanvénégen comptait plusieurs maisons nobles. Les armes des seigneurs de Lanvénégen au début du XVIe siècle figurent sur les vitraux de l'église paroissiale.

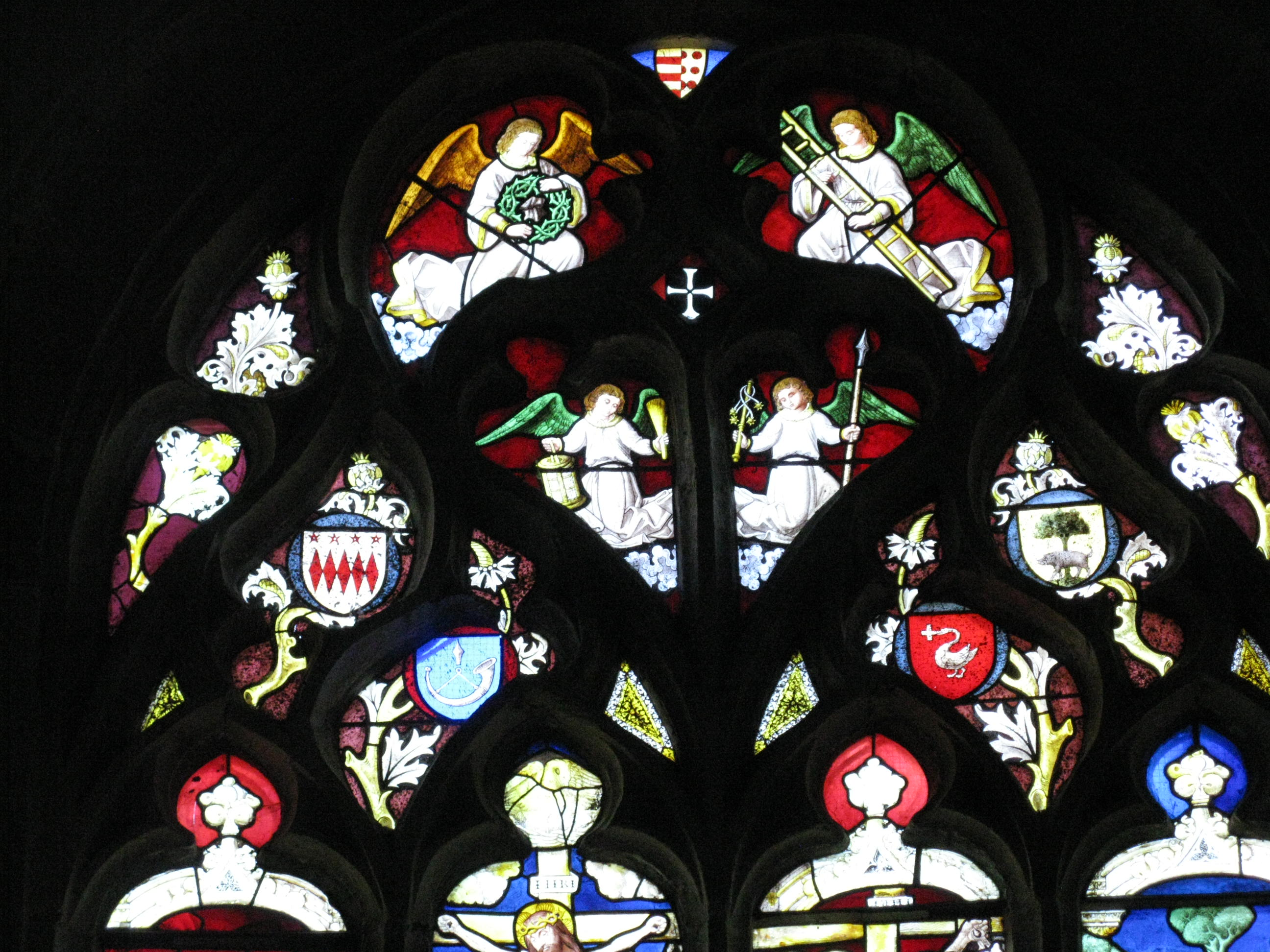
Les blasons des seigneurs de la commune.

Ces vitraux incluent des représentations des armes mi-partie du Chastel et du Chastelier, en mémoire de François du Chastel, seigneur supérieur de Guiscriff et de Lanvénégen par son mariage en 1522 avec Claudine du Chastelier, dame de Gournois. Ces armes sont : Fascé d'or et de gueules de 6 pièces, qui est du Chastel, et d'or à 9 quintefeuilles de gueules posées 3,3,3, qui est du Chastelier, seigneur de Gournois. D'autres armes sont également représentées : 
- celles de Guéguen, seigneur de Saint-Quijeau : d'or à l'arbre de sinople, le tronc chargé d'un sanglier passant de sable ;
- celles de la Teste, seigneur de Lescréant : de gueules au cygne d'argent tenant en son bec une croix dentelée de même ;
- celles de Kervenozaël, seigneur de Rozengat : d'argent à 5 fusées rangées en fasce et accolées de gueules, surmontées de 4 molettes de même;
- celles du seigneur de Lanzonnet : d'azur au cor d'argent accompagné en chef d'un fer de lance de même, la pointe en haut ;
- et celles des Saint-Péran qui ont succédé aux Kervénozaël, comme seigneurs de Rozengat : de sable à la croix pattée d'argent[33].

Blason de la famille du Chastel.
Blason de la famille Guéguen.
Blason de la famille de Saint-Péran.
Blason de la famille de Kervénozaël.

### XVesiècle

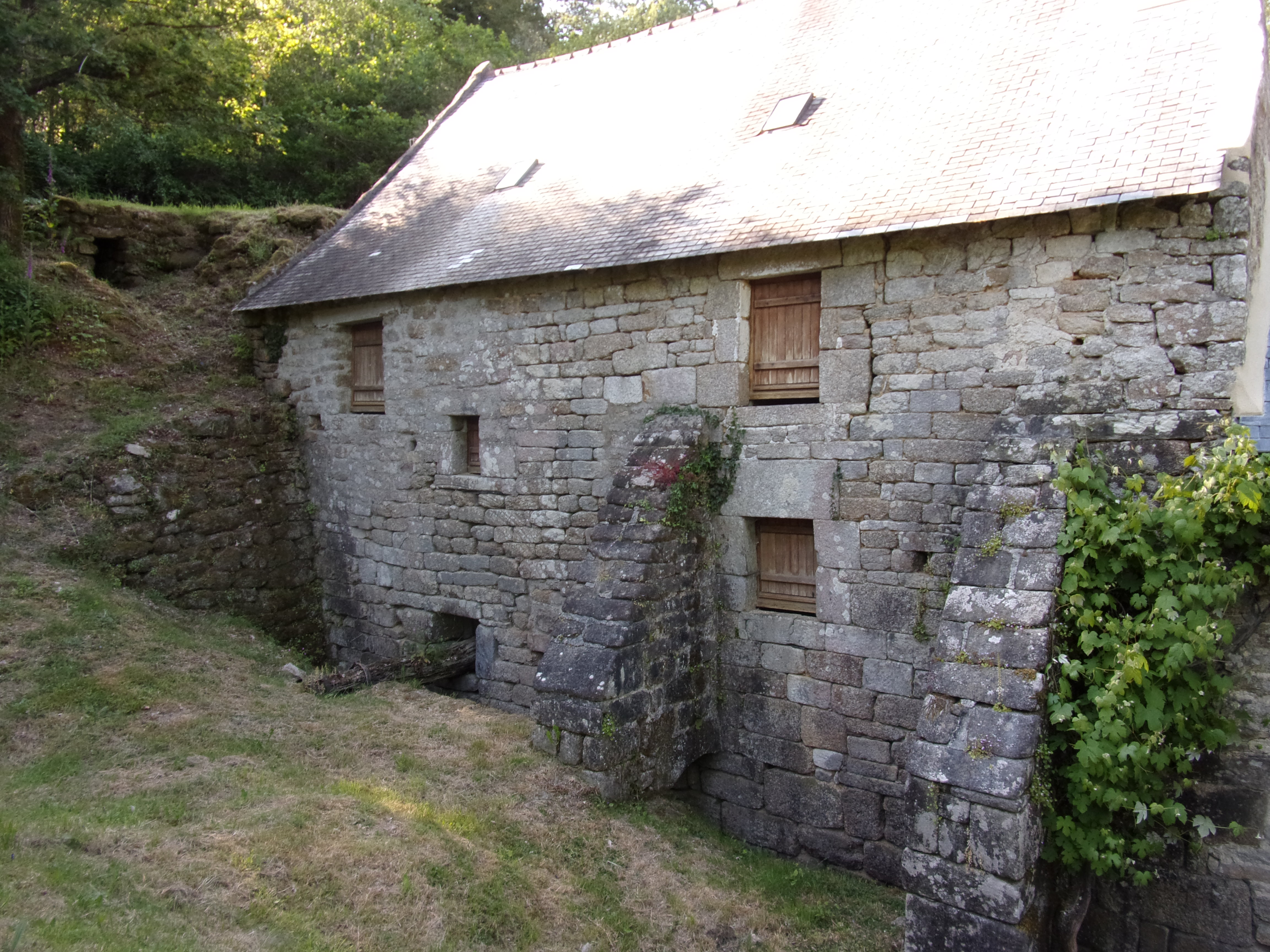
Le moulin de La Trinité (XVe siècle).Avant la Révolution les vassaux du seigneur de Quimerch venaient y faire moudre leur grain.

Lors de la réformation des fouages de 1426-1427, on recense à Lanvénégen 80 ménages imposables répartis en 24 feux fiscaux. On dénombre également 4 nobles, 6 métayers et 11 pauvres exemptés de fouage. Sont cités comme nobles Jehan Le Rest, Yvon, Bizien et Guillaume ses enfants, Yvon Botdelen, Jehan Botdelen et Guillaume Olier. Les métayers exemptés sont les deux métayers d'Alain de Stanghingant demeurant en son manoir de Caraizic, le métayer de Jehan du Combout demeurant en son ancien manoir de An Nevez, le métayer de Jehan de Cornouaille demeurant au village de Kerdellec, les deux à Jehan Le Rest, l'un demeurant en son manoir de Saint-Quijeau et l'autre en son manoir de Léonas.

### XVIesiècle

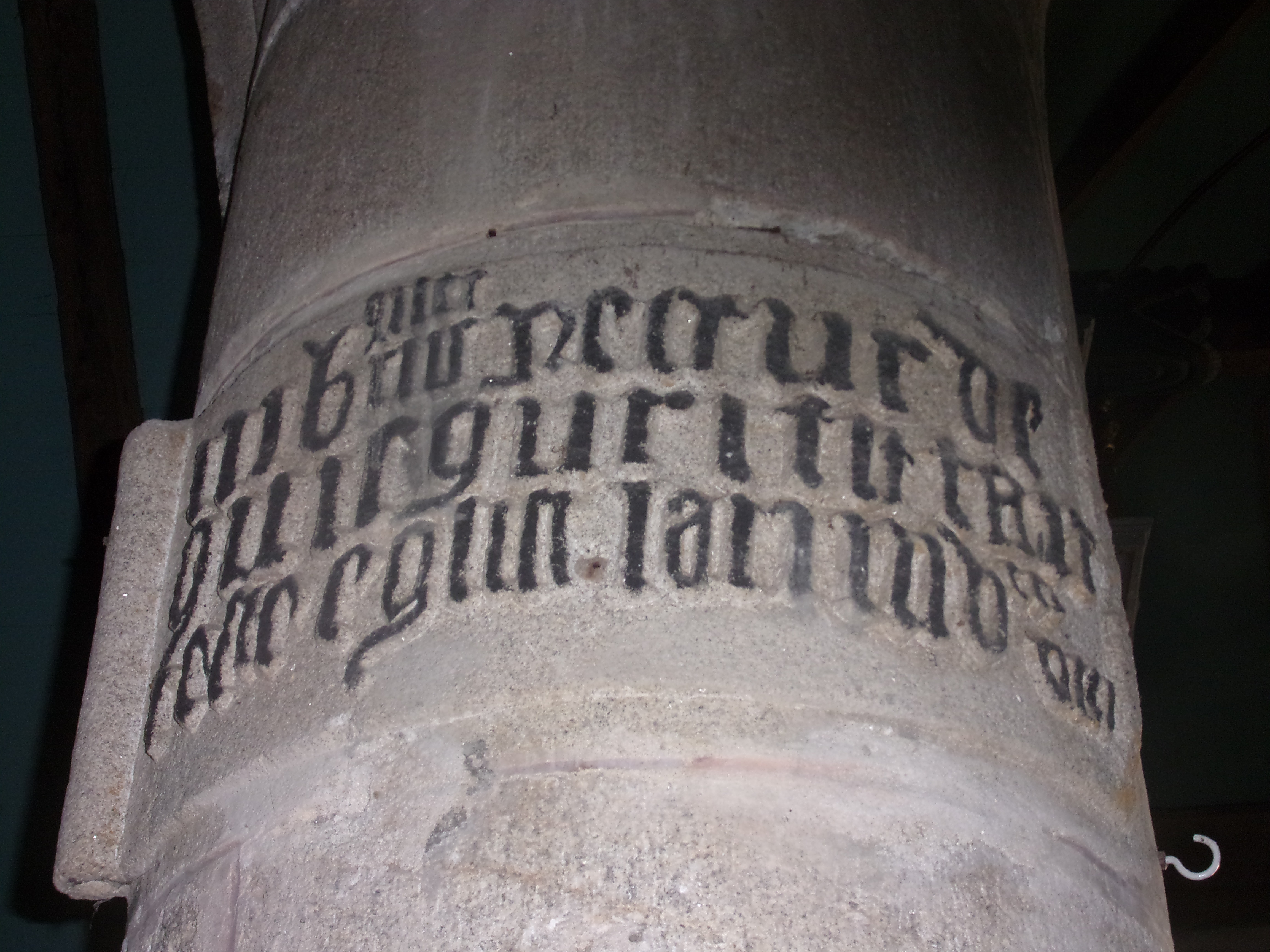
Inscription en caractères gothiques sur un des piliers de l'église mentionnant la date du début des travaux

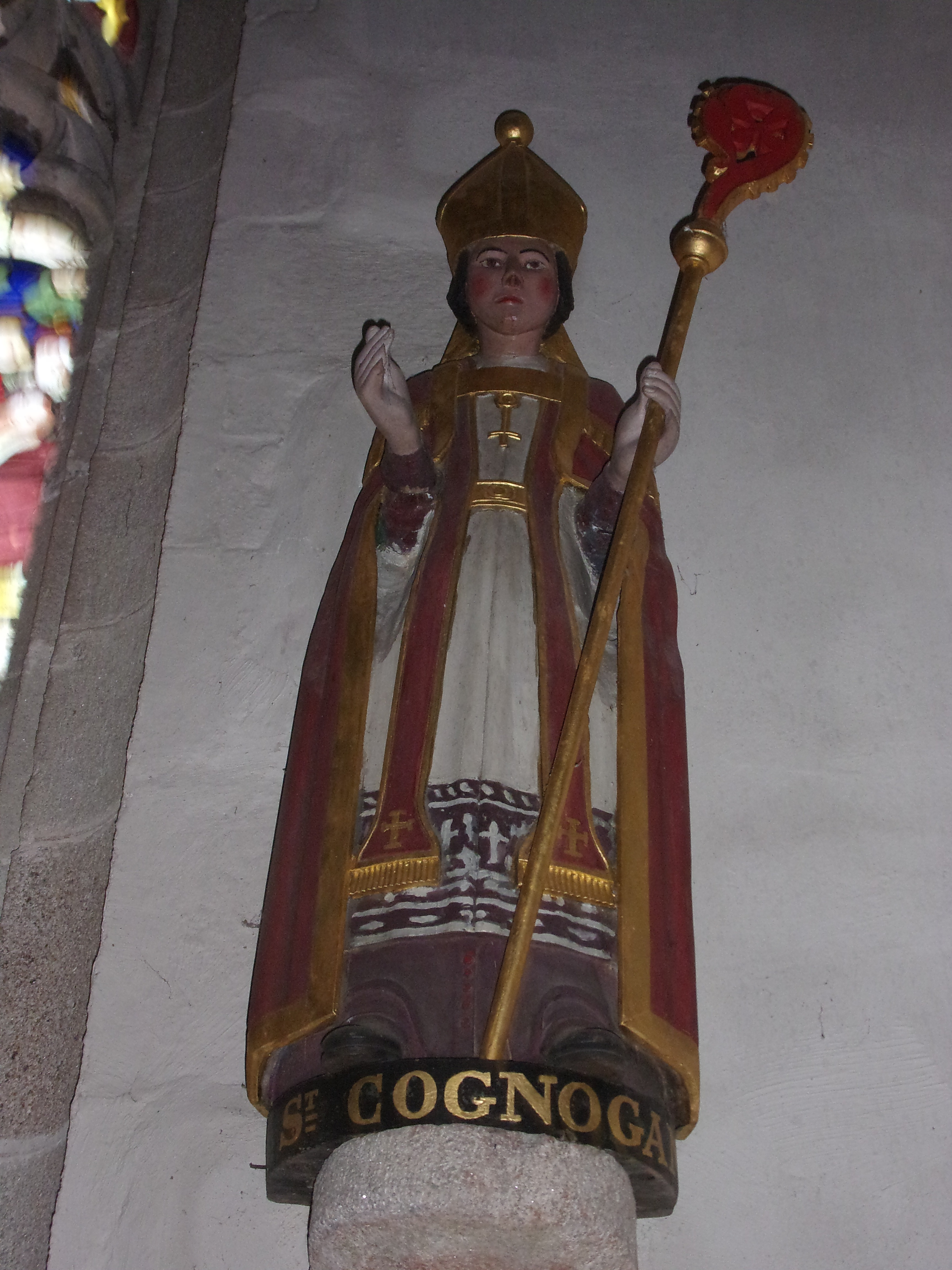
Statue de saint Cognogan en tenue d'évêque trônant dans l'église paroissiale.

En 1508, débute l'édification de l'actuelle église paroissiale dédiée à saint Cognogan. Bertrand du Rusquec, qui est à l'origine des travaux, en est le premier desservant avant d'être nommé recteur de Guiscriff en 1514. Entre 1513 et 1518 est bâti l'actuelle chapelle de Saint-Urlo.

### XVIIesiècle
À la suite d'un incident survenu au pardon de Saint-Urlo fin juillet 1675 pendant la révolte des Bonnets rouges,, Alain Maillard, un prêtre de Lanvénégen, «homme lestré mais de mauvaise vie» tombe sous le coup d'un arrêt du parlement pour avoir excité le peuple «soubz ombre  d'une imposition imaginaire de gabelle».

### XVIIIesiècle
On trouve un marin originaire de Lanvénégen dans les rôles d'équipage de la compagnie des Indes : Louis Bernard qui navigue sur le Chauvelin en 1741.
Fin mai 1748, François Mahé et Yves Bulze, deux membres de la bande de Marie Tromel, dite Marion du Faouët, exécutés à Vannes, furent pendus à la branche d'un chêne et laissés pourrir à un carrefour de l'ancienne route royale qui reliait Quimperlé à Gourin, à quelques centaines de mètres au nord du village de Saint-Urlo, en Lanvénégen.
Le 6 octobre 1766, fait plutôt insolite, est baptisé en l'église de Lanvénégen, un esclave malgache. Il est dit être âgé d'environ 15 ans et être au service depuis 8 ans de Monsieur et Madame La Canne, seigneurs de Rosangat, qui l'ont acheté à Madagascar. Le curé écrit dans l'acte de baptême : « L'ayant trouvé suffisamment instruit des principes de la religion chrétienne et ayant égard au grand désir qu'il m'a témoigné d'être reçu dans l'église ayant pris pour patron Saint Pierre dont il souhaitait porter le nom lui ay administré le sacrement de baptême suivant les rites et cérémonies de l'église catholique apostolique et romaine. »

### Révolution française
Le 31 mars 1789 se sont assemblés à la sacristie de la trève de Lanvénégen pour rédiger le cahier de doléances : Nicolas Le Galguen, meunier, Louis Riou, cultivateur, François Le Puillandre, Jacques Le Flecher, Jean Cadic, Louis Jaouen, Mathurin Le Beux, Antoine Simon, René Droallen, Louis Le Glouedec, Vincent Le Hervet, arpenteur, Corentin Salaun, cultivateur à Rosquéo, accompagnés de Joseph Le Poulichet, marchand épicier, Jacques Le Moigne, aubergiste, Corentin Le Fournier, Joseph Le Sour, Julien Le Roux, Louis Auffret, Louis Le Poulichet, René Christien et d'autres laboureurs en présence de Louis Nicolas Gourhaël, leur greffier. Ils réclament l'égalité des citoyens devant tous les impôts et l'assujettissement au tirage au sort, pour la milice, des bourgeois, gens des métairies, artisans, domestiques de seigneurs comme les laboureurs et les paysans.
Simple trève de Guiscriff, Lanvénégen devient commune, chef-lieu de canton et paroisse en 1790. Ce canton sera supprimé par loi du 8 pluviôse an IX (28 janvier 1801) intitulée « loi portant réduction du nombre de justices de paix ». La commune de Lanvénégen est alors intégrée au canton du Faouët.
Le commissaire Gourhaël est désigné pour procéder au tirage au sort dans le canton de Lanvénégen le 27 septembre 1792, l'Assemblée législative ayant décrété la patrie en danger et demandé la levée de volontaires. Les jeunes de Lanvénégen et de Locunolé semblent consentants mais voilà qu'arrive de Guiscriff une foule armée de bâtons. Recruteur et greffier s'enfuient. Ils sont obligés de se retirer sans avoir pu accomplir leur mission. Le directoire du département alerté, envoie Julien Bosquet à Guiscriff pour y rétablir l'ordre, au besoin par la force armée et pour se saisir de la personne du maire. Il s'y présente le 4 octobre avec un détachement de 100 hommes. Le tocsin sonne. Coups de fusil. Combats dans le cimetière, l'église, le presbytère. Les Républicains font une dizaine de prisonniers. Les officiers municipaux capitulent. Ils promettent tout et attribuent à Lanvénégen l'origine du rassemblement populaire et de la rébellion.

### XIXesiècle
Une école publique de garçons fonctionne à compter du 20 avril 1885 dans ses bâtiments en propre route de Querrien ; de même qu'une école publique de filles à la mairie, à la suite des directives gouvernementales rendant l'école obligatoire et laïque.

### XXesiècle

#### LaBelle Époque
Le photographe Philippe Tassier a pris des photos dans le village de Léonas et ses alentours illustrant la vie de tous les jours des paysans de Lanvénégen au début du XXe siècle.

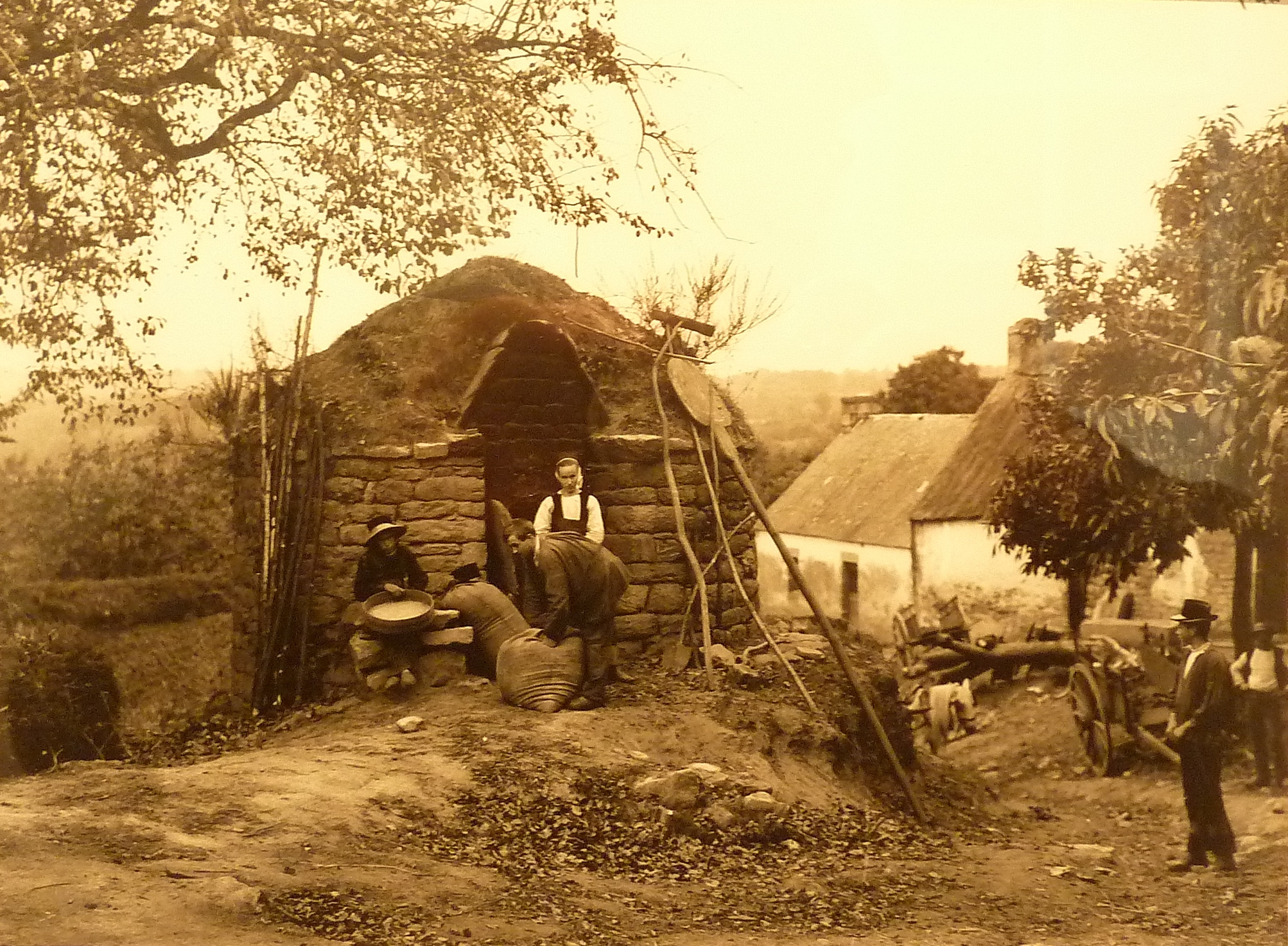
Le four à pain du village de Léonas. On remarque la présence d'une immense pelle.
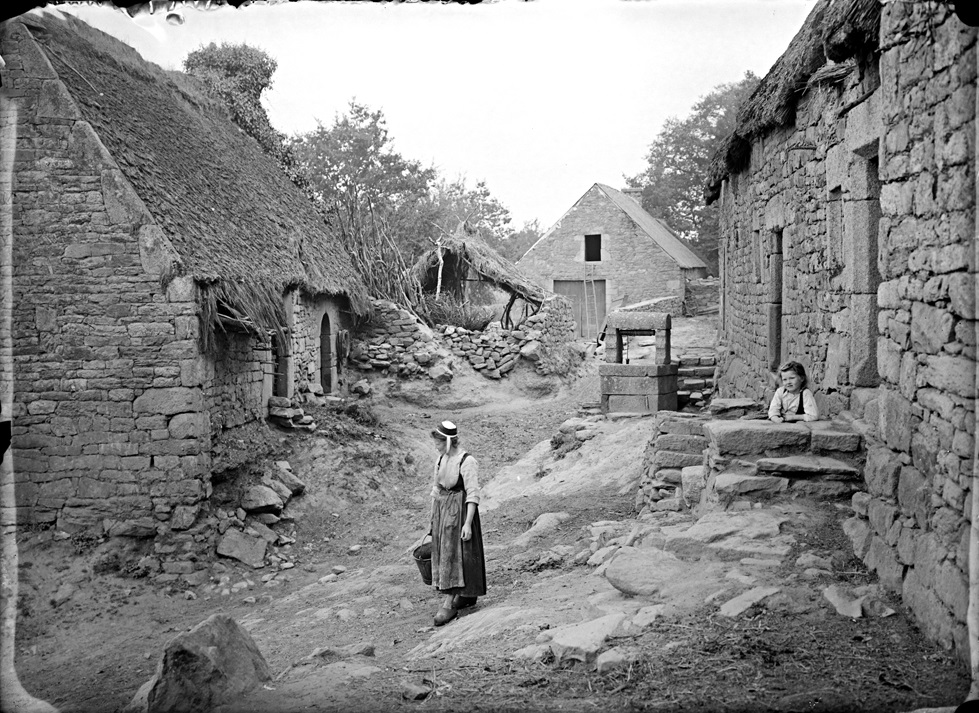
Rue et vieux puits du village de Léonas.
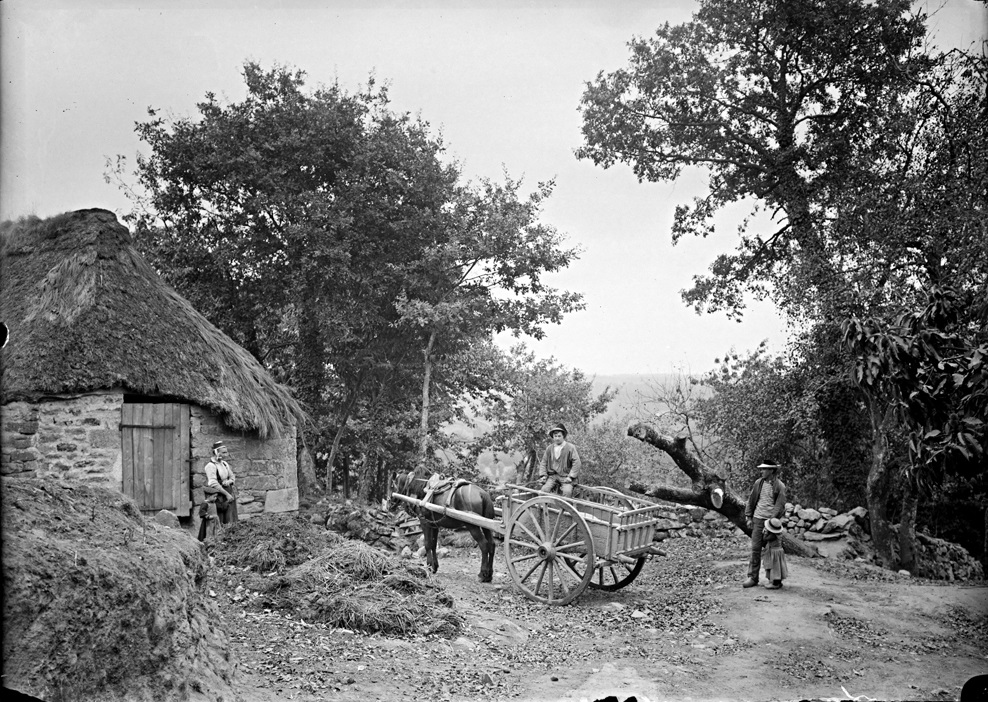
Attelage constitué d'un cheval et d'une charrette en bois dans le village de Léonas.
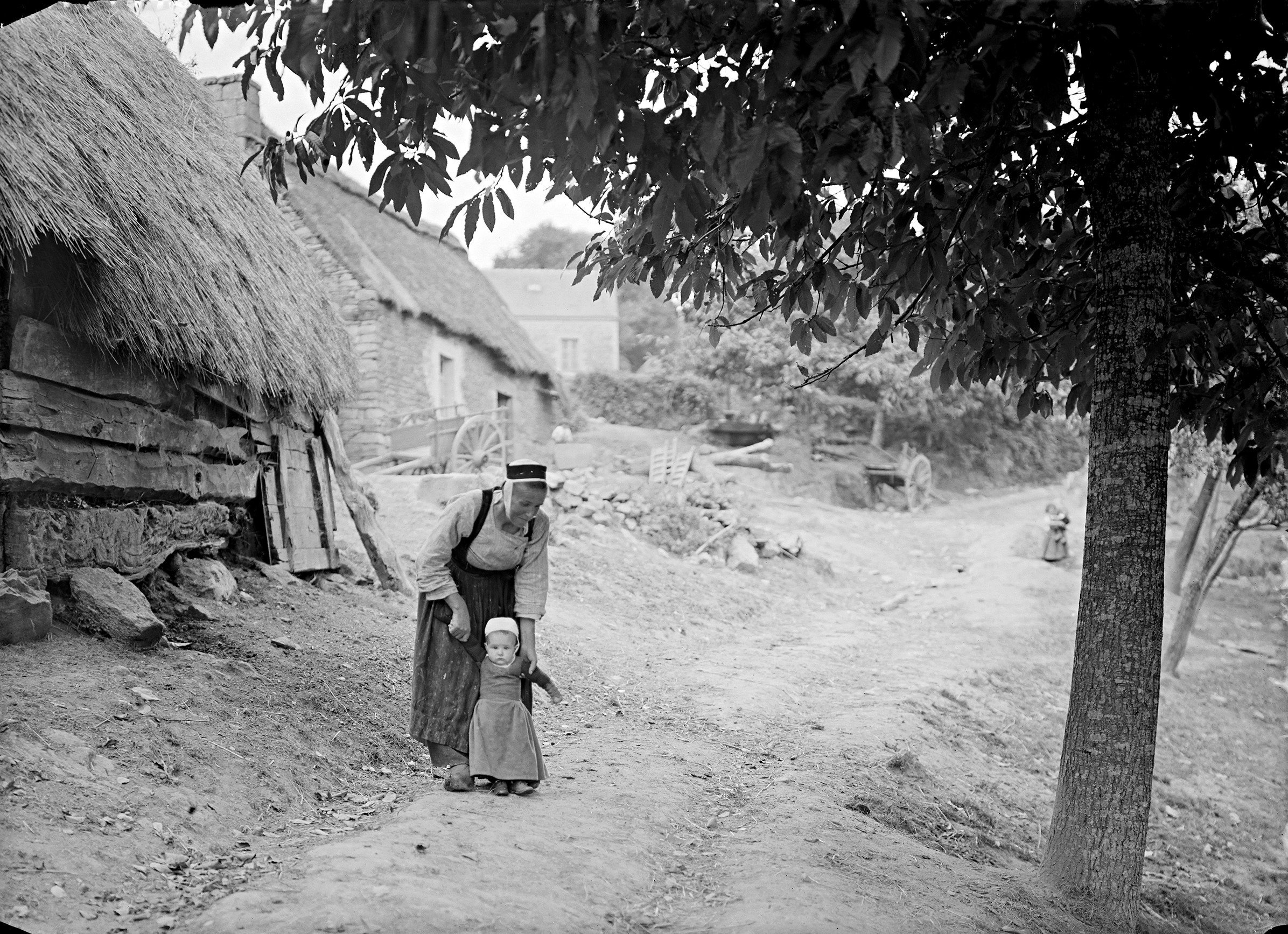
Premiers pas d'un enfant dans le village de Léonas.
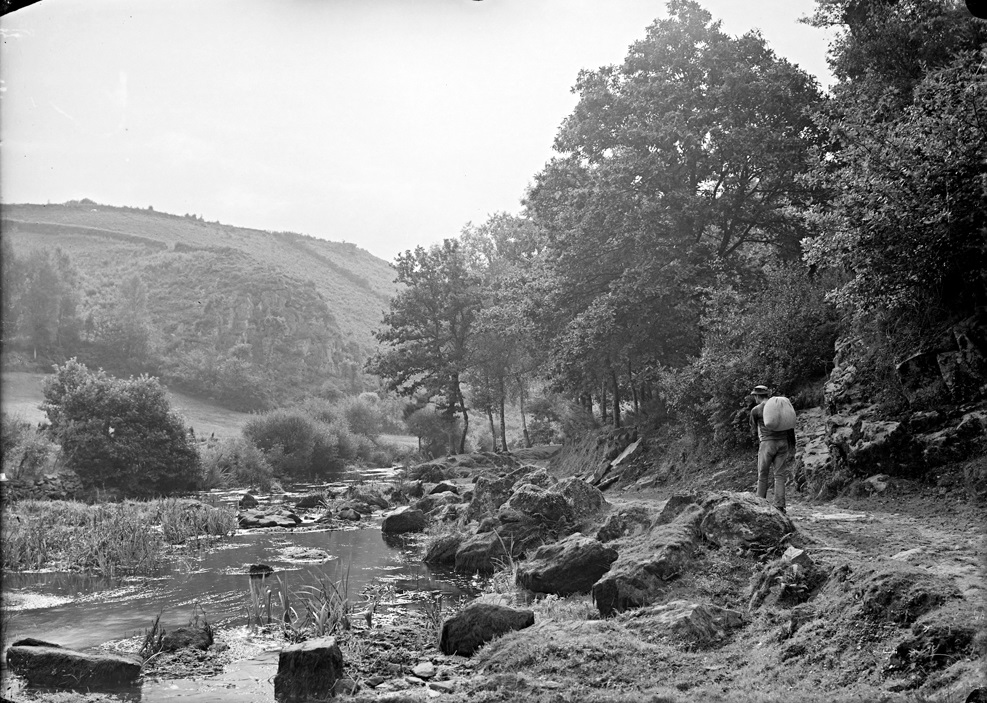
Homme portant un sac sur son dos sur un chemin longeant l'Inam.
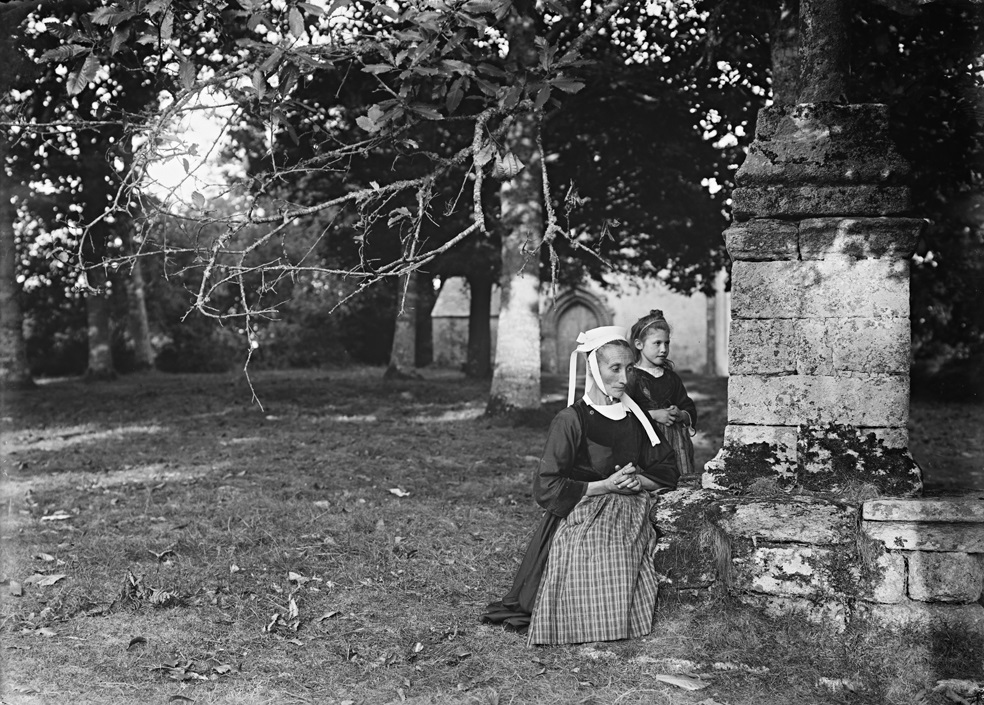
Femme et fillette priant devant le calvaire de la chapelle Saint Georges.

#### La Première Guerre mondiale

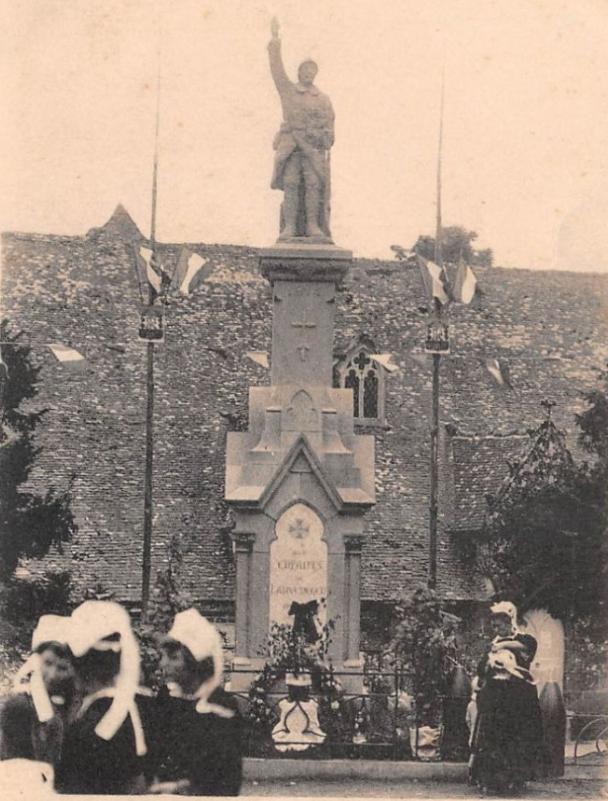
Le monument aux morts de Lanvénégen.

Les noms de 145 jeunes Lanvénégenois figurent sur le monument aux morts communal en tant que victimes de la Première Guerre mondiale ; quatre au moins sont décédés sur le front belge lors de la Course à la mer en 1914 ou 1915, dont le lieutenant de vaisseau Pierre Blanchin, fusilier marin, tué à l'ennemi le 9 décembre 1915 à Nieuport, qui fut décoré à titre posthume de la Légion d'honneur et de la Croix de guerre avec palme ; quatre au moins sont décédés dans les Balkans alors qu'ils étaient membres de l'Armée française d'Orient, dont Jean Le Bidan lors de l'expédition des Dardanelles. La plupart des autres sont décédés sur le sol français (parmi eux Y. Le Hars, mort des suites de ses blessures le 7 décembre 1916 à Fontaine-Routon en Les Souhesmes-Rampont (Meuse) et qui fut décoré de la Croix de guerre), à l'exception de Joseph Stranguennec, décédé le 9 février 1916 lors du naufrage du croiseur cuirassé Amiral Charner torpillé par le sous-marin allemand U-21.
François Ulliac, né en 1887 à Lanvénégen, soldat au 1er régiment étranger, fut tué le 19 mars 1917 au Maroc par une sentinelle « alors qu'il cherchait à déserter ».

#### L'Entre-deux-guerres
Un soldat originaire de Lanvénégen, François Flejou, est mort le 5 janvier 1922 à Alep (Syrie) alors que membre de l'Armée du Levant, il participait à l'occupation française de la Syrie.
En mai 1923, le conseil municipal approuve à l'unanimité le projet de la construction d'un monument au mort et vote la part contributive de la commune, soit 15 000 francs de l'époque. Une souscription de 3 245 francs et des apports de l'État et du département complètent le tout. Le monument est inauguré le 10 octobre 1924 en présence de nombreuses personnalités. Il occupe une portion de l'ancien cimetière communal qui a été transféré de 1913 à 1922 à son actuel emplacement. Il ne comporte pas d'inscriptions en breton mais une hermine est sculptée sur la pierre.
L'actuelle mairie est inaugurée le 19 octobre 1930. Elle remplace l'ancienne mairie qui était située au même emplacement et avait été détruite par un incendie le 9 avril 1918.

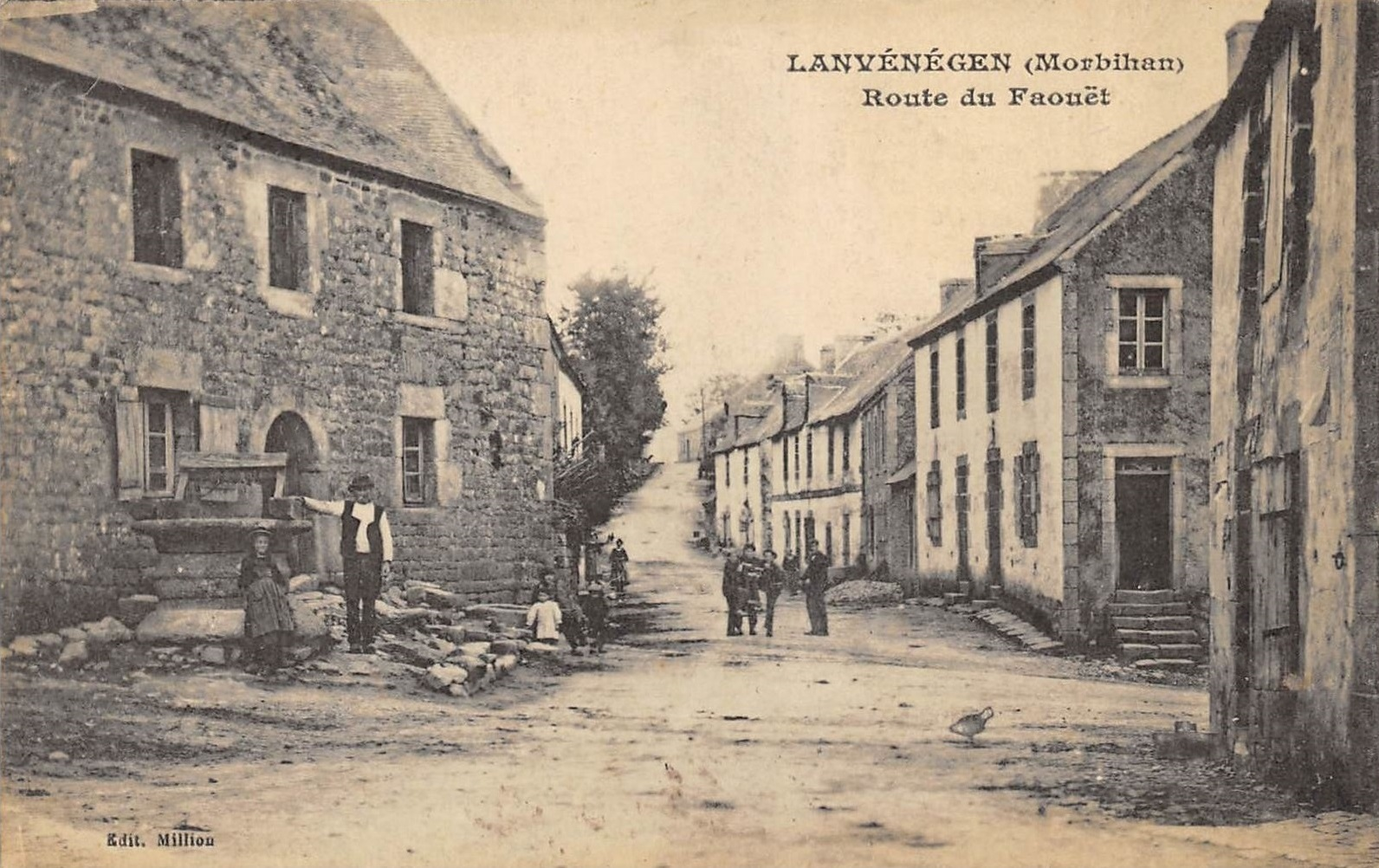
La route du Faouët (actuelle rue Jean Cadic) au début du XXe siècle avec au premier plan le vieux puits aujourd'hui disparu (carte postale Milliou).
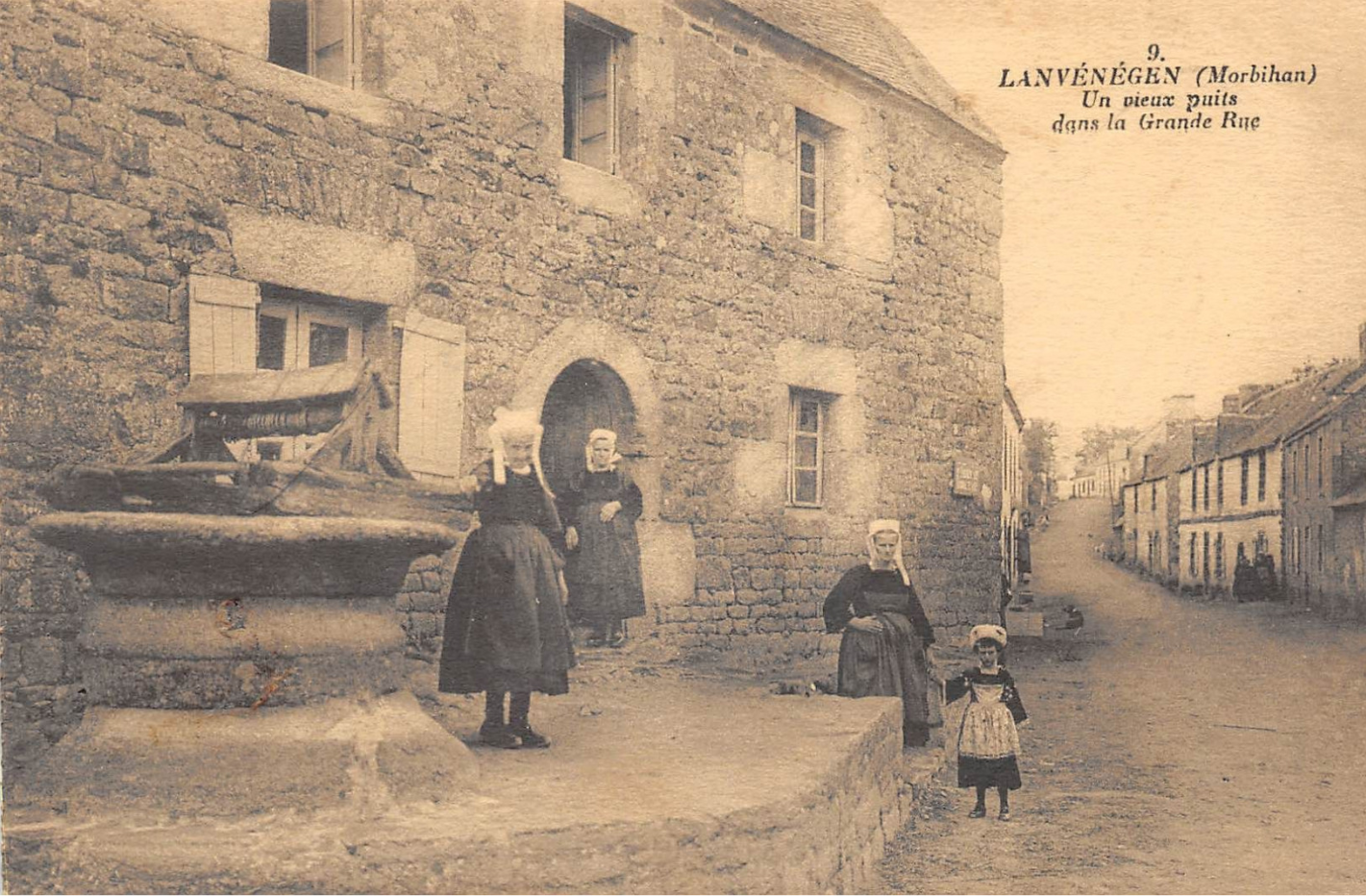
Lanvénégoises posant à côté du vieux puits de la grande rue (actuelle rue Jean Cadic) .
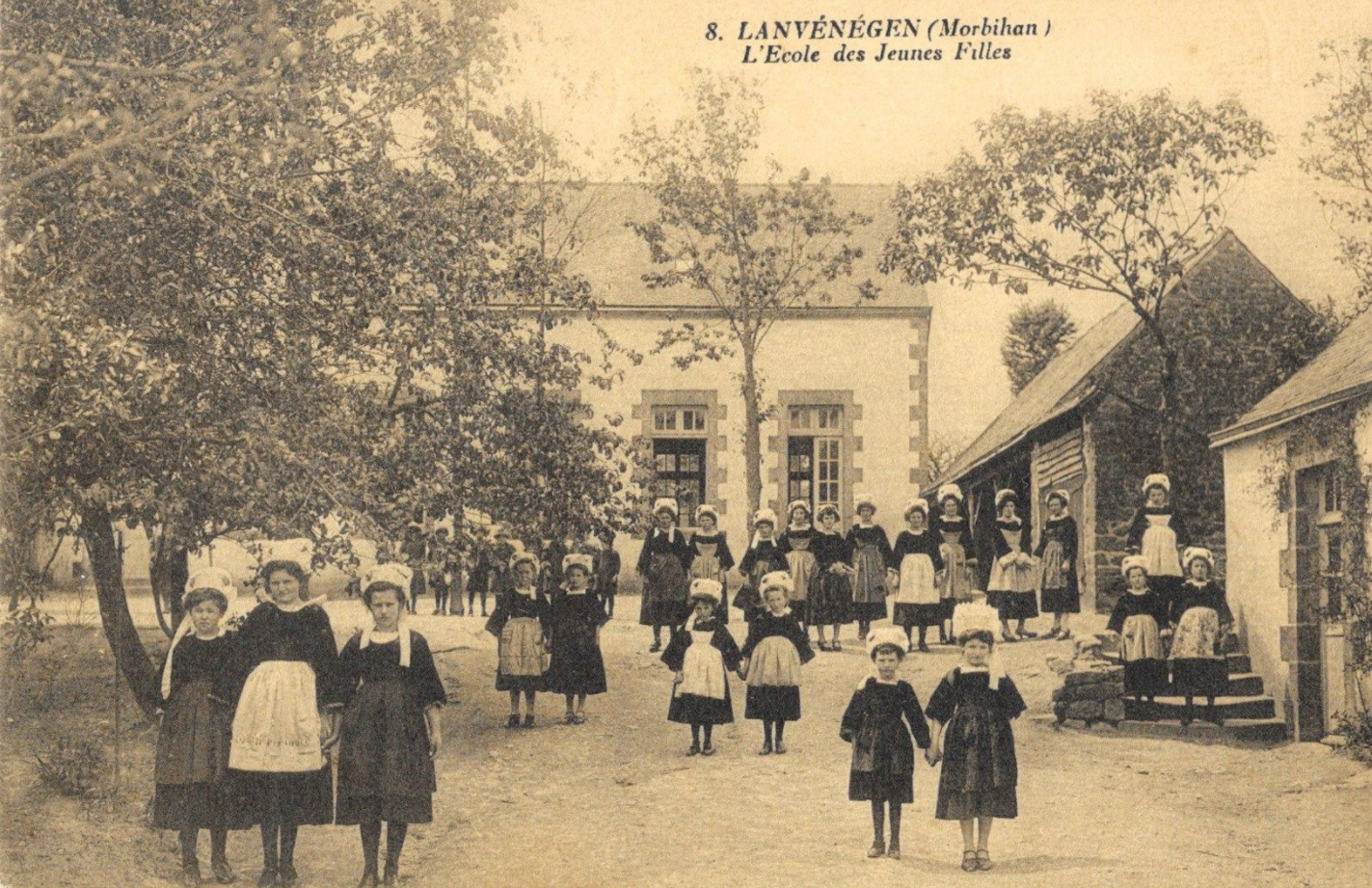
L'école des jeunes filles de Lanvénégen.
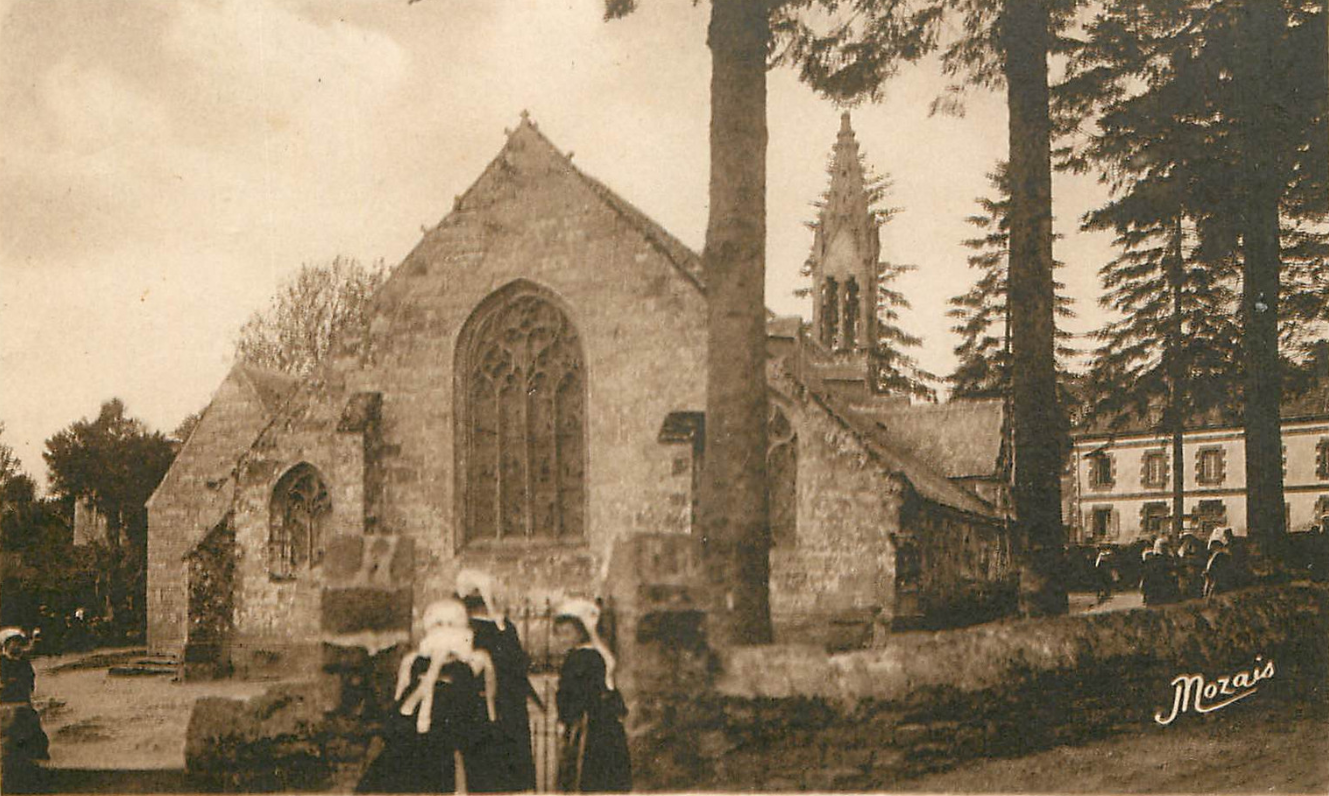
L'église entourée d'un enclos vers 1930.

#### La Seconde Guerre mondiale
Cette commune est également réputée pour son rôle dans la Résistance ; treize résistants originaires de Lanvénégen ont été fusillés, notamment à Port-Louis et cinq habitants de la commune sont morts dans des camps de concentration : parmi eux, Louis Brette, déporté depuis Compiègne vers le camp de concentration de Neuengamme le 28 juillet 1944. est mort en déportation le 11 avril 1945 à Sandbostel (Allemagne) ; Yves Cadic, déporté le 29 août 1944 à Neuengamme, est mort en déportation dans ce camp le 13 février 1945 ; Louis Le Flécher, déporté depuis Compiègne le 28 juillet 1944, mort le 19 décembre 1944 à Brême.
Le 1er mai 1944, des manifestants portant des drapeaux rouges et des drapeaux tricolores défilent dans le bourg et dans les villages alentour en chantant La Marseillaise et L'Internationale.
Le 8 mai 1944, les Allemands procèdent à une rafle, puis à des arrestations ciblées dans la nuit du 22 au 23 mai et encore dans la nuit du 31 mai au 1er juin.
Le 24 juin 1944, dix-sept résistants, dont six Belges de Blankenberge, condamnés à mort par la cour martiale allemande siégeant à l'École Sainte-Barbe au Faouët, sont fusillés à Rosquéo. Deux des morts n'ont pu être identifiés. L'un des Belges, Jean de Coninck, n'est que blessé : il s'enfuit sous les tirs. Il sera soigné et caché par des habitants et survivra.
Le même jour, dix résistants de Spézet et un de Saint-Goazec sont fusillés à Rozangat. Un autre fusillé, inconnu, est retrouvé dans une tombe sommaire au Pont-Neuf.
Le 27 juin 1944, c'est Jean Jamet, lieutenant de gendarmerie à Quimperlé, originaire de Lanvénégen, qui est arrêté à Bubry en compagnie de Mathieu Donnart, chef de l'Armée secrète dans le Finistère. Ils sont fusillés à Pluméliau le 29 juillet.
Le 7 juillet 1944, trois maquisards sont tués à Bellevue, près de Boutel. Ce sont Jean Le Bloas, originaire du Vetveur en Lanvénégen, Raymond Denise et Robert Kessler. Les corps sont sommairement enterrés. Deux autres résistants sont faits prisonniers, ils seront fusillés. D'autres résistants parviennent à s'enfuir. Les morts et les prisonniers étaient porteurs de faux papiers, ce qui évite, semble-t-il, des représailles aux villageois des alentours ; plusieurs hommes du village de Boutel, arrêtés, sont en effet rapidement relâchés. L'incompétence du chef de ce groupe est soulignée par les témoins de l'époque, ainsi que la probabilité d'un mouchardage.
Certains de ces faits entraînent l'exécution de mouchards supposés par des membres de la Résistance.

#### L'après-Seconde-guerre-mondiale
En 1949, un conflit éclate entre le maire de la commune et le recteur. Ce dernier refuse en effet une révision à la hausse du loyer payé pour le presbytère et ses dépendances. Après une tentative de médiation infructueuse entre l'Église et le maire soutenu par son conseil municipal et la population, l'évêque de Vannes jette l'interdit sur la commune. L'église est fermée, les cloches ne sonnent plus, les offices et les sacrements sont célébrés dans les paroisses voisines. En 1950, de guerre lasse, l'évêché fait rouvrir l'église, mais le curé annonce lors de la messe du 15 août l'interdiction des treize membres du conseil municipal et du bureau de bienfaisance. Dans le Code de droit canonique, l’interdit est une sanction proche de l'excommunication qui entraine privation des biens spirituels : offices divins, sépulture en terre consacrée, sacrements. Cette interdiction ne sera levée qu'en 1965, après le départ à la retraite de l'évêque de Vannes, Eugène-Joseph-Marie Le Bellec. Un film documentaire — Un village sans dimanche — a été tourné sur cette affaire.
Deux soldats originaires de Lanvénégen sont morts pendant la guerre d'Algérie : Lucien Le Hars et Gérard Pouliquen, décédé le 21 mai 1961.
Au début des années 1980, Lanvénégen a connu le « choc des cultures » avec l'installation dans la commune de plusieurs familles de réfugiés laotiens, des boat people. La plupart de ces familles sont parties depuis pour s'installer notamment dans la région lyonnaise.

## Politique et administration

### Tendances politiques et résultats
La commune a été, pendant 24 ans, ancrée à gauche sous la bannière PS avec son maire, Louis Le Guern, dit «Lili». En 2001, Marie-Louise Mounier, Sans Etiquette, prend la tête de l’équipe communale et se voit réélue en 2008.
À la présidentielle de 2002, la commune vote à 87,55 % pour Jacques Chirac. Aux Européennes de 2004, avec 49,89 % d’abstentions, c’est le PS qui l’emporte avec 36,88 % des voix, l’UMP se plaçant à 14,71 % des voix. Aux présidentielles de 2007, Ségolène Royal remporte 61,58 % des voix devançant Nicolas Sarkozy avec 38,42 % des suffrages. Aux dernières élections européennes, c’est la liste de la majorité qui reçoit 25,32 % des suffrages, devançant la liste PS (21,77 %) et les Verts (13,67 %).
Au second tour des élections régionales (21 mars 2010), ont remporté 305 voix (57,98 %) la liste PS conduite par Jean-Yves Le Drian, 148 voix (28,14 %) la liste de la majorité conduite par Bernadette Malgorn et 73 voix (13,88 %) la liste Verts-Europe écologie conduite par Guy Hascoët.

### Administration municipale
Le conseil municipal est constitué de 15 membres.

### Liste des maires

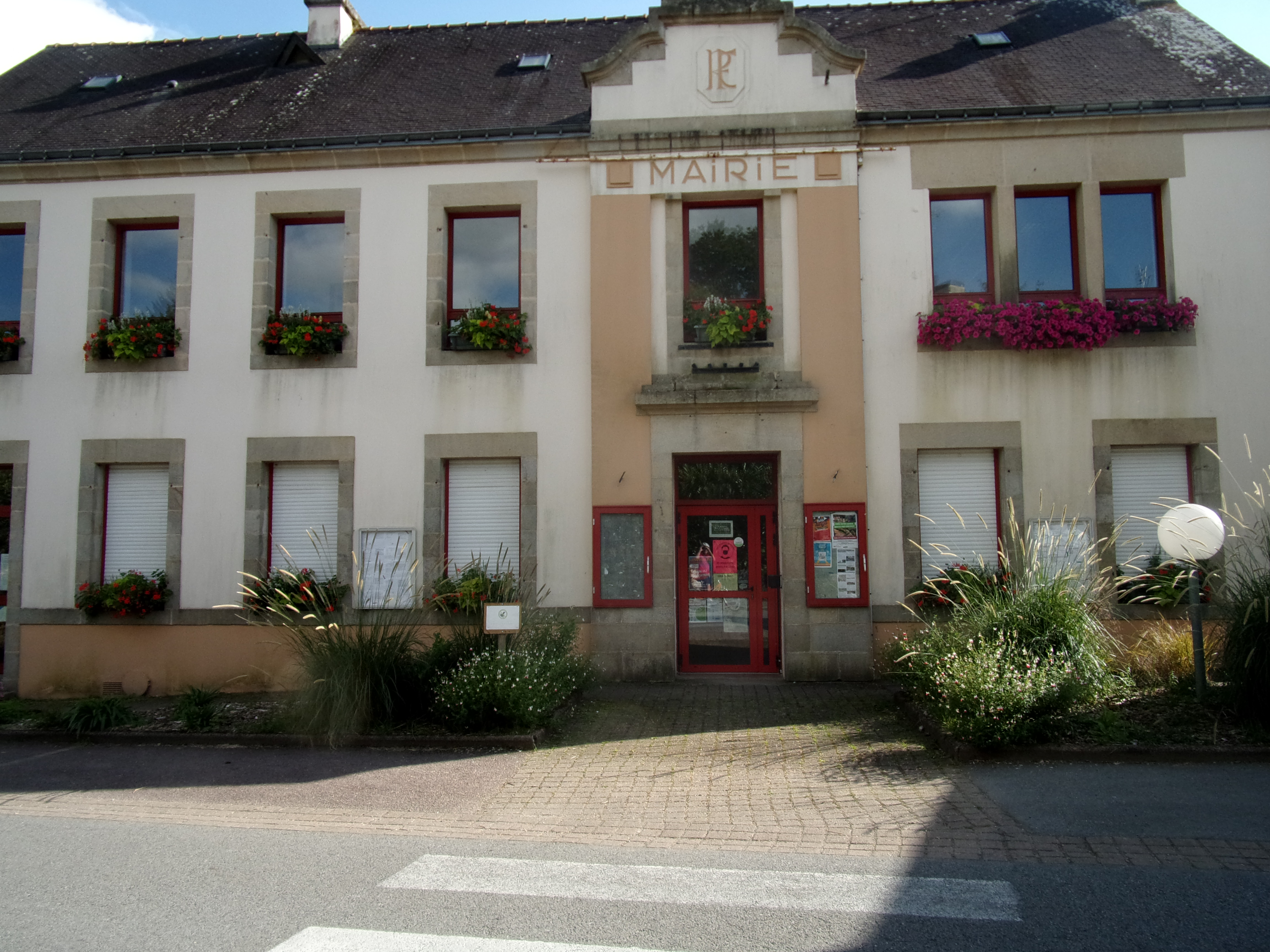
La mairie de Lanvénégen

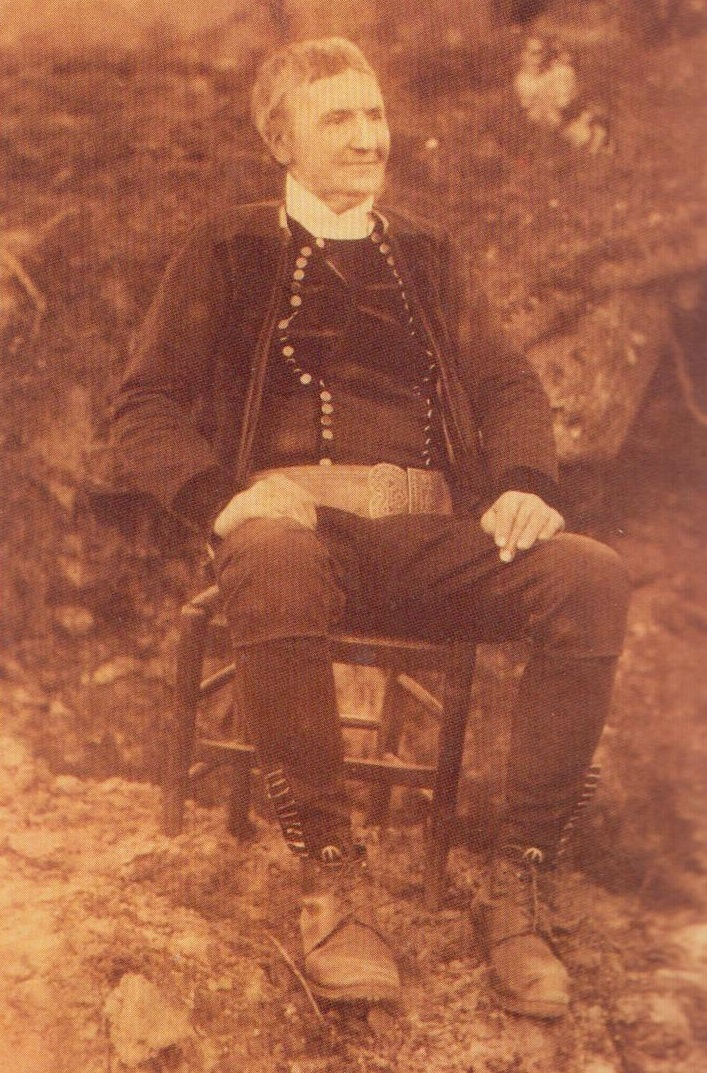
Yves-Jean Le Guilchet maire de Lanvénégen de 1869 à 1896

| Période                                  | Période   | Identité                    | Étiquette | Qualité                                |
| ---------------------------------------- | --------- | --------------------------- | --------- | -------------------------------------- |
| 29 mars 2014 Réélue en 2020              | En cours  | Marie-José Carlac           | LR        | Fonctionnaire                          |
| mars 2001                                | mars 2014 | Marie-Louise Mounier        | SE        | Enseignante à la retraite              |
| 1977                                     | 2001      | Louis Le Guern              | PS        | Cultivateur                            |
| 1965                                     | 1971      | Marcel Le Strat             | Gauche    | directeur de C.E.G.                    |
| 1947                                     | 1965      | Jean Cadic                  | Gauche    | Instituteur                            |
| 1935                                     | 1947      | Jean Le Du                  | Gauche    | Instituteur                            |
| 1896                                     | 1935      | Yves Le Guilchet            | Gauche    |                                        |
| 1869                                     | 1896      | Yves Jean Le Guilchet       | Gauche    | Cultivateur                            |
| 1844                                     | 1869      | Nicolas Barthélémy Le Guern |           | Cultivateur                            |
| 1830                                     | 1844      | Jacques Henry               |           |                                        |
| 1821                                     | 1830      | Hyacinthe du Botderu        |           | Capitaine des chasses pour la Bretagne |
| 1815                                     | 1821      | Jacques Henry               |           |                                        |
| 1802                                     | 1815      | Vincent Le Hervet           |           |                                        |
| 1799                                     | 1801      | Joseph Paul Le Borgne       |           |                                        |
| Les données manquantes sont à compléter. |           |                             |           |                                        |

### Politique environnementale

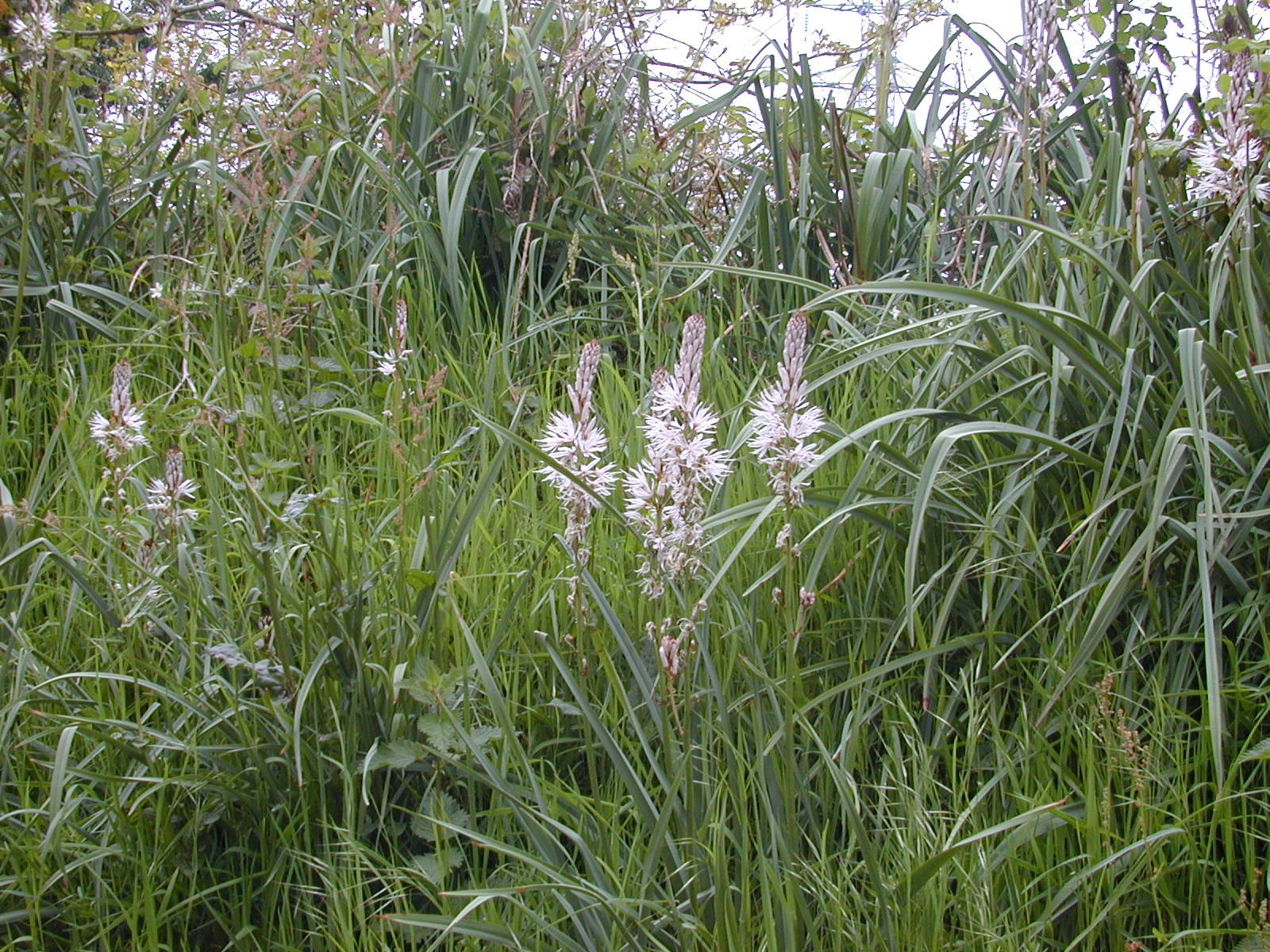
Les asphodèles d'Arrondeau.

Dans le cadre de sa carte communale, la commune s’est engagée à protéger les éléments du patrimoine bâti et naturel. Talus et zones boisées seront conservées et certaines friches surveillées, notamment dans le secteur de Prédel Ar Puz qui accueille une densité importante d’asphodèles d’Arrondeau, espèce végétale protégée au niveau national.
Du côté de la faune, on note la présence de loutres, avec une population sédentaire signalée sur l’Inam en aval du moulin Baden. Le saumon est présent sur la totalité du bassin versant de l’Ellé, ainsi que de fortes densités de truites fario. L’indice «truite», l’un des meilleurs du Morbihan, est de 19/20, faisant de l’Ellé un parcours de pêche très renommé. Enfin, il est à noter la présence certaine de l’escargot de Quimper dans les boisements frais du vallon de l’Inam, espèce également protégée.

## Population et société

### Démographie

#### Évolution démographique
Lanvénégen totalise une population de 1 497 habitants, selon un état dressé par les commissaires du roi en 1790. Le bourg, avec 158 habitants et 34 ménages, constitue à cette date la principale agglomération. Les villages les plus peuplés sont Lanzonnet (82 habitants et 19 ménages), Quilliou (66 habitants et 11 ménages) et Boutel (59 habitants et 14 ménages). La population de Lanvénégen après avoir connu son maximum démographique en 1926 avec 2 790 habitants a fortement décliné pour se stabiliser à environ 1 200 habitants depuis les années 1980.

L'évolution du nombre d'habitants est connue à travers les recensements de la population effectués dans la commune depuis 1793. Pour les communes de moins de 10 000 habitants, une enquête de recensement portant sur toute la population est réalisée tous les cinq ans, les populations de référence des années intermédiaires étant quant à elles estimées par interpolation ou extrapolation. Pour la commune, le premier recensement exhaustif entrant dans le cadre du nouveau dispositif a été réalisé en 2004.

En 2022, la commune comptait 1 133 habitants, en évolution de −3,57 % par rapport à 2016 (Morbihan : +3,82 %, France hors Mayotte : +2,11 %).
| 1793  | 1800  | 1806  | 1821  | 1831  | 1836  | 1841  | 1846  | 1851  |
| ----- | ----- | ----- | ----- | ----- | ----- | ----- | ----- | ----- |
| 1 413 | 1 408 | 1 473 | 1 606 | 1 690 | 1 858 | 1 770 | 1 797 | 1 961 |

| 1856  | 1861  | 1866  | 1872  | 1876  | 1881  | 1886  | 1891  | 1896  |
| ----- | ----- | ----- | ----- | ----- | ----- | ----- | ----- | ----- |
| 1 893 | 1 896 | 1 942 | 1 827 | 1 979 | 2 092 | 2 155 | 2 234 | 2 322 |

| 1901  | 1906  | 1911  | 1921  | 1926  | 1931  | 1936  | 1946  | 1954  |
| ----- | ----- | ----- | ----- | ----- | ----- | ----- | ----- | ----- |
| 2 510 | 2 651 | 2 715 | 2 693 | 2 790 | 2 744 | 2 450 | 2 310 | 2 033 |

| 1962  | 1968  | 1975  | 1982  | 1990  | 1999  | 2004  | 2006  | 2009  |
| ----- | ----- | ----- | ----- | ----- | ----- | ----- | ----- | ----- |
| 1 727 | 1 513 | 1 330 | 1 232 | 1 221 | 1 180 | 1 182 | 1 184 | 1 217 |

| 2014  | 2019  | 2022  | - | - | - | - | - | - |
| ----- | ----- | ----- | - | - | - | - | - | - |
| 1 167 | 1 144 | 1 133 | - | - | - | - | - | - |

#### Pyramide des âges
La population de la commune est relativement âgée.
En 2018, le taux de personnes d'un âge inférieur à 30 ans s'élève à 26,5 %, soit en dessous de la moyenne départementale (31,2 %). À l'inverse, le taux de personnes d'âge supérieur à 60 ans est de 33,5 % la même année, alors qu'il est de 31,3 % au niveau départemental.
En 2018, la commune comptait 577 hommes pour 577 femmes, soit un taux de 50 % de femmes, légèrement inférieur au taux départemental (51,51 %).
Les pyramides des âges de la commune et du département s'établissent comme suit.
| Hommes | Classe d’âge | Femmes |
| ------ | ------------ | ------ |
| 1,4    | 90 ou +      | 1,0    |
| 8,9    | 75-89 ans    | 14,3   |
| 21,2   | 60-74 ans    | 20,3   |
| 26,2   | 45-59 ans    | 23,6   |
| 16,3   | 30-44 ans    | 13,8   |
| 10,5   | 15-29 ans    | 10,8   |
| 15,6   | 0-14 ans     | 16,1   |

| Hommes | Classe d’âge | Femmes |
| ------ | ------------ | ------ |
| 0,8    | 90 ou +      | 2,2    |
| 8,5    | 75-89 ans    | 11,6   |
| 20,5   | 60-74 ans    | 21,6   |
| 20,6   | 45-59 ans    | 20     |
| 17     | 30-44 ans    | 16,3   |
| 15,5   | 15-29 ans    | 13     |
| 17,1   | 0-14 ans     | 15,2   |

### Enseignement
Lanvénégen est située dans l'académie de Rennes. La ville administre une école maternelle et une école élémentaire regroupées au sein de l’école communale, Ar Milads, nom breton des asphodèles. 93 élèves sont inscrits pour l’année scolaire 2009-2010 contre 86 l’année précédente.
Voir aussi Enseignement à Roi Morvan Communauté pour les collèges et lycées.

### Manifestations culturelles et festivités
22 associations sont déclarées sur la commune en 2009. Deux manifestations importantes marquent la commune tous les ans, le troc et puces du 8 mai qui transforme, le temps d’une journée, la rue principale du bourg en un immense vide grenier et les fêtes patronales, le troisième week-end d’octobre. Durant 3 jours, le bourg est de nouveau animé par de nombreuses manifestations festives. Chaque année, depuis plus de cinq ans, la traditionnelle fête de la musique accompagnée du feu de la Saint Jean se déroule aux ateliers communaux chaque troisième week-end du mois de juin. Cet évènement est l'occasion de découvrir ou redécouvrir les talents musicaux de la commune.

### Santé
Un médecin est installé dans le bourg de la commune depuis plus de 30 ans.
Voir aussi Santé à Roi Morvan Communauté

### Sports
Le stade Loui- Le-Flécher accueille l’union sportive de Lanvénégen, USL. En cours de rénovation durant l’année 2009, le stade accueille aussi un court de tennis. Le 28 avril 1971, le conseil municipal prend l’arrêté dénommant le stade Louis-Le-Flécher en souvenir de l’intéressé, athlète complet, mort en déportation le 19 décembre 1944. À l’autre extrémité du bourg, l’espace Le Mestre accueille un boulodrome où les amateurs de boules bretonnes se retrouvent régulièrement au sein de l’association de la Boule Lanvénégénoise. Cet espace est également utilisé par d’autres associations, on y retrouve aussi la Maison des Jeunes Communale (MJC) dirigée par la communauté de communes du pays du roi Morvan (CCPRM).

### Médias

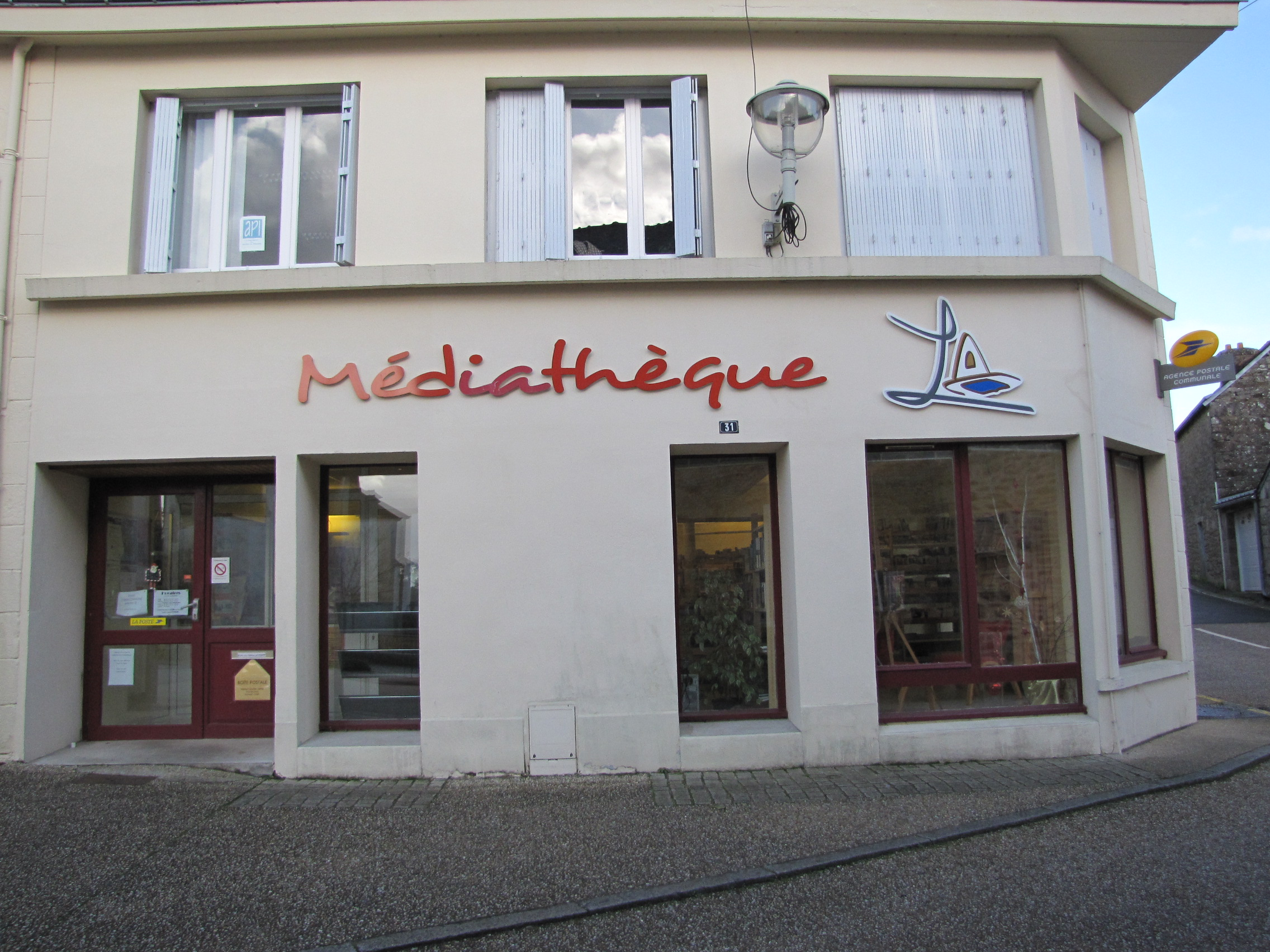
La médiathèque de Lanvénégen.

La commune a inauguré en 2004 la poste/médiathèque, ouverte 6 jours sur 7. La médiathèque est gérée par l’association « Lire » mais le personnel est communal.

### Cultes

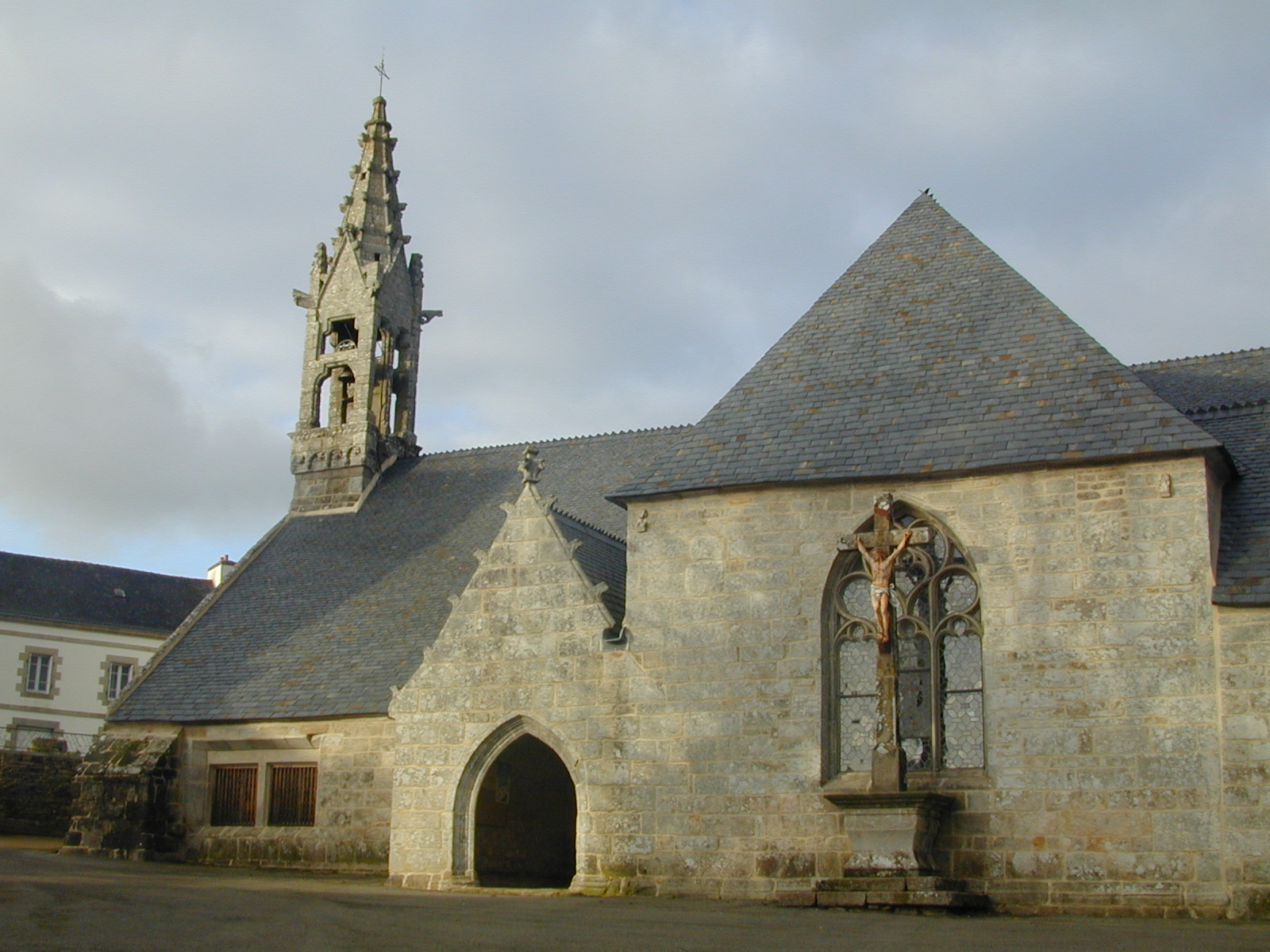
L'église paroissiale Saint-Conogan au cœur du bourg de la commune.

En dehors des cinq pardons annuels, le culte a lieu toute l’année dans l’église Saint-Cognogan.
Les pardons se tiennent dans ou autour des chapelles : le dernier dimanche d’avril pour saint Georges ; le dernier dimanche de mai pour La Trinité ; le deuxième dimanche de juillet pour saint-Melaine ; le dernier dimanche de juillet pour saint Urlo ; Le troisième dimanche d’octobre pour saint Conogan.

## Économie

### Revenus de la population et fiscalité
Le revenu fiscal médian par ménage était en 2006 de 13 847 €, ce qui place Lanvénégen au 25 853e rang parmi les 30 687 communes de plus de 50 ménages en métropole.

### Emploi
Le taux d’activité de la population active est de 70,6 % avec un taux de chômage de 12,20 %. 138 personnes travaillent à Lanvénégen et une grosse majorité travaille au Faouët, ensuite vient le bassin d’activités de Quimperlé et de Lorient. Le secteur primaire reste le plus important. La population active agricole reste jeune : 14 agriculteurs sur 34 ont moins de 40 ans.

### Entreprises et commerces

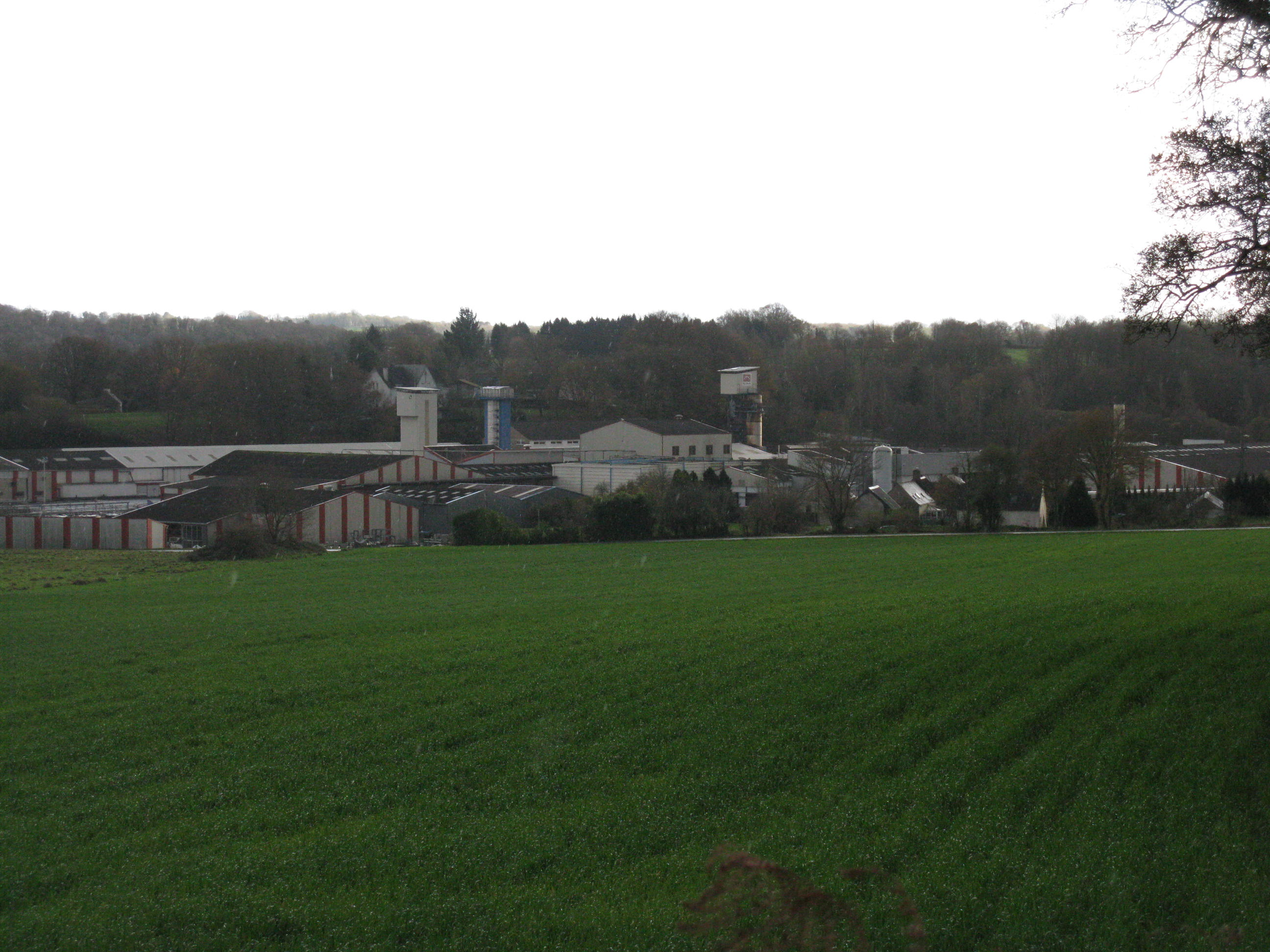
La conserverie Morbihannaise.

Une usine de conserves de légumes et d’aliments pour chien et chats, la Conserverie Morbihannaise, du groupe CECAB, est implantée sur le cours de l’Inam à l’emplacement de l’ancien moulin de la Coutume qui appartenait à la famille Bompol. Elle a été construite durant la guerre 1939-1945 par M. Dumenil.
En plus des bâtiments de l’usine, il a été construit un barrage permettant de faire tourner deux turbines. La plus grande sert à faire fonctionner les machines électriques de l’usine, et la plus petite fournit du courant électrique dans toutes les maisons des villages environnants : Pont Saint-Mélaine, le Rhède, Le Quinquis, Guernalez (commune du Faouët), Sterlé.
À l’époque la contribution mensuelle pour chaque famille était d’une livre de beurre ou une douzaine d’œufs. Par ailleurs, grâce à M. Dumenil, dans les villages ayant été électrifiés, les battages ne se font plus avec manège et chevaux, mais plus rapidement et facilement en utilisant un moteur électrique.
On compte aussi sur la commune des activités artisanales avec deux couvreurs, un électricien et un peintre en bâtiment. Du côté commercial, le bourg accueille une boulangerie, une supérette (boucherie, charcuterie, alimentation), un café restaurant et un garage. À l’extérieur du bourg se trouvent une ferme auberge (Kerizac) et un café restaurant, crêperie (Loge Coucou).
Les établissements actifs par secteur d'activité au 31 décembre 2015 à Lanvénégen est présenté ci-dessous.
|                                                              | Total | % com (% dep) | 0 salarié | 1 à 9 salarié(s) | 10 à 19 salariés | 20 à 49 salariés | 50 salariés ou plus |
| ------------------------------------------------------------ | ----- | ------------- | --------- | ---------------- | ---------------- | ---------------- | ------------------- |
| Ensemble                                                     | 81    | 100,0 (100)   | 69        | 10               | 1                | 0                | 1                   |
| Agriculture, sylviculture et pêche                           | 29    | 35,8 (10)     | 24        | 5                | 0                | 0                | 0                   |
| Industrie                                                    | 7     | 8,6 (6)       | 6         | 0                | 0                | 0                | 1                   |
| Construction                                                 | 9     | 14.6 (9,7)    | 20        | 8                | 1                | 0                | 0                   |
| Commerce, transports, services divers                        | 28    | 34,6 (60,1)   | 25        | 3                | 0                | 0                | 0                   |
| dont commerce et réparation automobile                       | 5     | 6,2 (15,1)    | 5         | 0                | 0                | 0                | 0                   |
| Administration publique, enseignement, santé, action sociale | 8     | 9,9 (14,2)    | 5         | 2                | 1                | 0                | 0                   |

#### Secteur primaire
Le tableau ci-dessous présente les principales caractéristiques des exploitations agricoles de Lanvénégen, observées entre 1988 et 2010, soit sur une période de 22 ans.
|                                                   | 1988  | 2000  | 2010  |
| ------------------------------------------------- | ----- | ----- | ----- |
| Nombre d’exploitations                            | 98    | 44    | 31    |
| Nombre d’exploitations ayant des vaches laitières | 54    | 14    | 10    |
| Équivalent Unité de travail annuel (UTA)          | 121   | 52    | 48    |
| Surface agricole utile (SAU) (ha)                 | 1 781 | 1 569 | 1 690 |
| Cheptel (nombre de têtes)                         | 4 222 | 4 091 | 3 650 |
| Vaches laitières (nombre de têtes)                | 1 166 | 580   | 638   |
| Superficie en terres labourables (ha)             | 1 461 | 1 307 | 1 396 |
| Superficie toujours en herbe (ha)                 | 283   | 262   | 320   |

## Lieux et monuments

### Classements et inscriptions à l'inventaire des monuments historiques
À Lanvénégen, la base de données Mérimée recense 20 biens immeubles dont 4 monuments historiques et la base de données Palissy recense 62 objets mobiliers dont 6 monuments historiques. La commune compte donc 10 monuments historiques protégés mais dispose aussi d'un important patrimoine culturel.

### Édifices religieux

#### Église paroissiale de Saint-Cognogan (ou Conogan)

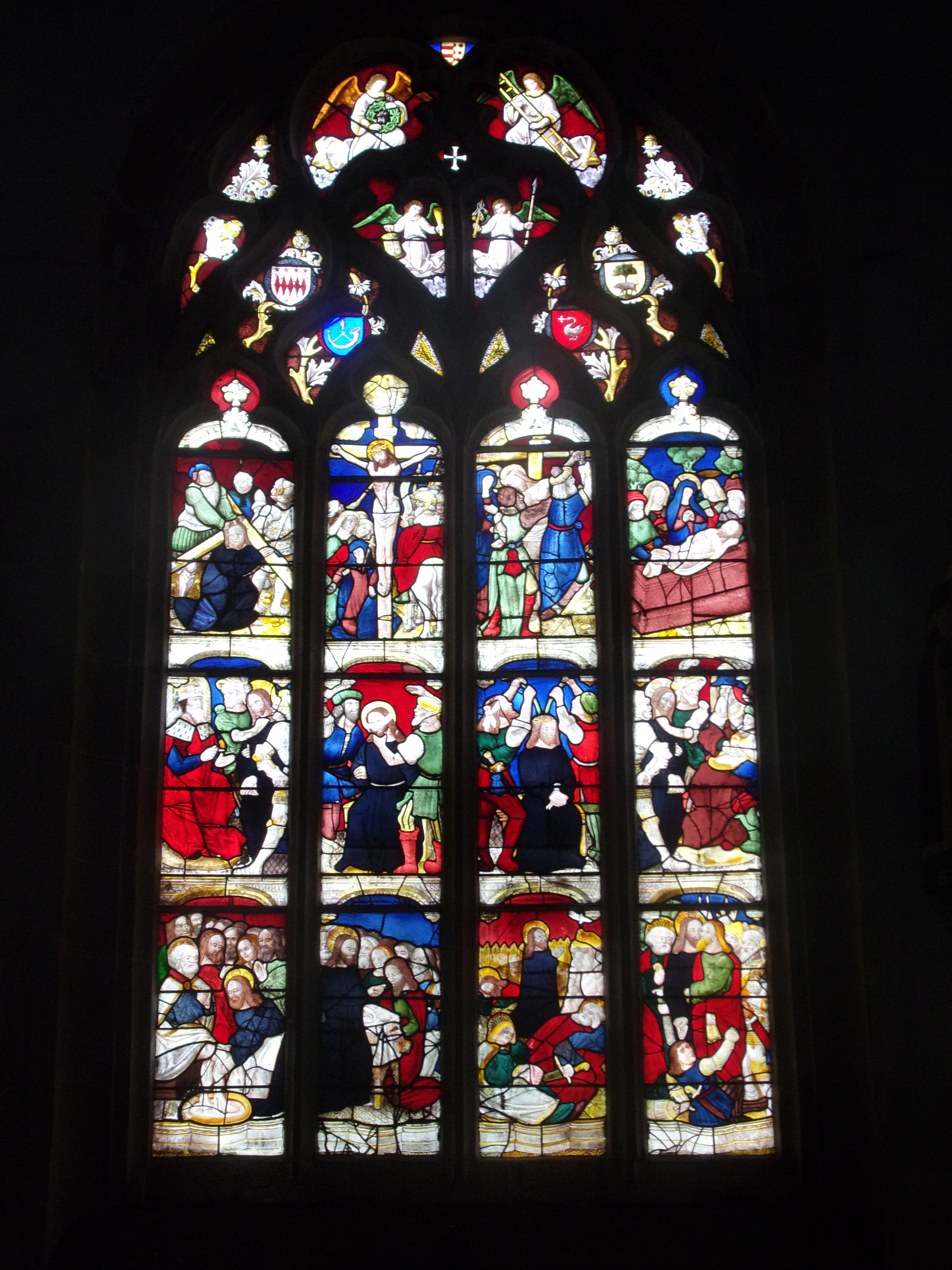
La maîtresse-vitre du XVIe siècle.

L'église paroissiale de Saint-Conogan] (anciennement Saint-Cognogan) a fêté ses 500 ans en mai 2008. Située dans le bourg, d’importants travaux de rénovation ont été réalisés en 2005 et 2006. Jadis tréviale, aujourd’hui paroissiale, est sous le vocable de saint Conogan. C’est un édifice du XVIe siècle, en grand et moyen appareils, de forme rectangulaire, avec deux bas-côtés prolongés jusqu’au fond du chœur. Sur l’un des piliers se trouve une inscription gothique en relief : rectur de Guisguri fit fair ceste eglise l’an M. Vcc VIII.
Les fenêtres sont ogivales, à meneaux en flammes, fleurs de lys et trilobes, et renferment des restes considérables de vitraux. Au sud, porche carré, à l’ouest, tour en pierre surmontée d’une flèche polygonale à crosses. On a fait dans cette église depuis une quinzaine d’années, de grands travaux de restauration. Le dallage et le lambris ont été renouvelés, les piliers repiqués, l’enduit des murs des côtés entièrement refait. Le chœur est garni de stalles sculptées.
Le tympan de la fenêtre a été entièrement refait. Il se compose de dix lobes, les quatre principaux qui forment un cœur parfait sont peuplés d’anges portant les instruments de la Passion. Les six autres, à droite et à gauche ou au-dessous, sont ornés de branches de grenadier avec feuilles, fleurs ou fruits. Sur ces branches ont été dessinées les armoiries des principaux seigneurs de Lanvénégen au commencement du XVIe siècle, et contemporains de l’exécution du vitrail. Grâce à cette importante restauration, cette verrière est devenue, sans contredit, l’une des plus remarquables du diocèse. Un peintre verrier, l’ayant examinée en 1891, n’a pas hésité à dire qu’il l’estimait vingt mille francs.

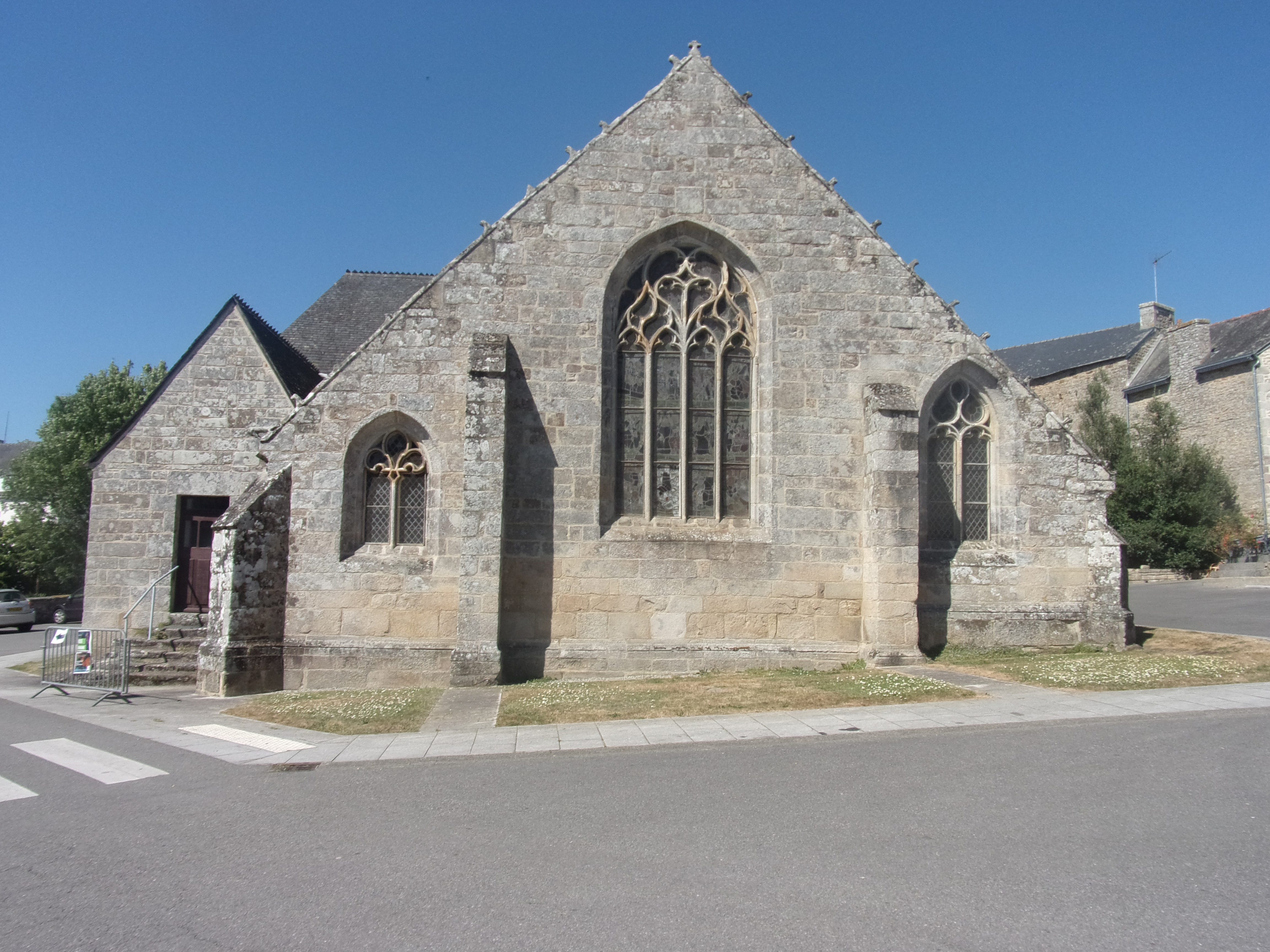
Chevet de l'église inscrit au titre des monuments historiques.
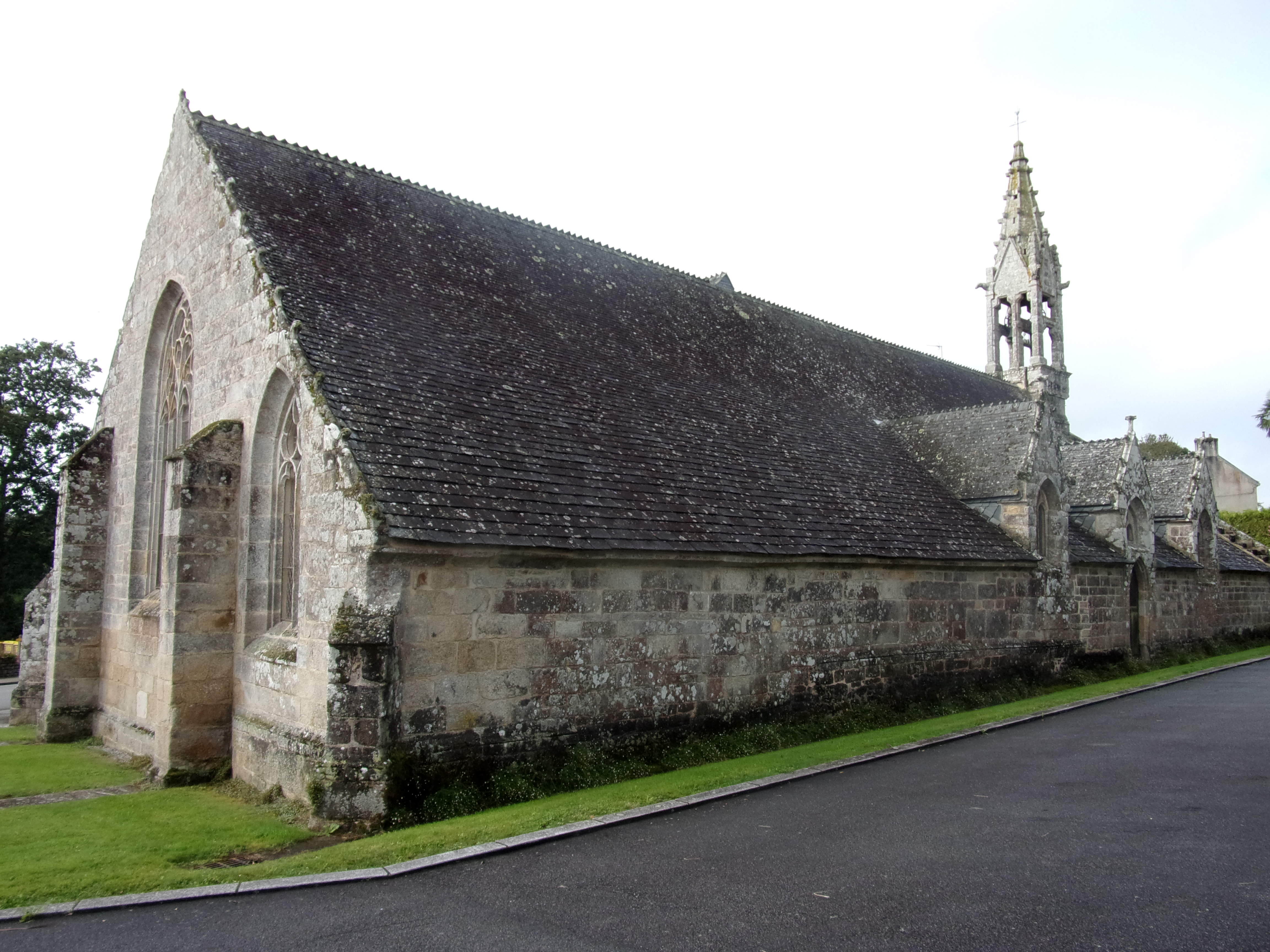
Façade nord de l'église.
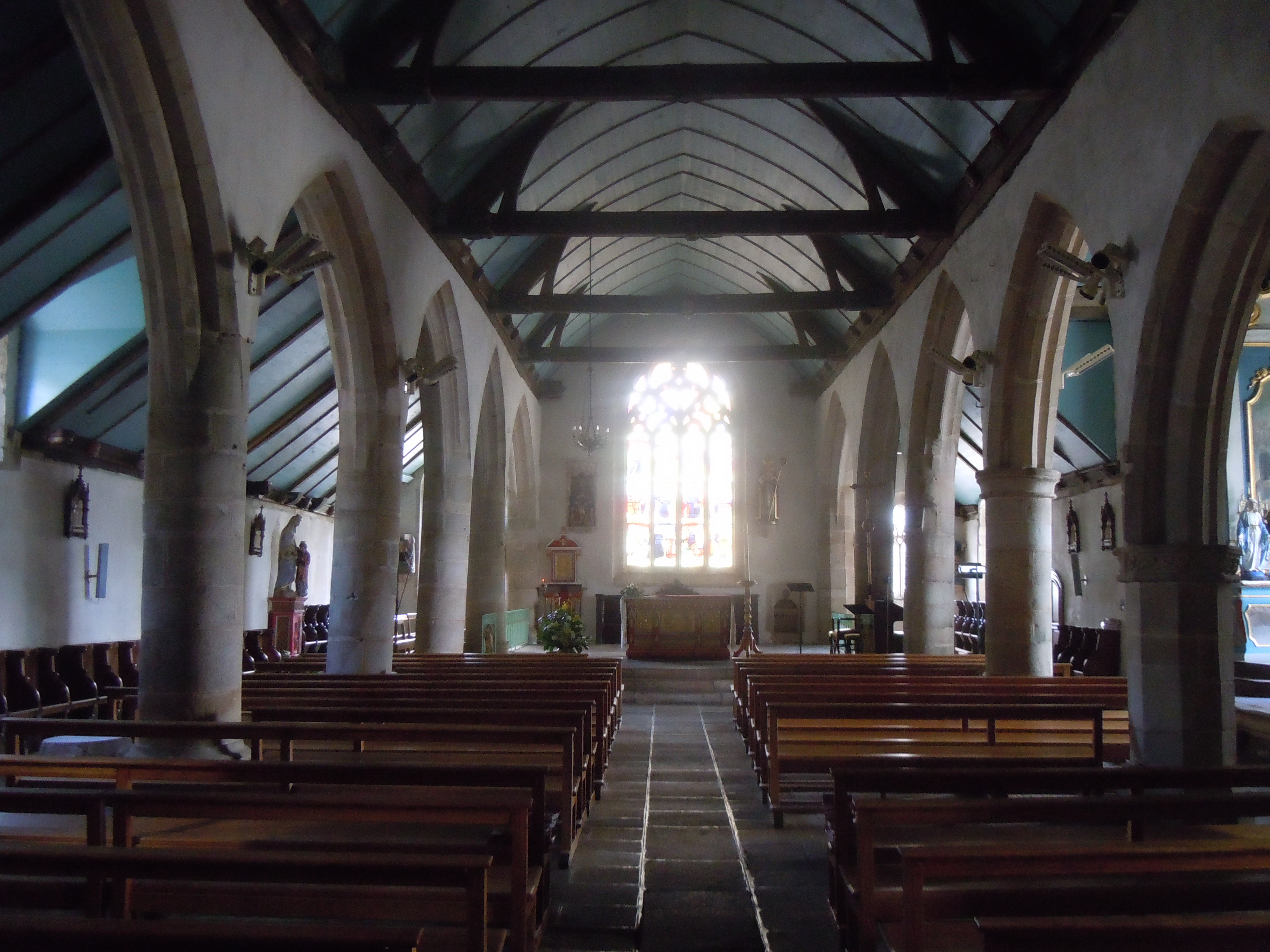
Vue générale de l'intérieur de l'église.
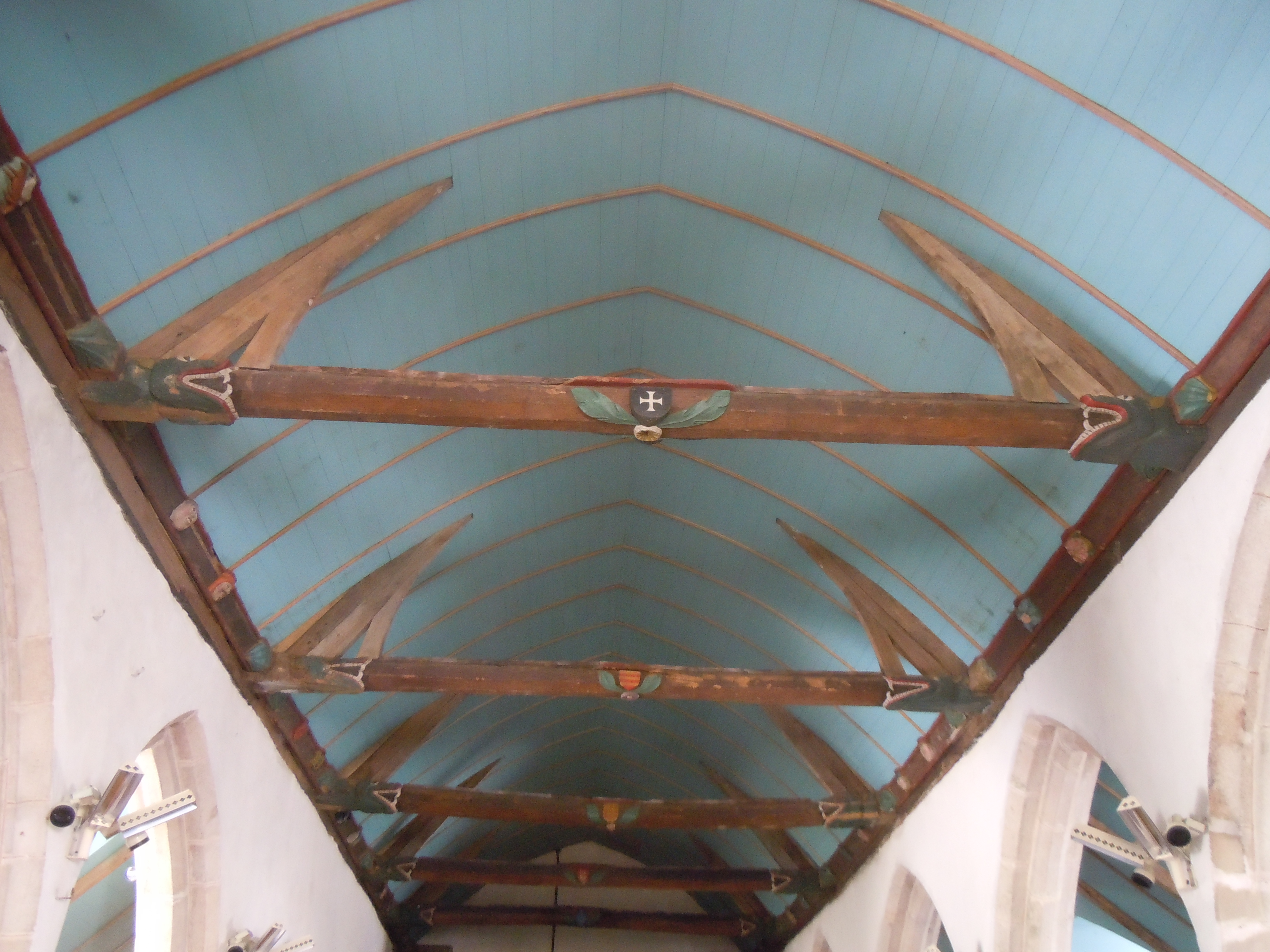
Vue générale du plafond et de la charpente de la nef.

#### Chapelle Saint-Urlo
La chapelle Saint-Urlo, construite en 1513-1518 (appelée alors chapelle Mgr Sainct Mor), restaurée en 1851- 1853, 1929-1930 et 1971. Saint Urlo ou saint Gurloës fut le premier abbé de l’abbaye Sainte-Croix de Quimperlé.

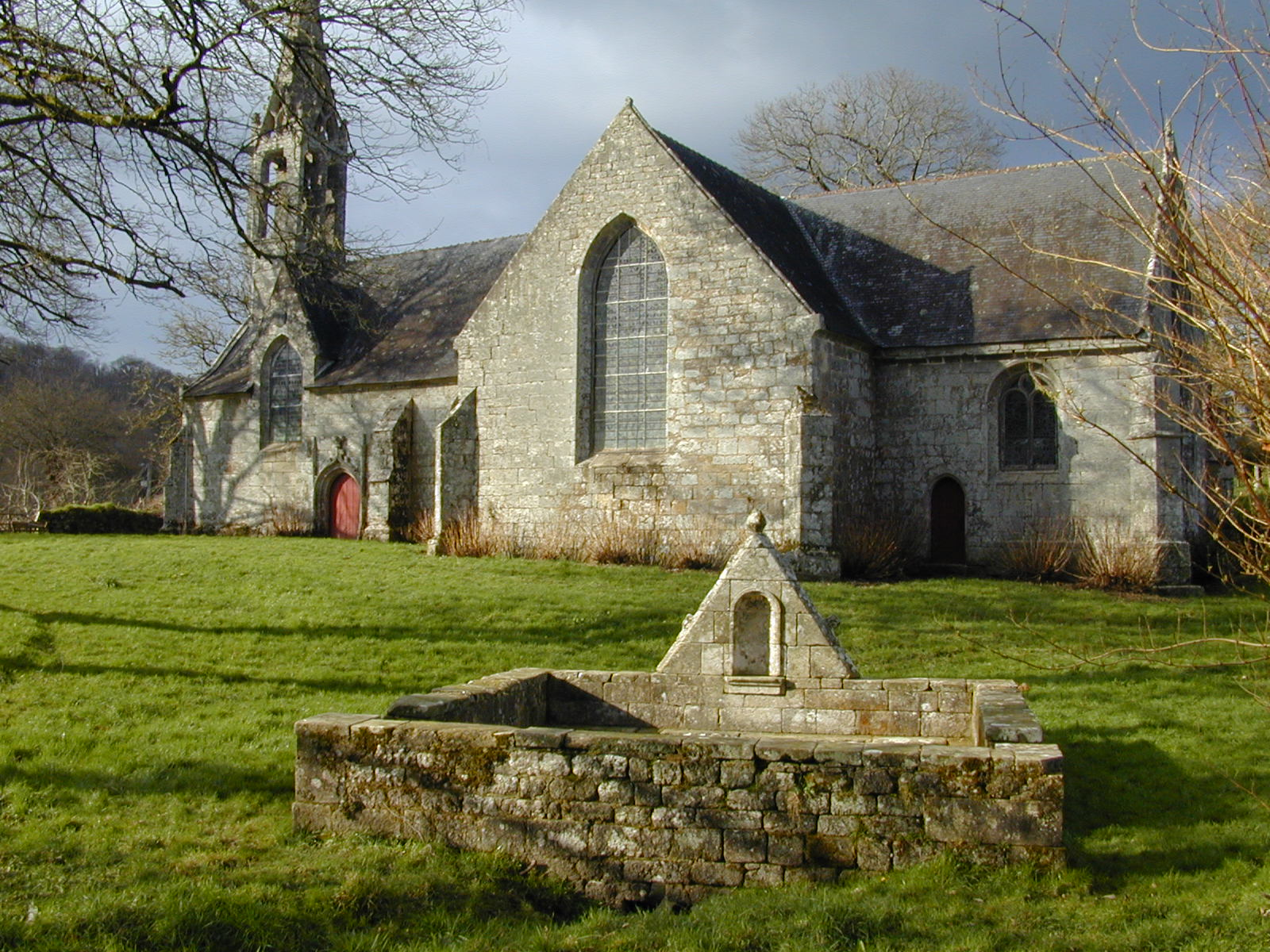
La façade sud et la fontaine.
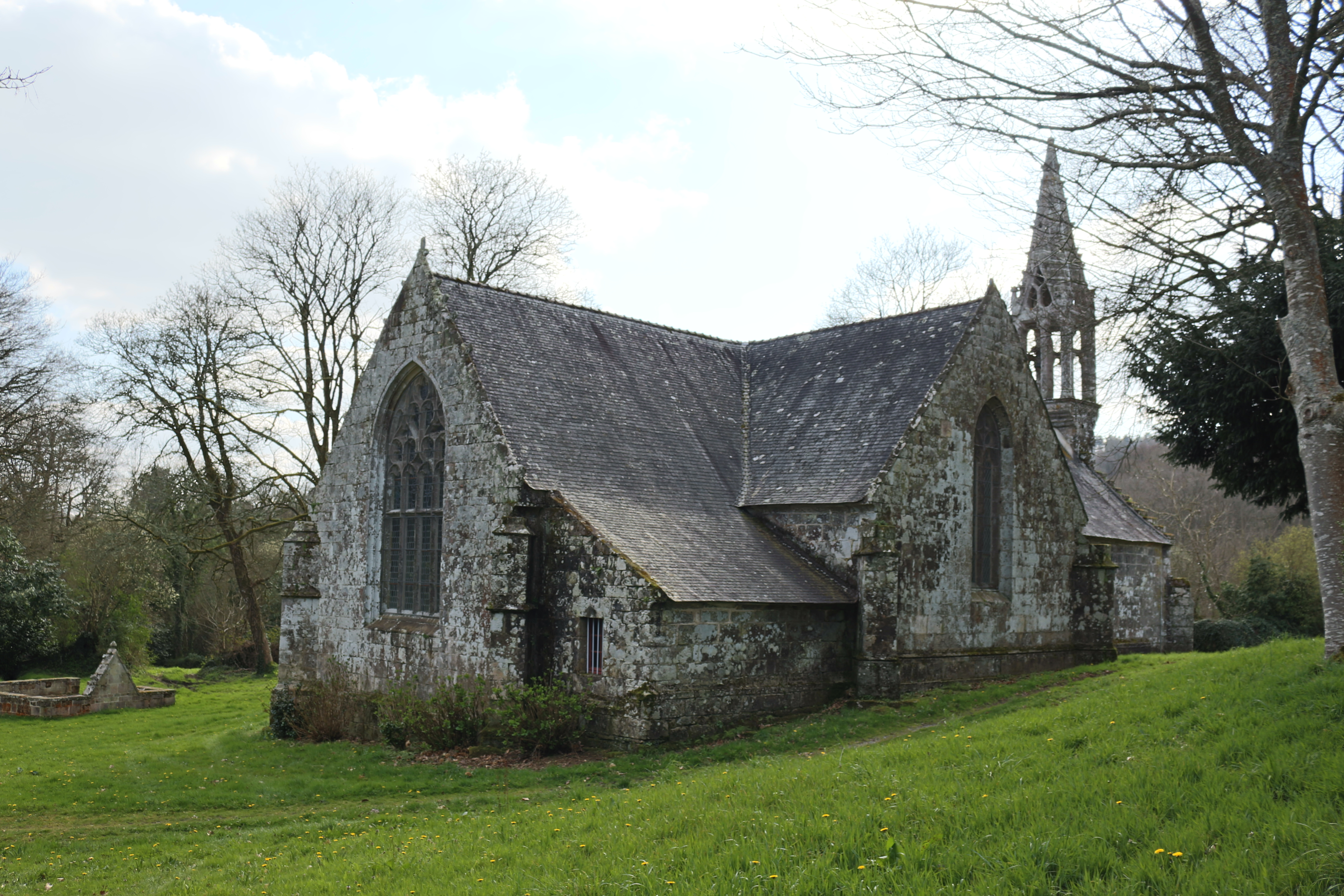
Le chevet et la façade nord.
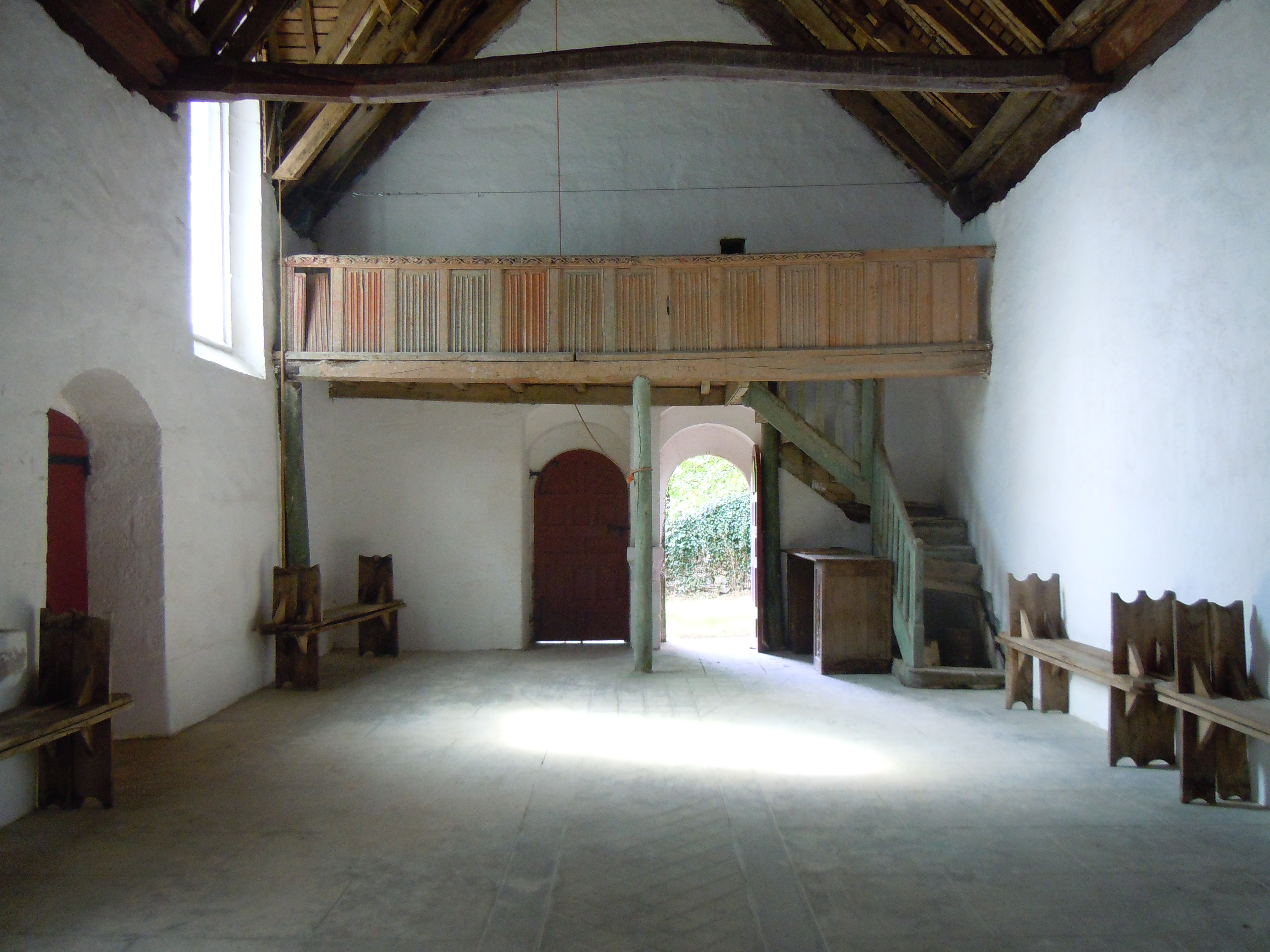
La tribune.
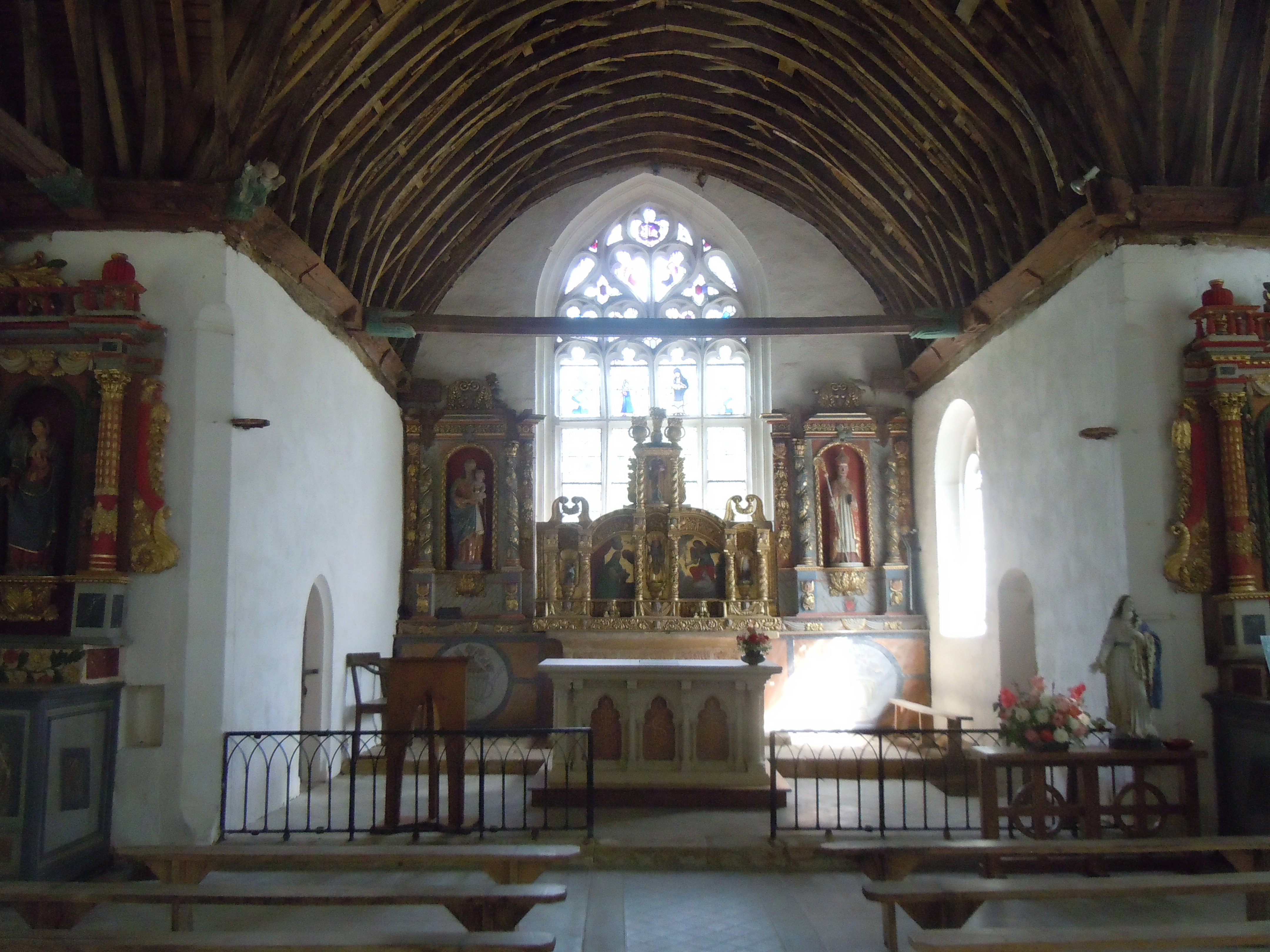
L'autel et le retable du chœur.

Tous les ans, le dernier dimanche de juillet, se tient un grand pardon. Le saint y est invoqué pour soigner les paralytiques, les goutteux et les boiteux.

#### Chapelle Saint-Georges
Sa partie orientale, dotée de rampants à crossettes, et ses murs latéraux datent du XVIe siècle, le mur-pignon ouest (comme l’église paroissiale de Lanvénégen et sa voisine, la chapelle Saint-Urlo) et le clocheton à quatre flammes du XVIIe siècle. Ainsi, la chapelle est maintenant riche de 300 à 400 ans d’histoire. Pendant tout ce temps, elle a été le cœur de son quartier. La croix en granite située à proximité, présente le Christ en bas-relief et porte la date de 1823, mais semble être plus ancienne.

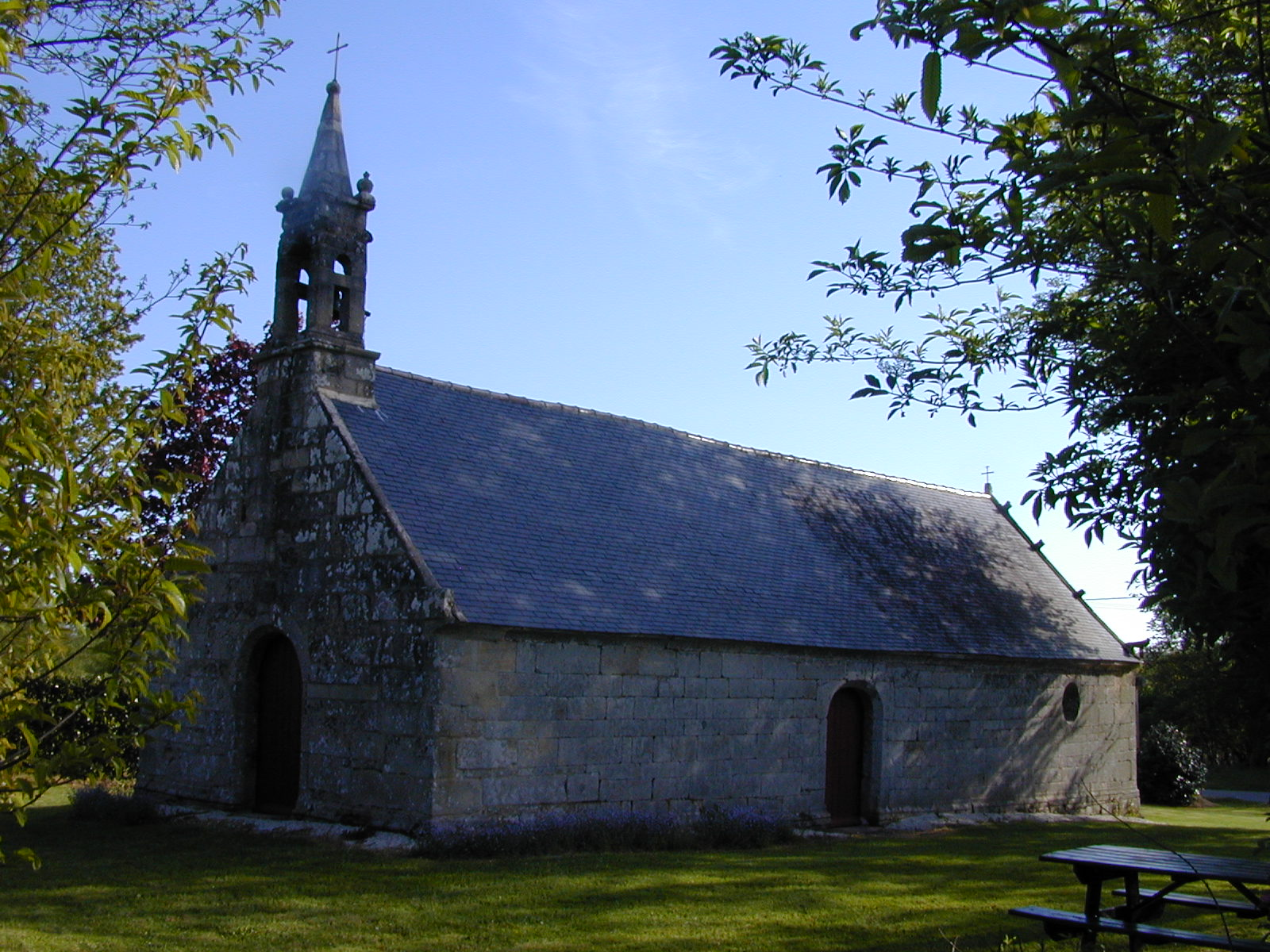
La chapelle Saint-Georges.
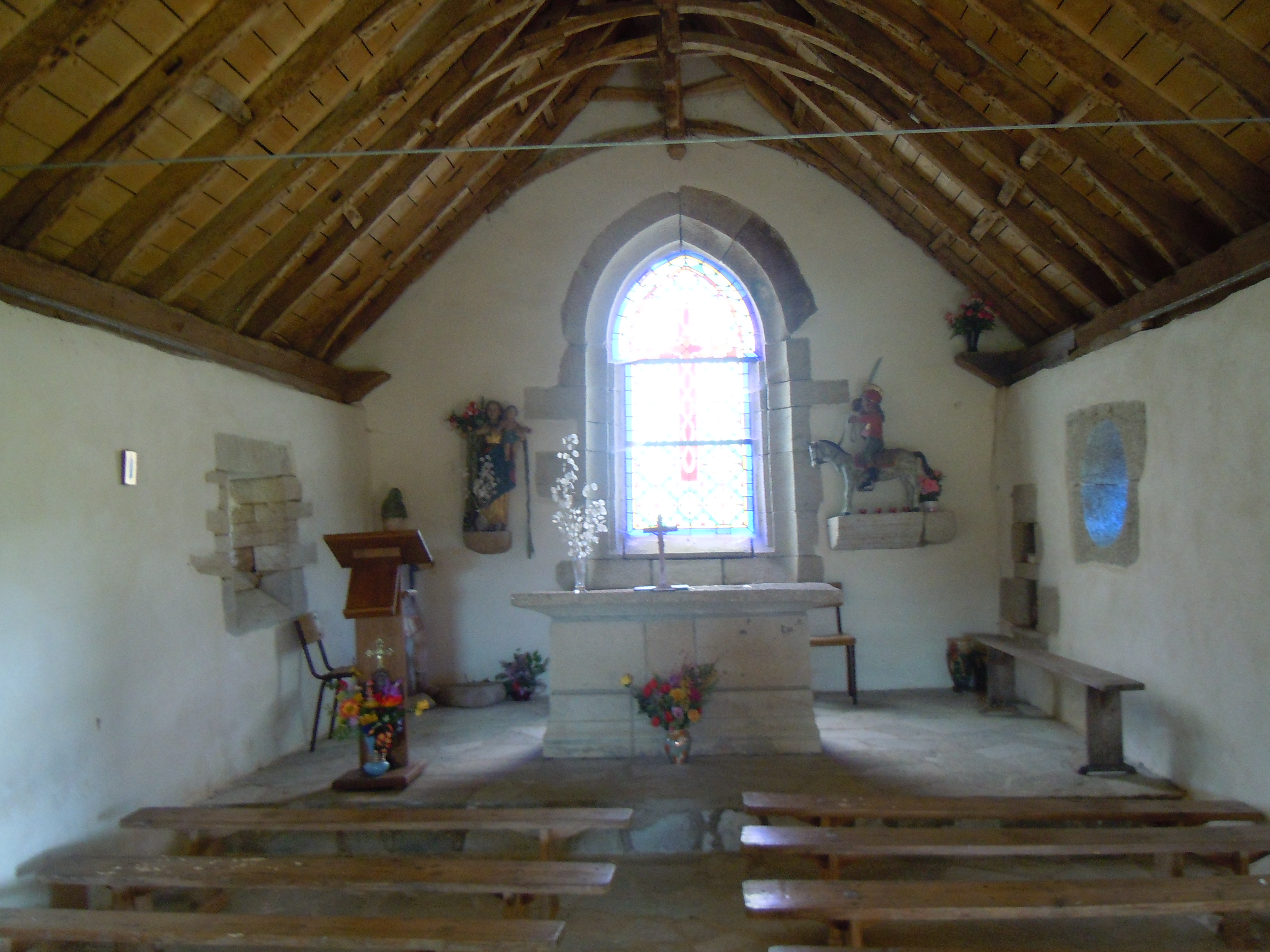
Intérieur de la chapelle Saint-Georges.
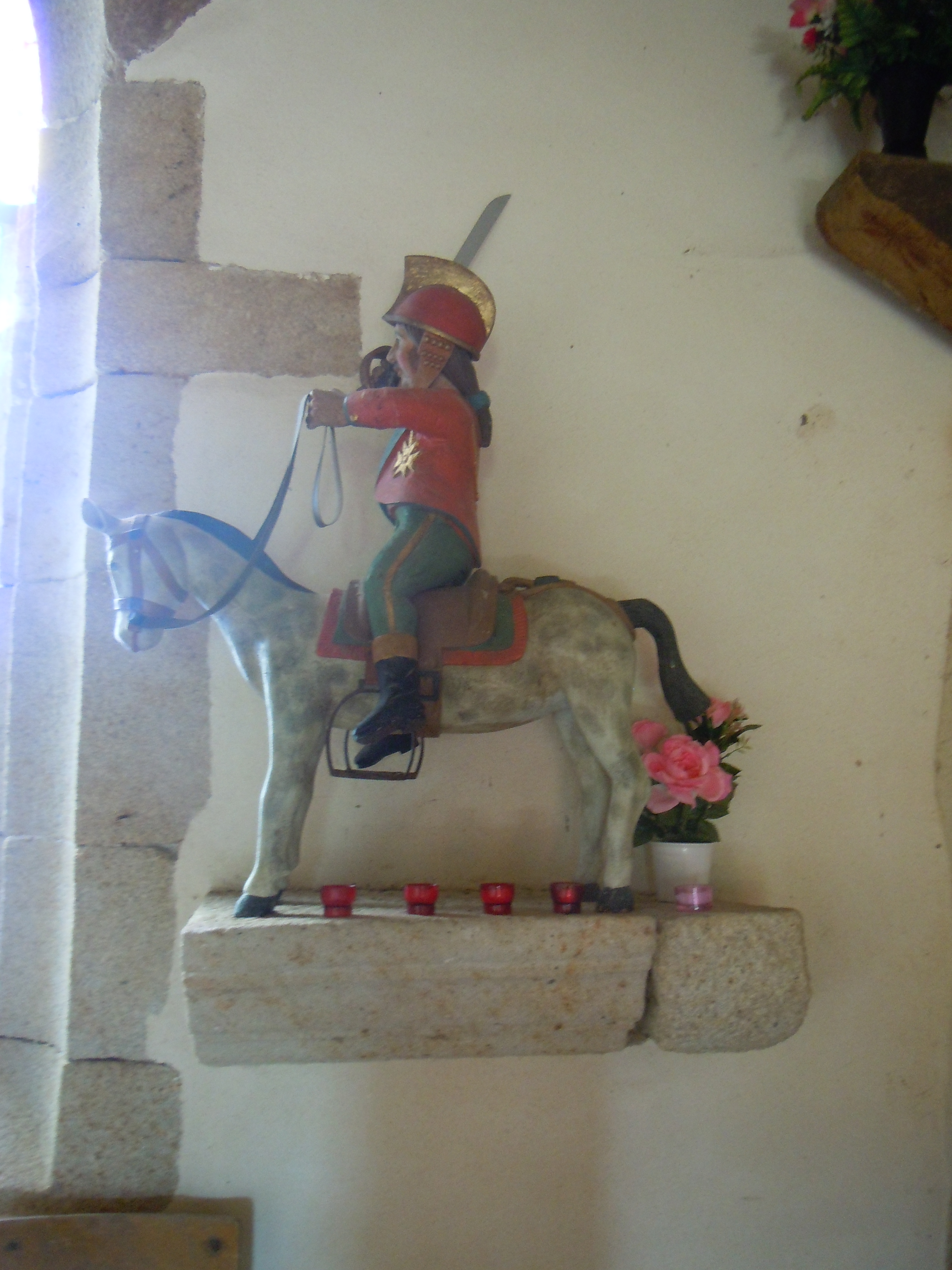
Statue de Saint Georges trônant dans la chapelle.

#### Chapelle de Saint-Melaine
La chapelle de Saint-Melaine (ou Saint-Melen) a été offerte par Mme Caillerec à l’association Diocésaine de Vannes. Elle héritera de ce bien de son époux Mathurin Jean Caillerec, leur fils unique étant mort à la guerre. Immeuble situé aux dépendances du village de Ninez, ainsi que le placître à condition expresse que l’immeuble continuera à servir à perpétuité de chapelle dans la commune. Cet immeuble est évalué à quatre mille francs, Rf/acte de vente 11 mars 1927. Le comité de Saint Melaine a continué la restauration et l’entretien de la chapelle au fil des années.

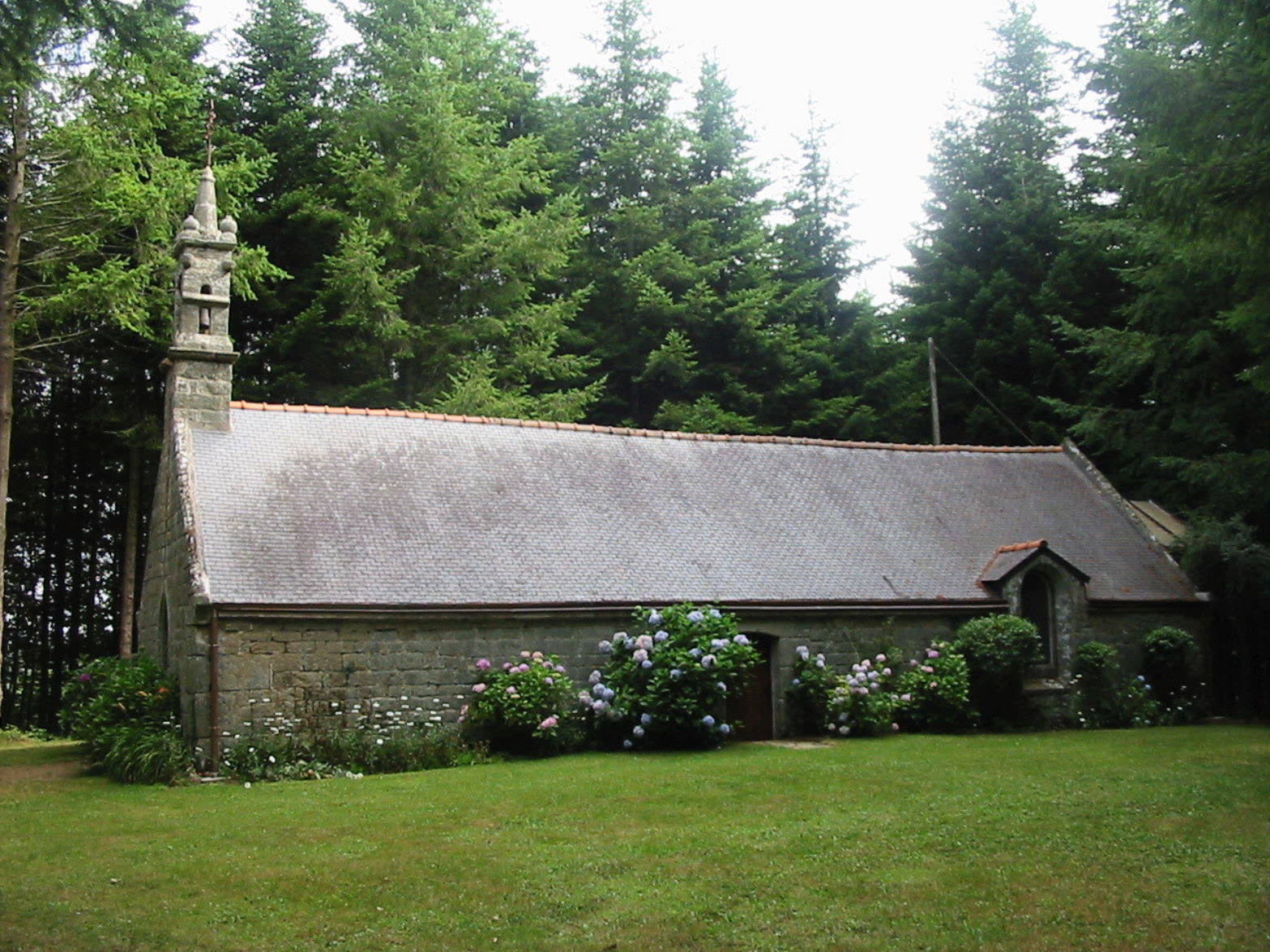
La chapelle Saint-Mélaine.

#### Chapelle de la Trinité
La chapelle de la Trinité est construite au XVIIe siècle, cette chapelle a été dévastée par un incendie en 1948 et est en partie en ruines. La cloche est datée de 1655. La porte de la sacristie portait l’inscription : du règne de Jean Drouallen fabric fut faic … les portes de ceans l’an 1665. La chapelle est inscrite à l'Inventaire Supplémentaire des Monuments Historiques depuis le 10 février 1948 et à l'inventaire général du patrimoine culturel. À proximité de la chapelle se trouvent une fontaine et un lavoir. Le pardon de la Trinité est célébré tous les ans au mois de juin.

### Édifices civils

#### Manoir de Saint-Quijeau
Le manoir de Saint-Quijeau, construit au XVIIe siècle, a appartenu successivement aux Guégant, aux Kervenozaël et aux Plœuc. Le dernier seigneur du lieu, le comte Hyacinthe Antoine Jean Baptiste Victor Du Botdéru, n'a pas laissé de bons souvenirs dans la mémoire des Lanvénégenois en raison de ses nombreux écarts de conduite. C'était un homme violent et coléreux, toujours habillé en noir. Son visage était marqué par la petite vérole. Sa passion était la chasse à laquelle il consacrait la majeure partie de son temps. De nombreuses histoires circulent à son sujet. On l'accuse d'être responsable de la mort d'un de ses vassaux à qui il reprochait de braconner. Pendant la Révolution il se fit enfermer dans un cercueil, lequel fut chargé dans une charrette, afin de gagner Paris sans encombre et échapper ainsi à la vindicte populaire.

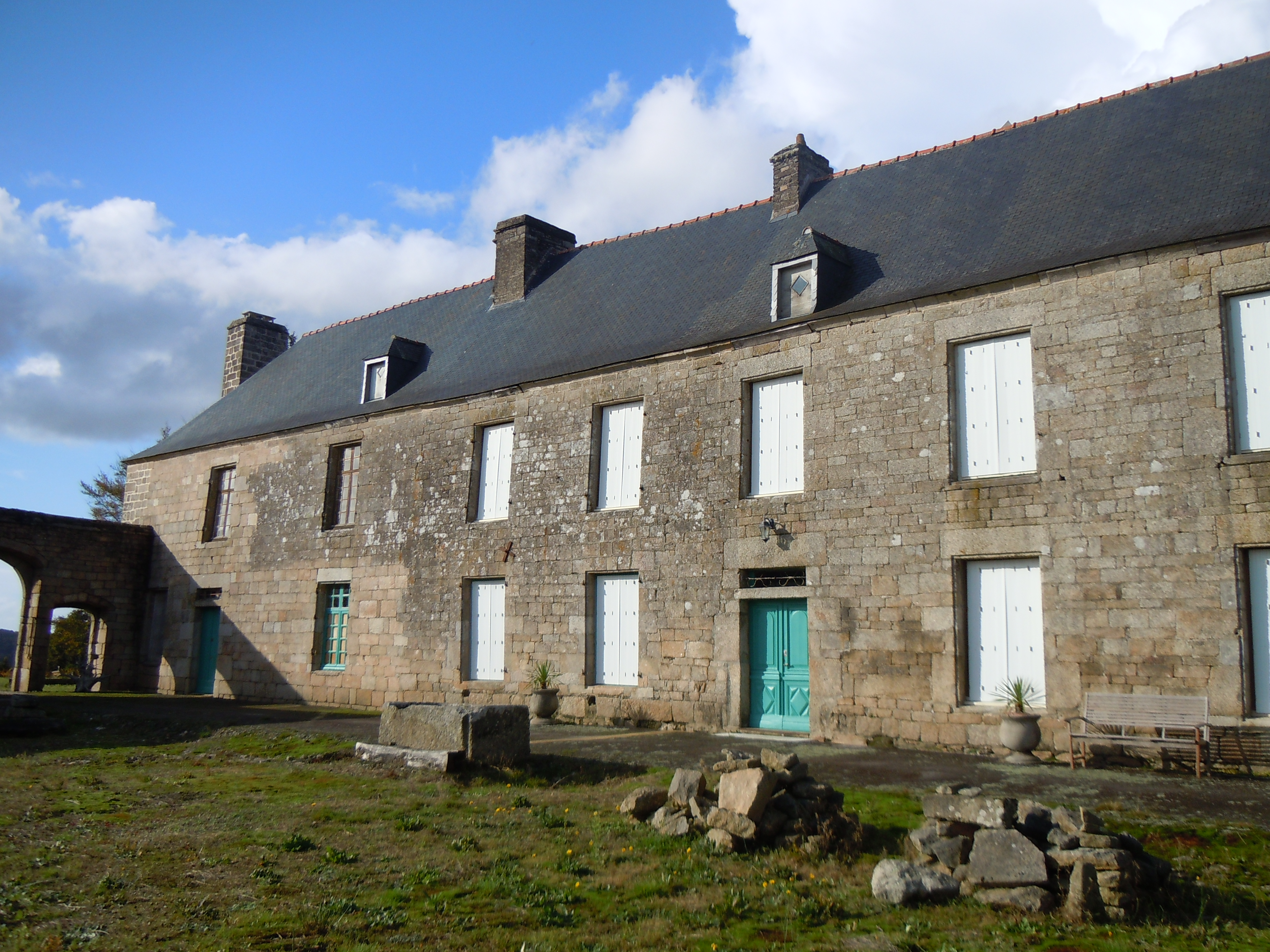
La façade Sud du manoir.
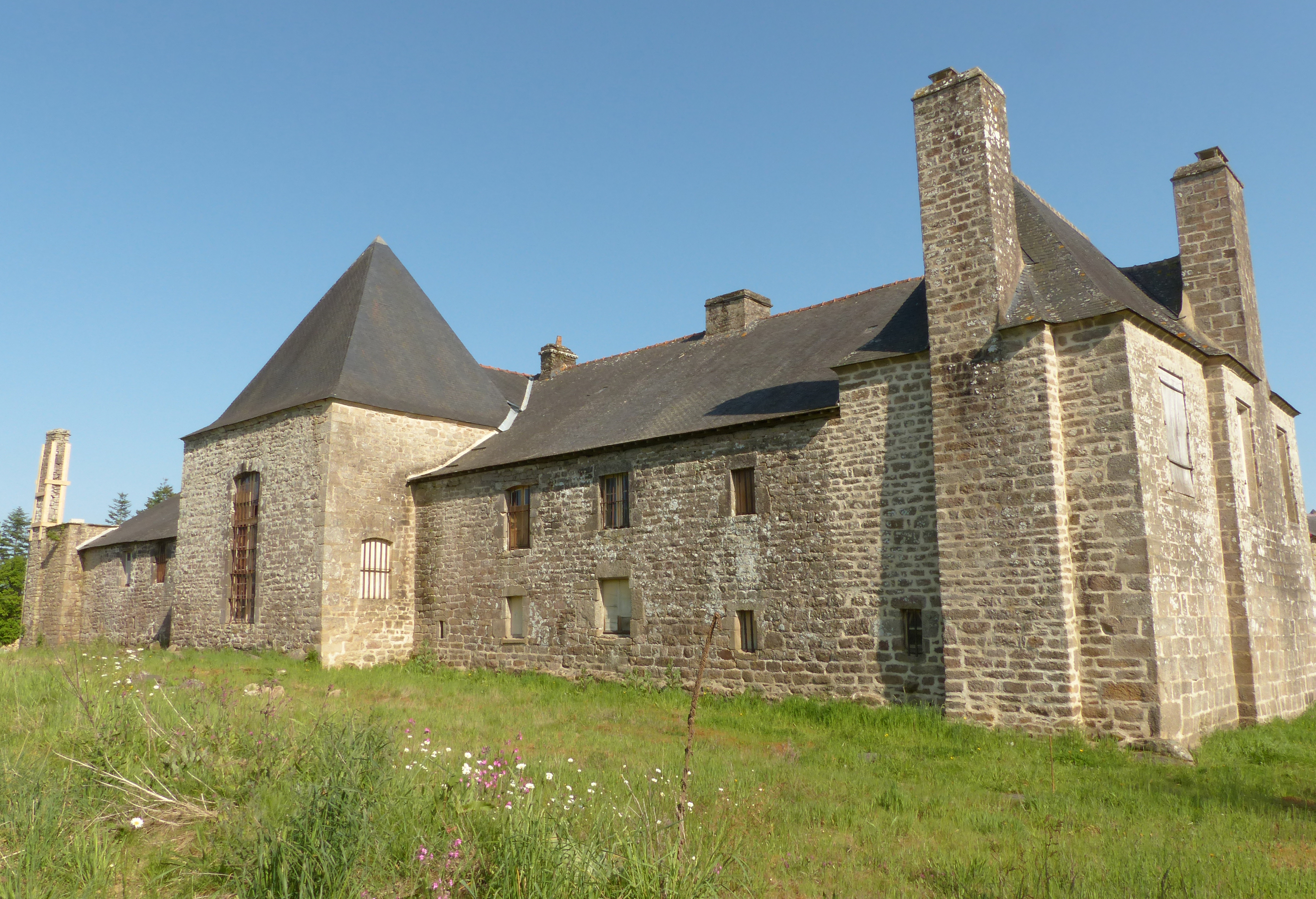
L'arrière du manoir.
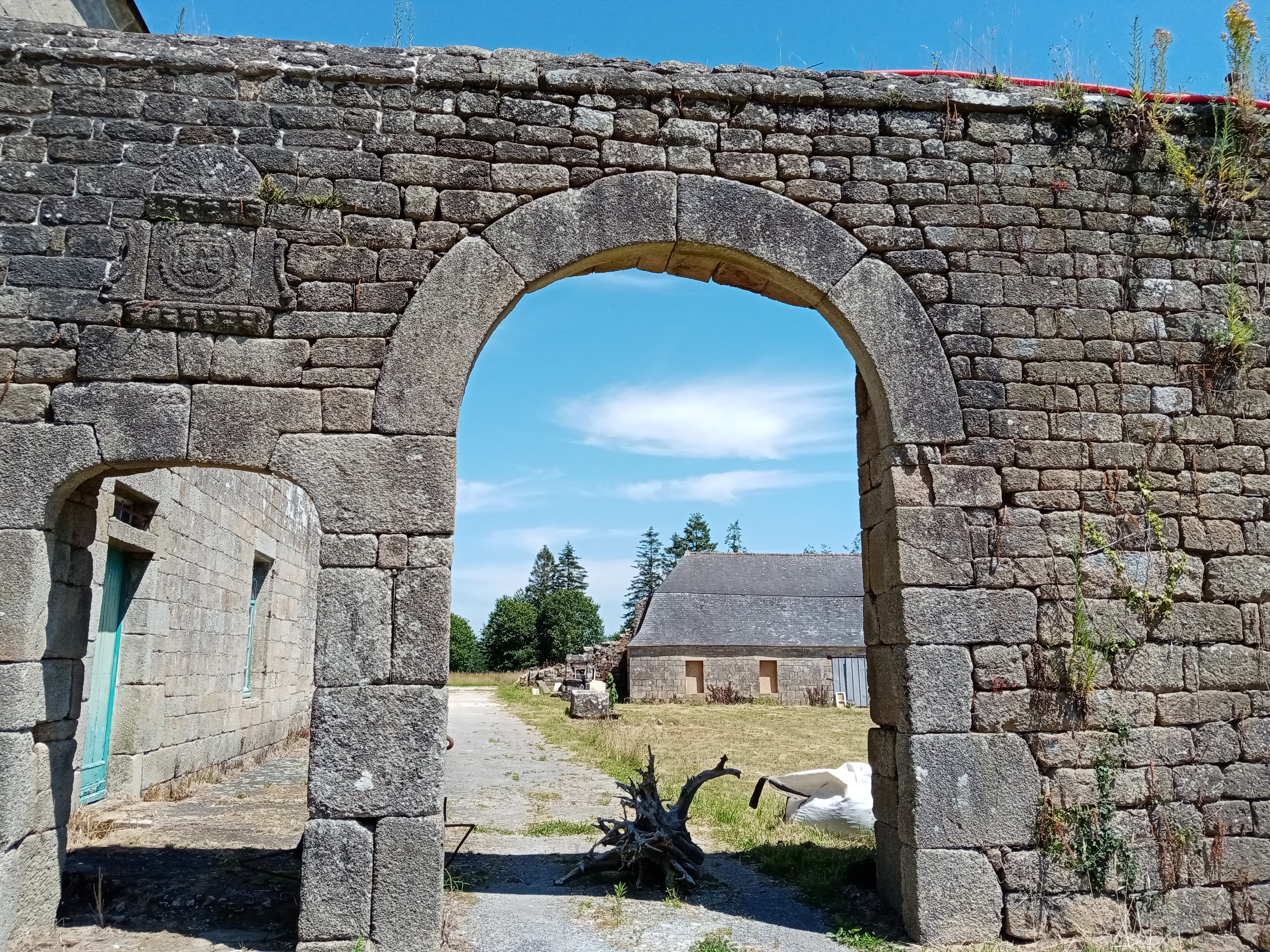
La porte cochère et la porte piétonne à l'Ouest.
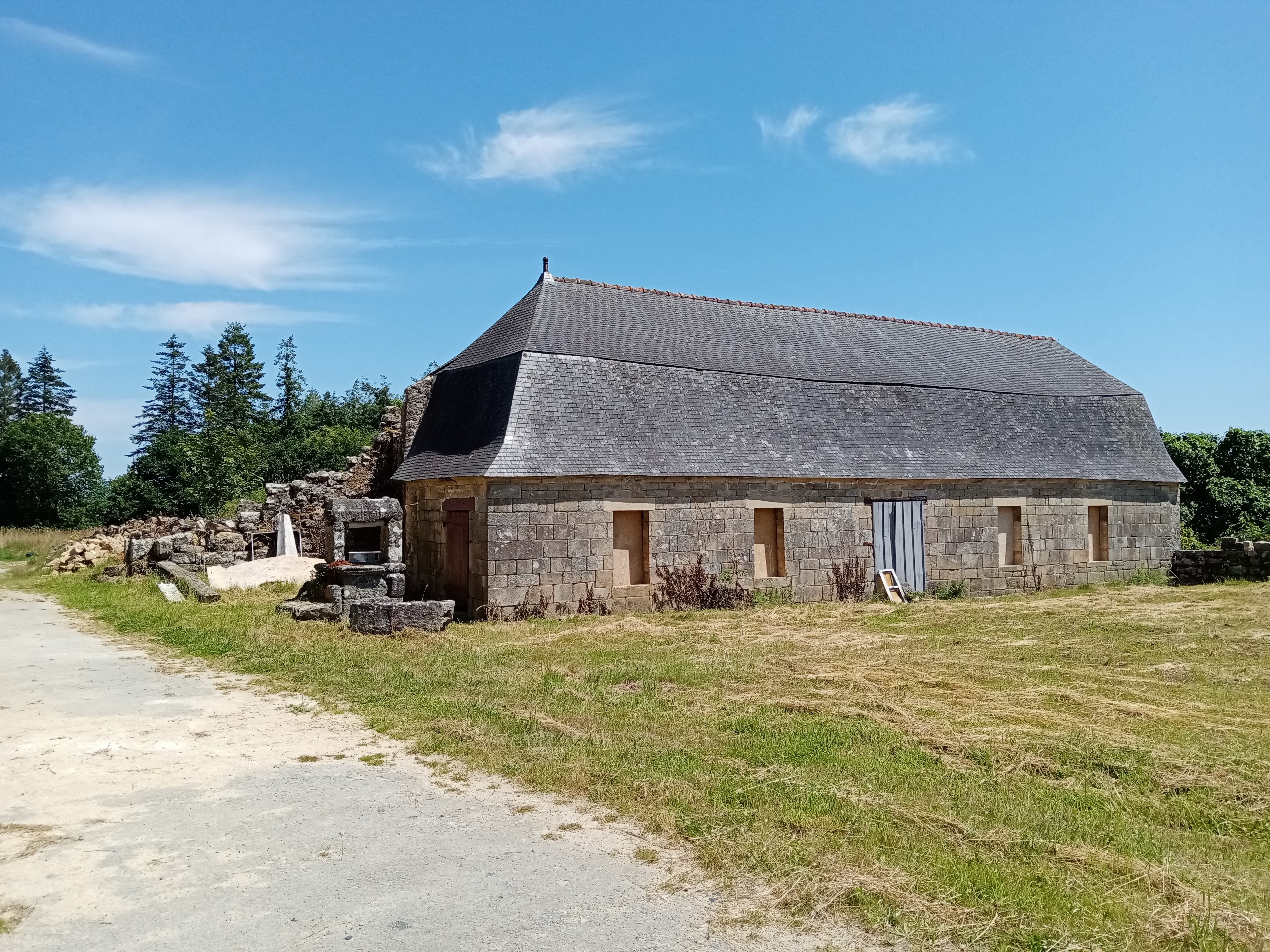
Les écuries à l'Est.

#### Manoir de Lescreant
L'ancien manoir de Lescreant, date du XVe siècle, il fut la propriété de la famille Botdelen (au XVe siècle), puis de la famille Le Teste. Il a été restauré au XVIIe siècle. Il est inscrit à l'inventaire général du patrimoine culturel.

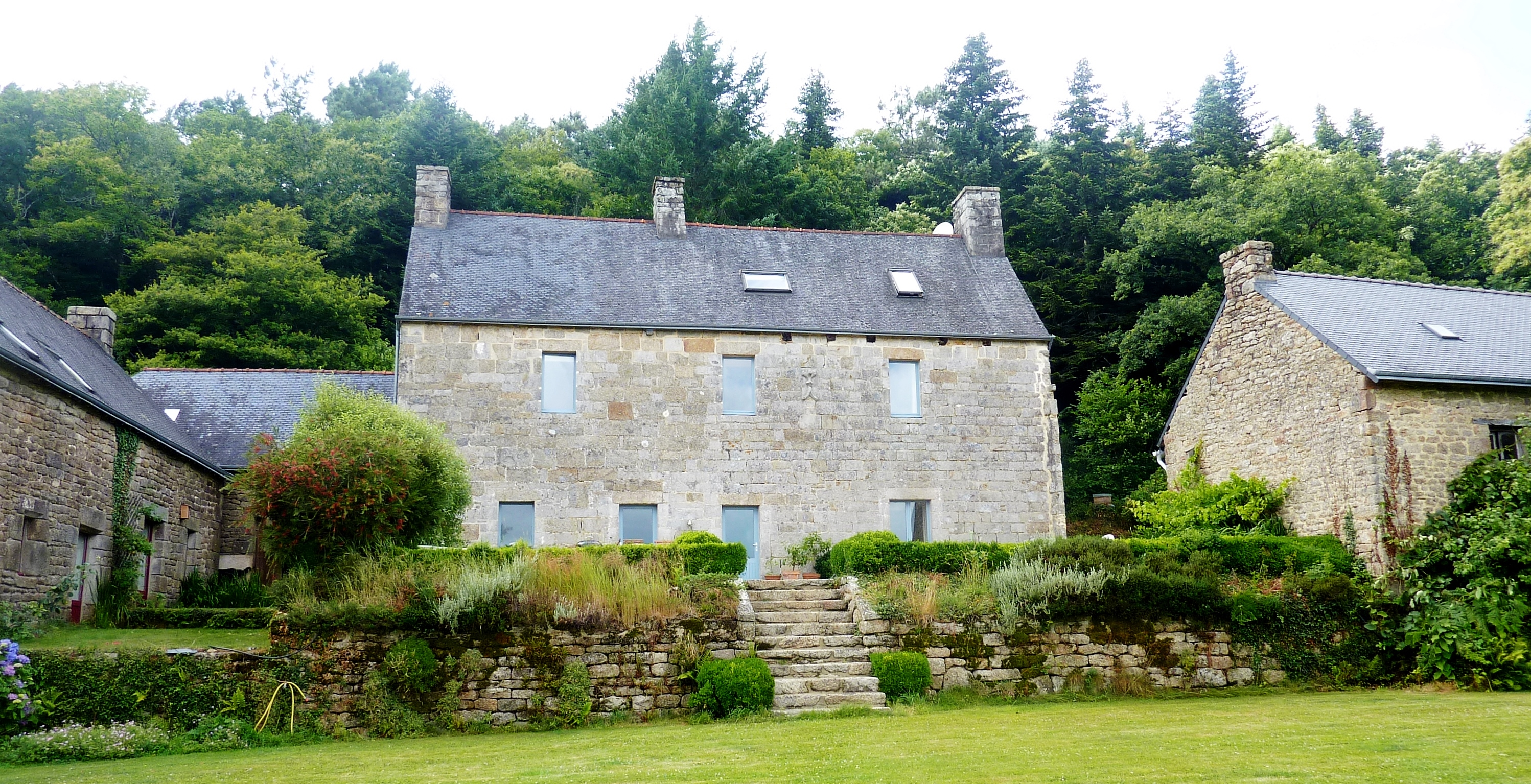
Le manoir de Lescréant en 2013.

#### Manoir de Rosangat
Le manoir de Rosangat date du XVIIIe siècle. Il est construit en 1763 pour Pierre Le Canne, il est inscrit à l'inventaire général du patrimoine culturel.

#### Manoir de Villeneuve
Le manoir de Villeneuve date du XVIIe et XVIIIe siècles, il est inscrit à l'inventaire général du patrimoine culturel.

#### Pont Saint-Mélaine
Pont Plancoët en 1566 puis pont de la coutume en 1721. Dénommé Pont Plancoët en 1566, il était dominé par les patibulaires de la juridiction de Penéhoc, jusqu’à la Révolution, situés sur la terre du Quinquis. Le nom de ce pont est associé, à partir du XVIIe siècle, au droit de passage perçu par le seigneur du Faouët.

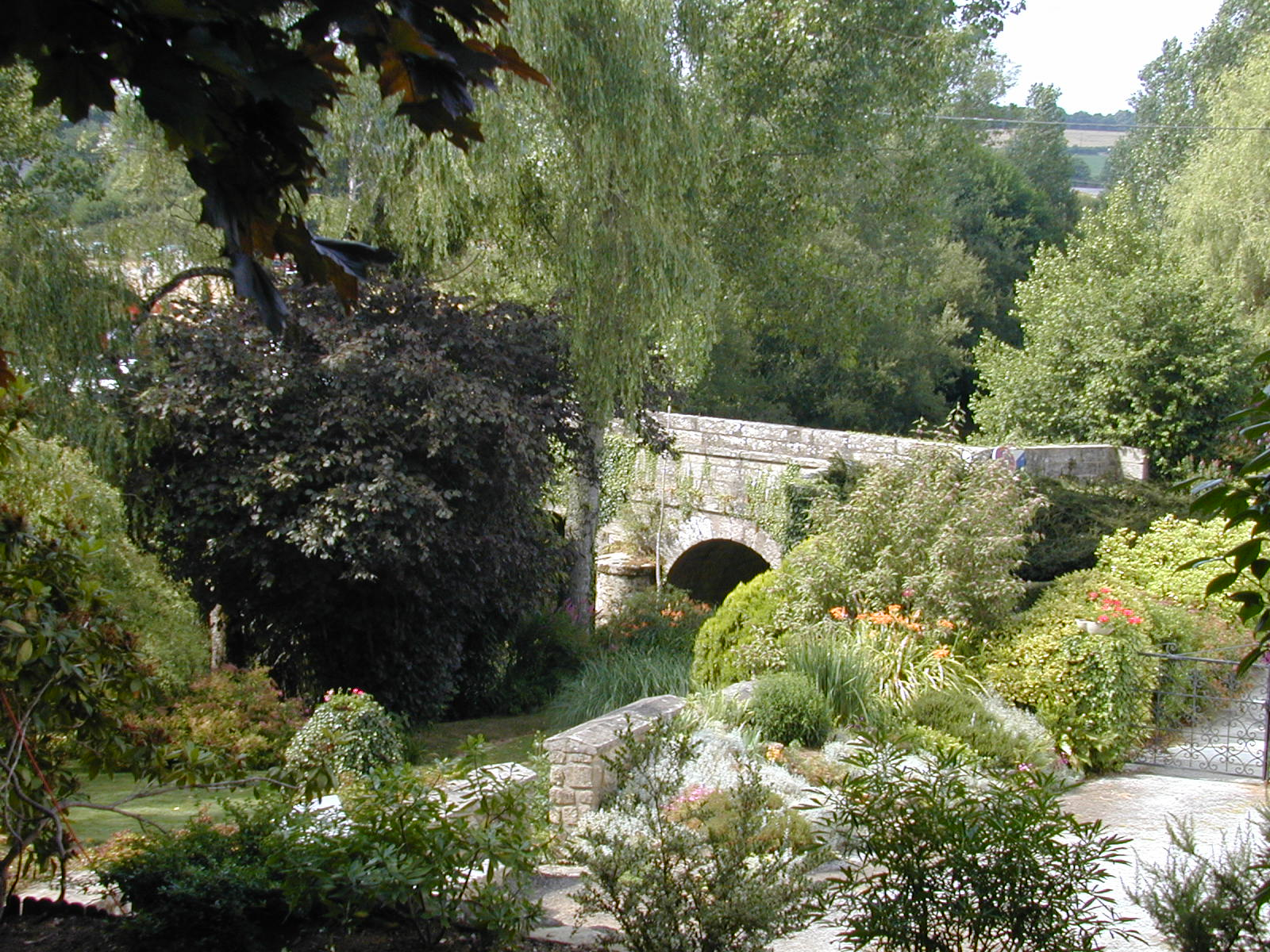
Le pont de Saint-Mélaine.

#### Les moulins à eau
Les moulins à eau de La Trinité, de Lescréant, du Rest, de La Villeneuve, Baden. Les moulins à eau aujourd'hui disparus de La Coutume, de Luhedec.

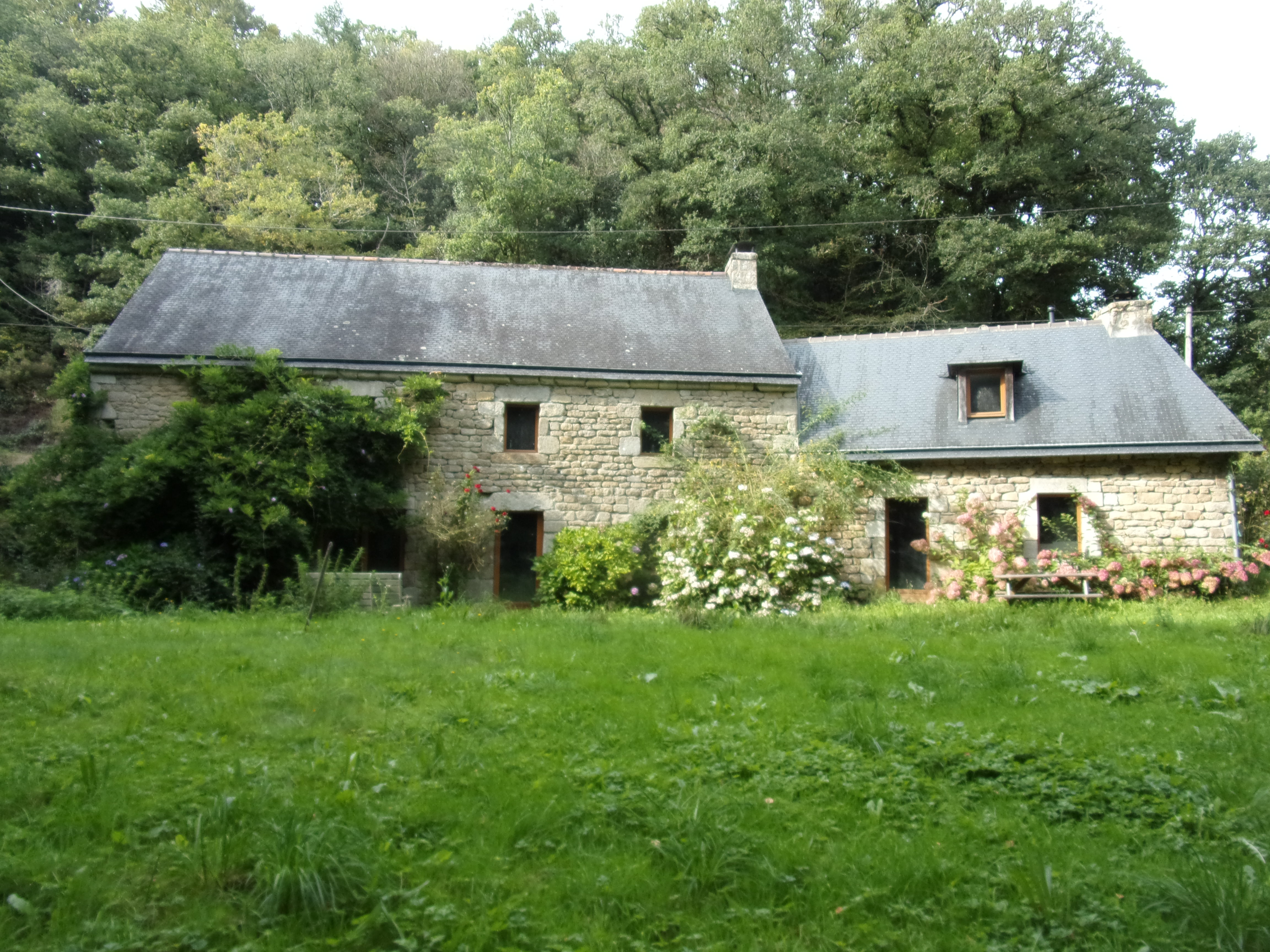
Le moulin de Lescréant.

## Personnalités liées à la commune
- Jean René Maurice Le Souef de Montalembert (1757 – ?) - Membre d'une famille noble de Lanvénégen, homme de loi. Avant la Révolution française, il est avocat, bailli et juge au siège royal de Gourin, Morbihan. En 1790, il est élu au tribunal de district du Faouët (Morbihan). En septembre 1794, il est mis provisoirement en arrestation par le comité de surveillance du Faouët puis très vite libéré. En 1807, il est greffier de justice de paix et proposé comme juge[40].
- Allain Maillard, prêtre mêlé à l'incident qui se produit au pardon de Saint-Urlo fin juillet 1675 pendant la révolte des Bonnets rouges.
- Hyacinthe-Antoine-Jean-Baptiste-Victor Du Botdéru (1764 - 1834), propriétaire du manoir de Saint-Quijeau et maire de Lanvénégen de 1821 à 1830. Capitaine au Régiment du Comte d'Artois avant la Révolution. Lieutenant de louveterie pour le Morbihan puis capitaine de chasse pour la Bretagne et pair de France pendant la Restauration. Il abandonne toutes ses fonctions après la Révolution de 1830 et décède en 1834 à la suite d'une chute sur la chaussée de l'étang de Pontcallec.
- Erwan Evenou (1940 - 2020) auteur d'une thèse de doctorat sur le breton (langue) de Lanvénégen.
- Louis Le Flécher (1920 - 1944) né à Lanvénégen, le 15 juin 1920. Lanvénégen, en 1940, n’a pas d’association sportive, aussi est-ce au sein des « chasseurs de Gourin » et de « la garde de l’Ellé du Faouët » que « la Flèche » se fait connaître sur les stades. En 1943, il adhère à un premier mouvement de résistance qui se développe à partir du Finistère : l’Organisation civile et militaire de la jeunesse (OCMJ). En novembre 1943, il adhère au mouvement « Libération nord », animé dans le nord-ouest du département par Jean le Coutaller ; mouvement à l’origine du 5e Bataillon FFI (Forces Françaises de l’Intérieur). Il est arrêté le 23 mai 1944 au petit matin, comme le sont deux autres jeunes du pays, Joseph Boulben et Joseph Jamet. Alors que l’on fête la libération, un train de marchandises l’emporte avec ses semblables vers Neuengamme (région de Hambourg). Une lettre, rédigée au départ de Quimper et jetée d’un wagon en région parisienne, est recueillie par un inconnu. Elle finit par parvenir à ses parents. Quelques lignes avant qu’il ne disparaisse à jamais : « ... Ne vous inquiétez pas de trop sur mon sort, et de mon côté, je tâcherai d’être courageux et fort malgré les moments de défaillance que je peux avoir quelquefois. Je vais terminer en vous disant « courage » et en vous embrassant de tout mon cœur. A Dieu vat. » Il meurt le 19 décembre 1944 au kommando de Bremenfarge, dépendant du camp de concentration de Neuengamme.
- Lieutenant de vaisseau Pierre Marie Marcellin Joseph Blanchin, mort pour la France en 1915. Polytechnicien.